# Historia del Perú
La historia del Perú es la historia de los diferentes pobladores del actual territorio peruano, desde los vestigios más antiguos de ocupación humana hasta nuestros días. Los primeros grupos humanos llegaron hacia fines de la glaciación wisconsiense (XI milenio a. C.) como cazadores-recolectores (periodo lítico). Sus descendientes empezaron a desarrollar la horticultura hacia el VIII milenio a. C. (periodo arcaico), época en la que también se domesticaron los camélidos sudamericanos y empezaron a surgir las primeras aldeas.
El nacimiento de la civilización en el Perú corresponde a la llamada civilización Caral, cuyo centro más conocido en la actualidad fue la ciudad de Caral, en el valle de Supe, en la costa central peruana. Esta cultura se desarrolló entre 3200 y 1800 a. C. Es el núcleo civilizatorio más antiguo de las Américas y contemporáneo de otros grandes centros de irradiación cultural del mundo, como Sumeria, Egipto, China e India. Es la época en que surgen las primeras sociedades con arquitectura monumental que tejieron una extensa red de comercio vinculando productos de la Amazonía y las costas ecuatorianas. A partir de entonces se dio inicio un escalamiento en la complejidad social y cultural de los pueblos de la región, que dio nacimiento a las civilizaciones andinas.
Debilitado el centro de poder de la civilización Caral hacia el 1800 a. C., esta dio paso a nuevos centros culturales en la costa, al norte y al sur. Surgió la cultura Cupisnique y posteriormente, hacia el 1200 a. C., la Chavín, un importante centro que articuló las sociedades agrícolas de su época hasta el 200 a. C. El templo de Chavín de Huántar fue probablemente un importante centro ceremonial del Antiguo Perú con una influencia extensa. Tal debió ser la importancia de chavín, de carácter religioso y cultural, además de política o militar.
Chavín fue sucedida por los primeros Estados militarizados de Moche al norte y Nazca al sur, surgidos en paralelo al ascenso de Tiahuanaco en el Altiplano. 
Hacia el año 600, surgió en la zona de Ayacucho la cultura Wari, cimentada en desarrollo de la andenería para el cultivo del maíz, la cual mostró un desarrollo urbanístico y una notable influencia Nazca y Tiahuanaco. El Imperio wari se expandió progresivamente por los Andes hasta Cajamarca, al norte. Se trata del primer imperio panandino del que se tiene certeza de su existencia, cuyo centro estuvo en la ciudad de Huari. 
Hacia el año 1000, el poder político de los wari se fraccionó, dando origen varios estados centralistas como Lambayeque y Chimú en el norte, y Chincha en el sur. 
En 1438, el Imperio incaico inició su expansión hasta dominar, a comienzos del siglo XVI, a más de 200 naciones andinas, abarcando el territorio más extenso en el hemisferio occidental. La civilización incaica fue la síntesis de todas las culturas preincaicas. Los incas adoptaron y desarrollaron todas las manifestaciones culturales de los pueblos que dominaron. Su mérito principal fue crear un Estado imperial cuyo fin era la unificación del mundo andino, pero cuya consolidación definitiva se vio truncada por la invasión española.
En 1532, empezó la conquista del Tahuantinsuyo, por obra de los conquistadores españoles conducidos por Francisco Pizarro, que contaron con el apoyo valioso de muchas naciones sometidas por los incas, como los huancas, los chachapoyas y los cañaris. Esta guerra de conquista finalizó en 1572, con la captura y ejecución del último de los Incas de Vilcabamba, Túpac Amaru I. 
Luego de las guerras civiles entre conquistadores, se dio el definitivo establecimiento del Virreinato del Perú, cuyo organizador fue el virrey Francisco de Toledo. La llegada de los europeos y la era virreinal significó la introducción de la Iglesia católica y un intenso mestizaje entre españoles, indígenas y negros trasladados en calidad de esclavos desde África. Durante el siglo XVII, la explotación minera dominó la economía mercantilista del virreinato, especialmente alrededor de Potosí.
La implementación de las agresivas Reformas Borbónicas en el siglo XVIII fomentaron sucesivas rebeliones que desembocaron en la violenta rebelión de Túpac Amaru II (1780-1781). La invasión francesa de España fomentó las ideas libertarias en el Perú, que declaró su Independencia en 1821, pero se consolidó tres años después en la batalla de Ayacucho del 1824 con la ayuda de los movimientos libertadores del sur y del norte. 
El inicio de la República del Perú está marcado por la instalación del primer Congreso Constituyente del Perú en 1822. Las primeras décadas de la República se caracterizaron por el predominio del militarismo en la escena política. Entre 1836 y 1839 el Perú estuvo unido con Bolivia a través de la Confederación Perú-Boliviana, entidad política que sucumbió ante la reacción de peruanos nacionalistas apoyados por Chile. 
Entre los años 1840 y 1860 se produjo el boom guanero, que supo capitalizar el presidente Ramón Castilla, iniciando la modernización del Estado y las grandes obras públicas. Luego de una victoriosa guerra con España (1865-1866), sobrevino una severa crisis económica, que derivó en el desarme de la nación, que fue aprovechada por Chile para desatar la guerra del Pacífico (1879-1883), en su ambición por apoderarse de las riquezas guaneras y salitreras del sur peruano. Esta guerra ha sido la mayor catástrofe bélica que ha sufrido el Perú a lo largo de su historia republicana.
Finalizada la guerra con Chile, empezó la Reconstrucción Nacional, resurgiendo el militarismo en la vida política, hasta 1895, cuando, tras el triunfo de la revolución de Nicolás de Piérola, se inició una etapa de predominancia civil, llamada la República Aristocrática (1895-1919). Esta etapa se caracterizó por el predominio del capitalismo inglés y el impulso a las exportaciones agroindustriales (azúcar, algodón) y a la extracción del caucho.
Otro caudillo civil, Augusto Leguía, inició la etapa conocida como el Oncenio (1919-1930). El gobierno de Leguía, tachado de dictatorial y corrupto, y de estar sometido a los intereses de los Estados Unidos, tuvo sin embargo la virtud de emprender la modernización del país y de resolver los litigios territoriales con Colombia y Chile. El litigio con Ecuador se solucionó tras la guerra del 41 y la firma del Protocolo de Río de Janeiro en 1942.
Luego del Oncenio, sobrevino una etapa de crisis política, social y económica, caracterizada por gobiernos militares y civiles que se intercalaron a lo largo de cincuenta años. Surgieron nuevos partidos como el Apra y el Partido Comunista Peruano, que centraron sus reclamos en el cambio de las estructuras socioeconómicas. 
El Gobierno Revolucionario de la Fuerza Armada de 1968 a 1980, fue un intento de cambiar los viejos moldes de la sociedad peruana y en muchos sentidos lo logró; no obstante, fracasó en el aspecto económico. Los gobiernos populistas de la década de 1980 (Fernando Belaúnde Terry y Alan García) no hicieron sino agravar la crisis económica y no supieron contener el embate del terrorismo de extrema izquierda. 
El gobierno de Alberto Fujimori (1990-2000) afrontó la crítica situación orientando la economía del país al neoliberalismo y derrotando al terrorismo, aunque cayendo en el autoritarismo y la corrupción. A partir de 2001 se inició un nuevo periodo de continuidad democrática, que se caracteriza por ser políticamente inestable.

## División tradicional
Tradicionalmente, la historia del Perú ha sido dividida de la siguiente manera:
- Época Prehispánica: es el periodo más largo de la historia peruana, ya que abarca desde la llegada del primer habitante, hacia 11 000 a. C., hasta la conquista española en 1532. Se subdivide en dos etapas:
  - Época Preincaica: que abarca las culturas que empieza con la civilización Caral hacia el 3200 a. C. Luego se desarrollan diversas culturas como Chavín, Paracas, Mochica, Nazca, Tiahuanaco, Huari, Chancay, Chimú, etc. Finaliza con la expansión de los incas, hacia 1450-1500.
  - Época Incaica: se extiende desde el siglo XIII hasta inicios del siglo XVI, tiempo en el que se desarrolló la cultura inca, aunque la expansión inca por el área andina empieza en 1438.
- Conquista: se inicia con el descubrimiento del Tahuantinsuyo por parte de los españoles, y el subsiguiente proceso de conquista, que se extiende de 1532 a 1572.
- Virreinato: empieza con el establecimiento del gobierno virreinal en 1542 y finaliza en 1824, con la derrota del ejército realista en Ayacucho.
- Independencia: proceso iniciado a inicios del siglo XIX con la rebelión de Tacna. Representa la época en la que se lucha por conseguir la independencia con respecto a España, y se extiende hasta 1824.
- Época Republicana: se inicia en 1821 con la fundación de la República Peruana, en paralelo con la lucha por la independencia, que solo se consolida en 1826. Dura hasta la actualidad.

## Periodo Lítico

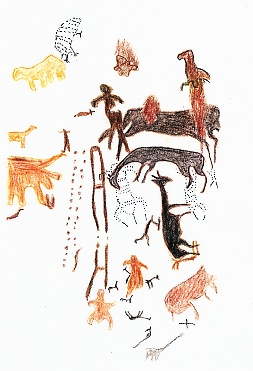
Pinturas rupestres de una de las cuevas de Toquepala, cuya antigüedad se ha calculado en 9000 años.

La etapa más extensa de la historia peruana es la que precede a la conquista española del siglo XVI. Las evidencias más antiguas de seres humanos en el Perú permiten suponer que el hombre llegó hace trece mil años procedente de otros continentes, a finales de la última edad glacial, en el pleistoceno para ser exactos.
Los primeros antiguos humanos, organizados en bandas y clanes, eran cazadores y recolectores. La caza de camélidos sudamericanos en las zonas alto andinas (especialmente guanacos); y la pesca y recolección de mariscos en la costa del océano Pacífico (aprovechando la riqueza biológica de la Corriente de Humboldt) fueron sus principales actividades económicas. También elaboraban herramientas de piedra tallada. Los vestigios más importantes de esa época han sido hallados en los siguientes yacimientos:
- El Guitarrero I
- Piquimachay (fase Ayacucho)
- Chivateros
- Jayhuamachay I
- Toquepala
- Paiján
- Tres Ventanas
- Lauricocha

## Periodo Arcaico

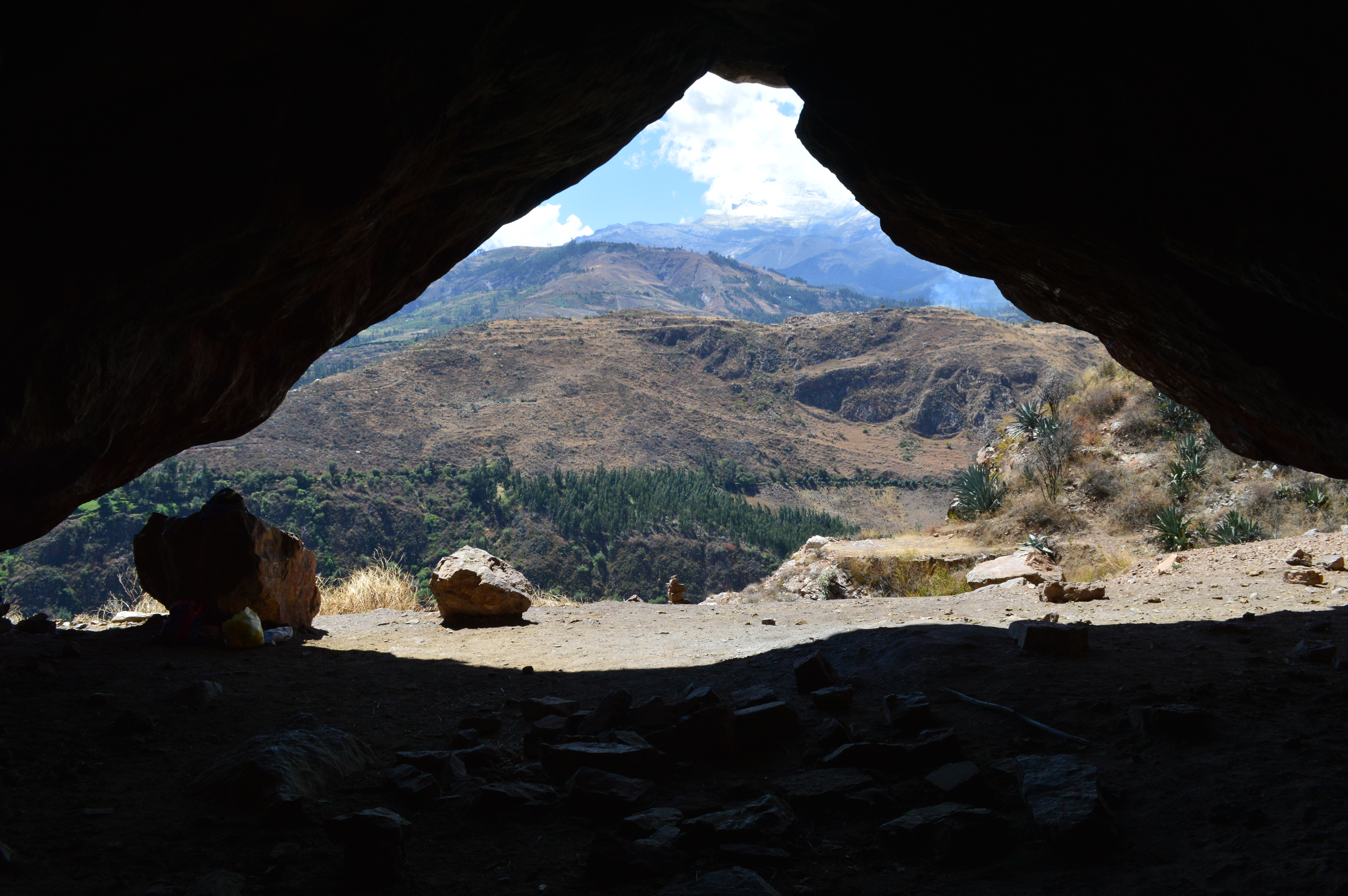
Vista desde el interior de la cueva del Guitarrero.

La primera parte del Arcaico, conocido como Arcaico Temprano, se extiende de 8000 a 3500 a.C.
Luego del retiro progresivo de los glaciares, los cazadores de camélidos y cérvidos colonizaron las punas y los valles alto-andinos. Las condiciones climáticas similares a las actuales aceleraron el proceso de domesticación de las plantas y animales. Aparecen así los primeros horticultores seminómadas, pero sin dejar de lado la caza y la recolección. En la costa, la actividad predominante era la pesca y el marisqueo.
El progresivo descubrimiento de la agricultura permitió una economía cada vez más sedentaria. Las primeras chozas, descubiertas en la costa (Chilca y Paracas), son de material con origen vegetal (Plantas oriundas), posteriormente serán de piedra y barro. Aparecen también los primeros tejidos rudimentarios. Se dan en este contexto los primeros casos de arquitectura ceremonial con carácter monumental, de artes figurativas y de intercambio de productos entre regiones e incluso de zonas más alejadas (conchas Spondylus).
Las evidencias más tempranas de cultivo de plantas en el Perú provienen de los siguientes sitios:
- Ñanchoc, en el valle del Alto Saña, departamento de Cajamarca, hacia el VIII milenio a. C., donde se hallaron restos de calabazas o zapallos loche cultivado hacia el 6000 a. C.
- El Guitarrero II, en la vertiente occidental de la Cordillera Negra, departamento de Áncash, con restos de cultivos de pallares y frijoles.[2]

Otros sitios importantes de esta época son los siguientes.
- Santo Domingo de Paracas, en la península de Paracas, donde se hallaron los restos del primer pescador con red de América, constructor de la aldea más antigua del Perú. Es el primer horticultor de la costa andinoamericana.
- Telarmachay, abrigo rocoso de la sierra central, en el departamento de Junín, con restos del primer domesticador de camélidos (llamas y alpacas) de América.[3]
- Tres Ventanas, en la sierra de Huarochirí del departamento de Lima, con vestigios de la domesticación de camote, olluco y calabaza.
- Chilca (Pueblo 1), en el pampa de Chilca, en la costa central, sur de Lima, con restos de una pequeña aldea con chozas y entierros.
- Piquimachay (fase Jayhua y Chihua), cerca de Ayacucho, sierra sur, con restos del primer criador de cuyes de América; cultivo de quinua y calabaza.
- Jayhuamachay II, también cerca de Ayacucho, con evidencias de cultivo de achiote y crianza de camélidos.
- Cerro Paloma, en el valle de Chilca, en la costa central, sur de Lima, donde se hallaron restos de aldeas superpuestas, así como numerosos entierros humanos.

## Antiguo Perú

### Arcaico o Precerámico Tardío

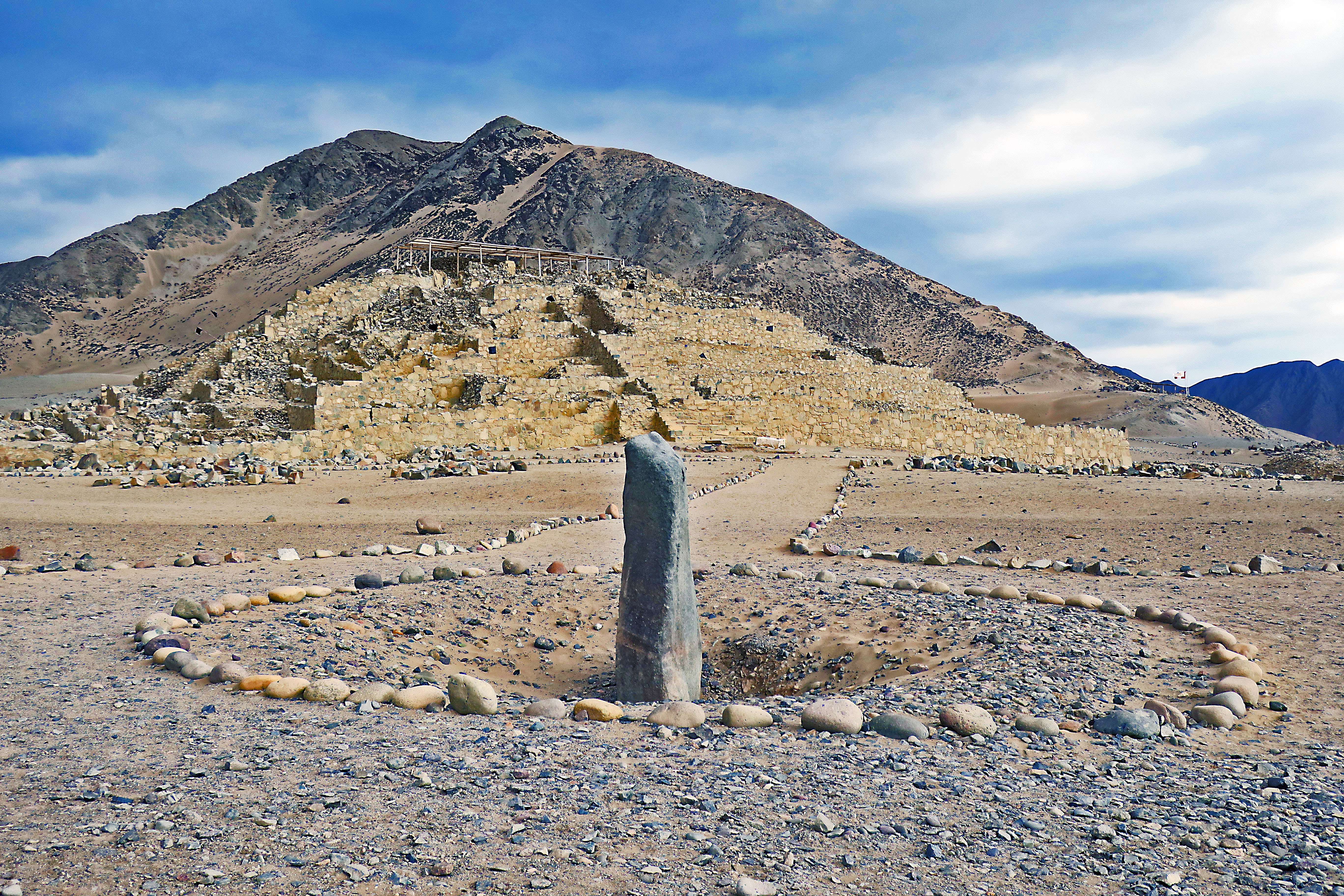
Vista de un pirámide escalonada en Caral.

En la tercera parte del Precerámico, conocido como Precerámico Tardío (3500-1800 a. C.) o Arcaico, que se extiende de 4000 a 1800 a. C., se caracteriza principalmente por la aparición de la arquitectura monumental con los primeros centros administrativos-ceremoniales o templos. Aparecen organizaciones más complejas de tipo presuntamente teocrático. Los ciclos agrícolas, dominados por sacerdotes astrónomos, debieron dotar a éstos de mucho poder.
En Huaca Prieta, en el valle de Chicama, costa norte en La Libertad, se halló el primer textil precerámico del Perú y de América, así como mates pirograbados.
Los primeros templos surgen en la costa central y nor-central; y en la sierra central. Generalmente son pirámides escalonadas, con plazas circulares hundidas, unas veces adheridas al monumento y otras desligadas de él. Hacia el final del periodo aparecerán las primeras construcciones con planta en forma de U.
Los templos o centros administrativos-ceremoniales relevantes de esta etapa son Kotosh, El Áspero, La Galgada, Bandurria, Punkurí, Sechín Bajo, Cerro Sechín, El Paraíso, y, especialmente, Caral.

#### Caral
Hacia el 3200 a. C. surge la civilización caral en la costa central peruana, más específicamente en el llamado Norte Chico. Esta fue la civilización madre de la cultura andina, contemporánea de otras civilizaciones primigenias como las de Egipto, India, Sumeria, China, pero a diferencia de ellas (que intercambiaron sus logros), se desarrolló en completo aislamiento. En América, es la más antigua de las civilizaciones prehispánicas, superando en 1500 años a la civilización olmeca, otro importante foco civilizatorio situado en Mesoamérica.
La ciudad principal de esta civilización fue Caral, que tenía pirámides de adobe y de piedra, plazas ceremoniales y altares en torno a fuego sagrado, diseños complejos que evidencian un dominio magistral en el uso del espacio. Sus habitantes tocaban música con flautas de dos bocinas. Caral, situada más adentro de la costa, contaba con un puerto pesquero: El Áspero.
Desde entonces, a lo largo del territorio peruano se sucedieron una serie de tradiciones culturales que originaron confederaciones, reinos e imperios durante casi cuarenta siglos.

### Periodo Formativo

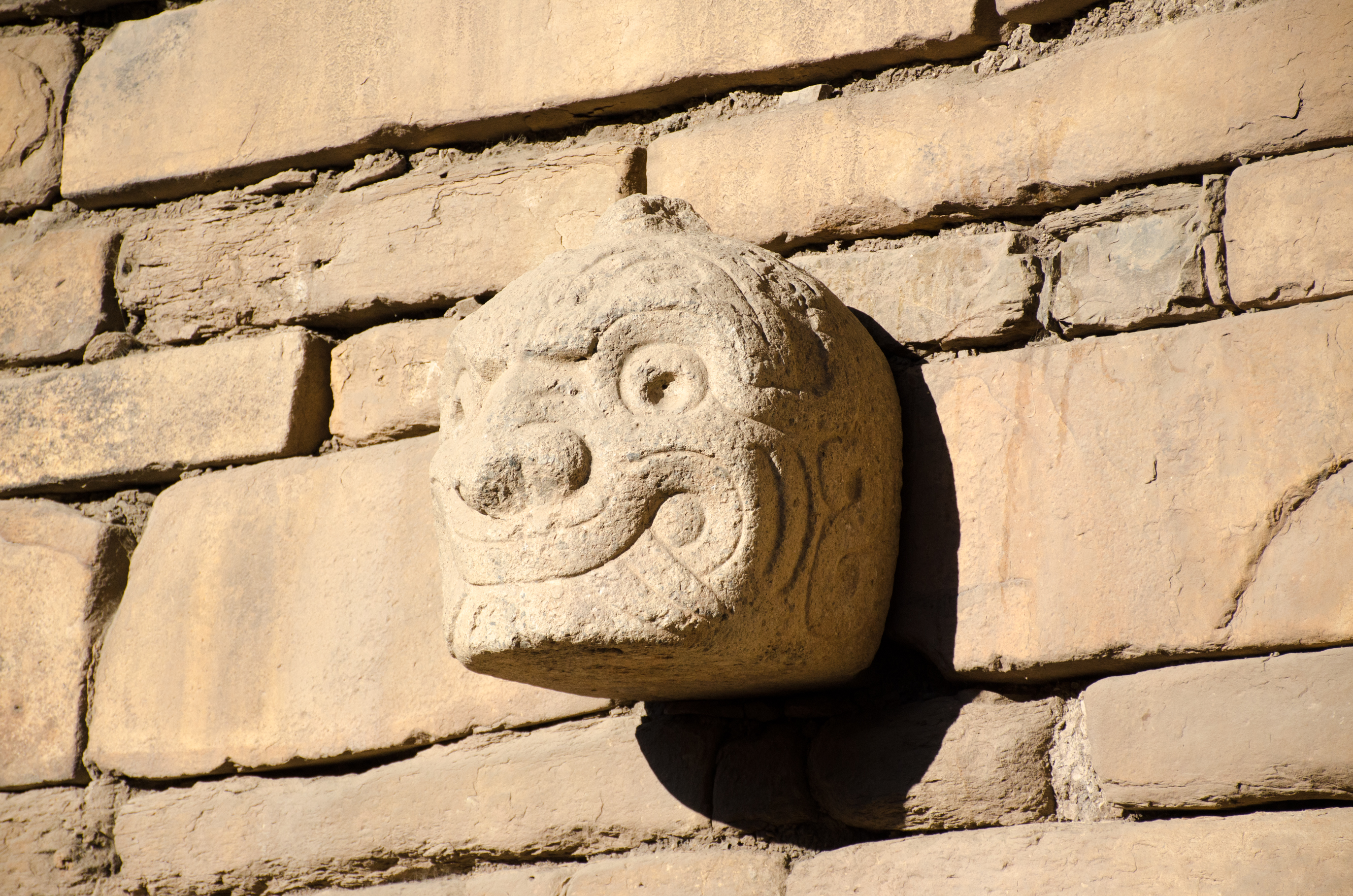
Cabeza clava en su ubicación original, uno de los muros del Templo Nuevo de Chavín.

El periodo Formativo se subdivide a la vez en tres:
- Formativo Inferior (1800-1500 a. C.).
- Formativo Medio (1500-700 a. C.).
- Formativo Superior (700-200 a. C.).

Convencionalmente, se fija el inicio del Formativo con la aparición de la cerámica, evidencias de la cual se han hallado en los siguientes sitios:
- Tutishcainyo, en la selva amazónica (Ucayali), hacia 1900 a 1700 a. C.
- Fase Wairajirca de Kotosh, en la sierra (Huánuco), hacia 1850 a. C.
- Las Haldas, en la costa (Áncash), hacia 1800 a. C., y
- Ancón, en la costa (Lima), en 1600 a. C.

Otros logros significativos de esta época son el cultivo del maíz, la construcción de grandes acueductos, el desarrollo de la textilería y de la orfebrería. En el aspecto político surgen las jefaturas o señoríos que concentran el poder.
Sin embargo, la principal característica de este periodo es la aparición de la arquitectura monumental y de gran envergadura. Los centros ceremoniales suelen abarcar áreas más extensas que las de sus antecesoras del periodo arcaico. Los planos de sus templos o santuarios suelen tener la forma de la letra “U” invertida: una construcción central y dos construcciones en los lados laterales, alrededor de plazas circulares o rectangulares.
Las mayores expresiones monumentales que destacaron durante los inicios del Formativo, algunos de los cuales se mantuvieron vigentes en la siguiente fase, fueron:
- Huaca La Florida, situada en el valle del Rímac (Lima).
- Cardal, que se ubica en el valle de Lurín (Lima).
- Las Haldas, cerca de Casma (Áncash), al borde del Océano Pacífico.[11]
- Pampa de las Llamas-Moxeke, en el valle de Casma. Lo conforman dos monumentos o pirámides: Moxeke y Huaca A (o Huaca de las Llamas).[12][13]
- Sechín Alto, en Casma, es un complejo enorme, tal vez el más grande del Formativo, con un templo piramidal de plataformas superpuestas como monumento principal.
- Cerro Sechín, entre los ríos Sechín y Casma, cerca del anterior, célebre por sus monolitos de sus fachadas, con representaciones en relieve de sacerdotes-guerreros y cuerpos mutilados (hacia 1500 a. C.).[14]
- Huacaloma, situado en la cuenca del Crisnejo (Cajamarca).[15]

En el Formativo Medio, surge la cultura Cupisnique, en la costa norte, que lleva a la cerámica andina a sus primeras cimas artísticas. De la misma área de influencia es el complejo de Caballo Muerto, en el valle del Moche (La Libertad), siendo su principal monumento la Huaca de los Reyes. También destacan Punkurí y Cerro Blanco, en el valle de Nepeña (Áncash).
Empieza a construirse el santuario de Chavín de Huántar, en la sierra de Áncash, colindando con la ceja de selva (hacia 1200-1000 a. C.). Destacan también los sitios de la costa central, siendo el más importante Garagay (Lima). En Cajamarca se construye el canal de Cumbemayo y surgen los centros ceremoniales de Pacopampa y Kuntur Wasi. En la cuenca de Titicaca se desarrolla la cultura Chiripa.
A partir del 900-800 a. C. se observan en el mundo andino integraciones religiosas y políticas sin precedentes. Los templos locales fueron abandonados y se impuso Chavín de Huántar como centro de culto de prestigio suprarregional. El llamado Templo o Castillo de Chavín se convirtió en centro de peregrinación de todas las culturas andinas (hacia el 800 a. C.). Ha dado su nombre a todo un horizonte cultural (cultura Chavín) que es bien conocido por sus representaciones artísticas de seres que mezclan atributos de jaguar, serpiente y ave en forma humanizada, comúnmente conocido como el “dios felino”. Representaciones de dicho dios y sus variantes se hallan en diversas esculturas o monolitos chavines: el Lanzón monolítico, la Estela de Raimondi, el Obelisco Tello, la Estela del portador del cactus, la Estela de Yauya y las Cabezas clavas. La influencia de dicho santuario fue tan acentuada a tal punto que el cronista español Vásquez de Espinoza (1630), dos milenios después, escuchó que había sido este un antiguo "santuario de los más famosos de los gentiles".
Hacia el Formativo Superior, se desarrollan diversas expresiones culturales regionales, con fuerte influencia de Chavín. En la costa sur surge el pueblo agricultor y pescador de Paracas, cuyos bordados multicolores son algunos de los objetos de arte más preciados del antiguo Perú. En el altiplano del Titicaca, la cultura Pucará implementa exitosamente un sistema de cultivo de campos elevados rodeados de agua (camellones o waru waru) que permitía la agricultura en las frías planicies alto andinas.
En el final de este período, hacia el 400 y 200 a. C., la presión de las poblaciones vecinas, que se filtraron desde la periferia, provocó el abandono de los templos y de varios centros regionales menores.

### Culturas regionales

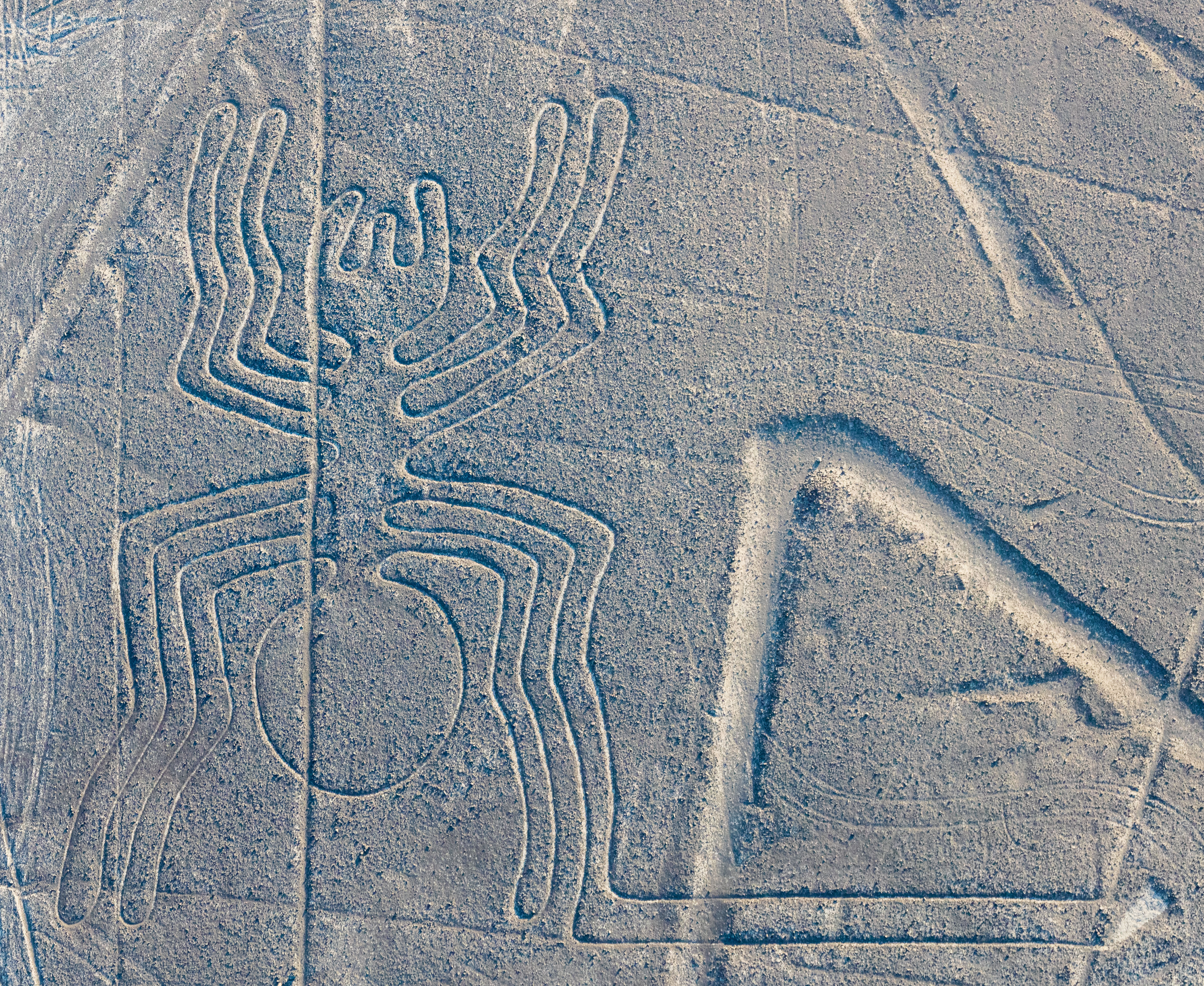
Figura de una araña en las líneas de Nazca.

Hacia el 200 a. C. la civilización andina había evolucionado a formas políticas más complejas. La agricultura se hizo extensiva, construyéndose grandes irrigaciones sobre los desiertos de la costa norte y central e ingeniosos acueductos subterráneos en la costa sur. Las sociedades Moche, Nazca, Recuay, Cajamarca, Vicús, Lima y Tiahuanaco (esta con capital en un gran centro ceremonial del mismo nombre en el norte de Bolivia) son las más conocidas y exitosas de este período. La mayoría de ellas parece haber estado regida por sofisticadas élites guerreras que alentaban la producción de objetos de arte de gran calidad, que son considerados algunas de las obras más importantes del arte americano precolombino (especialmente la alfarería moche, nazca y recuay; el tejido nazca, la joyería moche y el arte lítico tiahuanacota).
- La cultura moche se desarrolló entre 200 a 700 d. C., en el valle de Moche, y se expandió por los valles del norte del Perú. Fue una sociedad clasista en la que los sacerdotes ejercían un rol importante. En 1987 se descubrió la fastuosa tumba del Señor de Sipán, un gobernante moche del siglo IV, en el valle de Lambayeque. La cerámica moche, escultórica y realista, es considerada como una de las mejores de las culturas precolombinas, destacando los llamados huacos retratos, en los que expresaron los diversos estados de ánimo de una persona. En cuanto a la arquitectura, destacan sus pirámides de adobe conocidas como las Huacas del Sol y de la Luna. Resalta también su orfebrería, de avanzada técnica, como se denota en la joyería desenterrada del Señor de Sipán.
- La cultura nazca se desarrolló básicamente en los valles del actual departamento de Ica, alrededor del siglo I y entró en decadencia en el siglo VII. Su centro estaba ubicado en Cahuachi. Es de destacar su cerámica policromada, decorada con figuras de hombres, animales, plantas, etc., así como su arte textil. Pero lo más impresionante de esta civilización es su red de acueductos, que constituye una verdadera hazaña de su ingeniería hidráulica, así como los trazos gigantescos efectuados en las Pampas de Nazca, conocidos como Líneas de Nazca, cuyo fin aún se discute.
- La cultura recuay se desarrolló en la sierra del actual departamento de Áncash, entre los años 200 d. C. a 600 d. C. Su expresión cultural más llamativa es su litoescultura, destacando los célebres monolitos Recuay, bloques de piedra de forma casi cilíndrica, esculpidos aparentemente para representar a guerreros de rango elevado. Su cerámica representativa la conforman los pacchas, cántaros ceremoniales con la particularidad de ostentar un caño por donde era vertido el líquido del recipiente.[35]
- La cultura cajamarca tuvo su centro cerca de la actual ciudad de Cajamarca, en la sierra norte del Perú, desarrollándose entre los años 200 a 800 d. C. Tuvo características peculiares, destacando en textilería, metalurgia y cerámica; esta última es muy original y sofisticada. Su ceramio típico es un vaso trípode o con tres patas. Los cajamarcas solían enterrar a sus difuntos en nichos excavados en la roca, conocidos generalmente como “ventanillas”, como las de Otuzco.
- La cultura vicús se desarrolló en el actual departamento de Piura, al norte del Perú, entre los años 300 a. C. y 500 d. C. Destacaron en metalurgia y orfebrería, llegando a dominar diversas técnicas para fundir y trabajar los metales, como el uso de moldes, el dorado de metales, soldadura, aleación, laminado, recorte y amalgama. Trabajaron especialmente el cobre, el oro y el cobre dorado. Su cerámica se caracteriza por su aspecto macizo y rústico, así como su tendencia realista y naturalista.[36]
- La cultura lima se desarrolló en los valles de Chillón, Rímac y Lurín, en el actual departamento de Lima, entre los años 100 y 700 d. C. Sus principales centros fueron Maranga (la ciudad de adobitos), la Huaca Pucllana y el santuario de Pachacámac (primera fase); y en su fase final, Cajamarquilla. Su arquitectura se destaca por el uso de pequeños ladrillos de adobes, así como de tapiales, a base de los cuales construyeron elevadas pirámides.[37] Para ampliar el terreno agrícola, los lima realizaron en el valle del Rímac obras monumentales de ingeniería hidráulica, cuyos restos se pueden ver hoy día en el río Surco y el canal de Huatica. Su cerámica se divide cronológicamente en dos estilos: el estilo interlocking o Playa Grande, caracterizado por su decoración en forma de pez o serpiente entrelazadas; y el estilo Maranga, con su fase final Nievería, que se caracteriza por estar modelada en diversas formas, con fino acabado y elegante decoración.[38]
- La cultura tiahuanaco se desarrolló en el altiplano o meseta del Collao, entre los actuales países de Perú, Bolivia y Chile. Su centro estuvo en Tiahuanaco o Tiwanaku (al sur de la actual ciudad de La Paz y cerca al lago Titicaca), que se constituyó en un importante centro religioso y urbano, hacia donde iban en peregrinación multitudes de personas. Destacan allí imponentes construcciones arquitectónicas, como la pirámide de Akapana, el Puma Punku, Kalasasaya, el templete semisubterraneo, entre otros. Ejemplos de su litoescultura son los monolitos Bennett y Ponce, y especialmente, la Puerta de Sol, con la imagen del dios de los báculos, después llamado Viracocha.[39] La técnica arquitectónica tiahuanaco sería aprovechada posteriormente por los incas. Esta cultura, inexplicablemente, colapsó hacia el año 1100 d. C.

### El Imperio wari

Durante el Horizonte Medio los waris y tiahuanacos predominaron la región.

Diversos trastornos climáticos (sequías del siglo VI y fenómenos del Niño fuertes en el siglo VII) afectaron negativamente a las culturas costeñas. Parece ser que las culturas de la sierra se adaptaron mejor a la nueva situación porque las de la costa iniciaron cierta decadencia. El Estado Tiahuanaco alcanzó una enorme influencia por todo el sur peruano, el norte chileno y buena parte de Bolivia. En la sierra sur peruana, la cultura Huarpa de Ayacucho se vio fuertemente influenciada tanto por el esplendor de las creencias y rituales de Tiahuanaco como por el intercambio comercial con los nazca de la costa, hasta generar un proceso cultural original, desarrollando un tipo de urbanismo desconocido hasta entonces en los Andes. Pronto los ayacuchanos hicieron de la ciudad de Huari su centro, dotándola de grandes templos, calles ortogonales y sistemas de canales de agua dentro de la ciudad. Los wari, aprovechando las laderas de los cerros, iniciaron un tipo de agricultura de bancales o andenes en las montañas a una escala nunca antes vista. Así generaron los excedentes económicos suficientes para emprender la expansión de sus dominios y cultura.
La cultura Wari se expandió entre el 600 y el 900 d. C. hasta Cajamarca y Lambayeque por el norte y hasta la frontera con Tiahuanaco (a la altura de Sicuani y Moquegua) por el sur, construyendo redes de caminos y popularizando sus formas de gobierno y su estilo de ciudad. Muchos consideran por ello a Huari como el primer imperio andino. Como huella de este proceso está la difusión de la iconografía propia del sur, en particular de los diseños de inspiración Tiahuanaco. Importantes centros huaris en territorio panandino fueron: Huiracochapampa (La Libertad), Pachacámac (Lima), Huilcahuaín (Callejón de Huaylas, Áncash), Huarihuilca (Junín), Piquillacta (Cuzco), Cerro Baúl (Moquegua), Castillo de Huarmey (costa de Áncash).
Hacia el 900 d. C. empezó la decadencia de Huari, por razones que nos son desconocidas. Las diferentes regiones del imperio se fueron independizando del poder de la capital y finalmente esta quedó abandonada y acabó siendo saqueada. Luego de desaparecer el poder imperial las grandes ciudades fueron abandonadas y en muchas regiones se regresó a la vida basada en aldeas poco desarrolladas. Otras regiones, sin embargo, se embarcaron en un nuevo florecimiento regional fundándose de esta manera los reinos y señoríos del periodo Intermedio Tardío tales como Lambayeque, Chimú, Chancay, el señorío Ichma, el señorío Chincha o el proto señorío Inca. Sin embargo, los enfrentamientos entre estos señoríos no acabaron y la formación de ejércitos, batallas e intentos de conquista continuarían siglos después.
La ciudad sagrada de Pachacámac, un gran centro de peregrinación de la costa central, que con los wari había alcanzado gran esplendor, tras la decadencia de estos se alzó como centro del señorío Ichma (Lima).

### Estados regionales

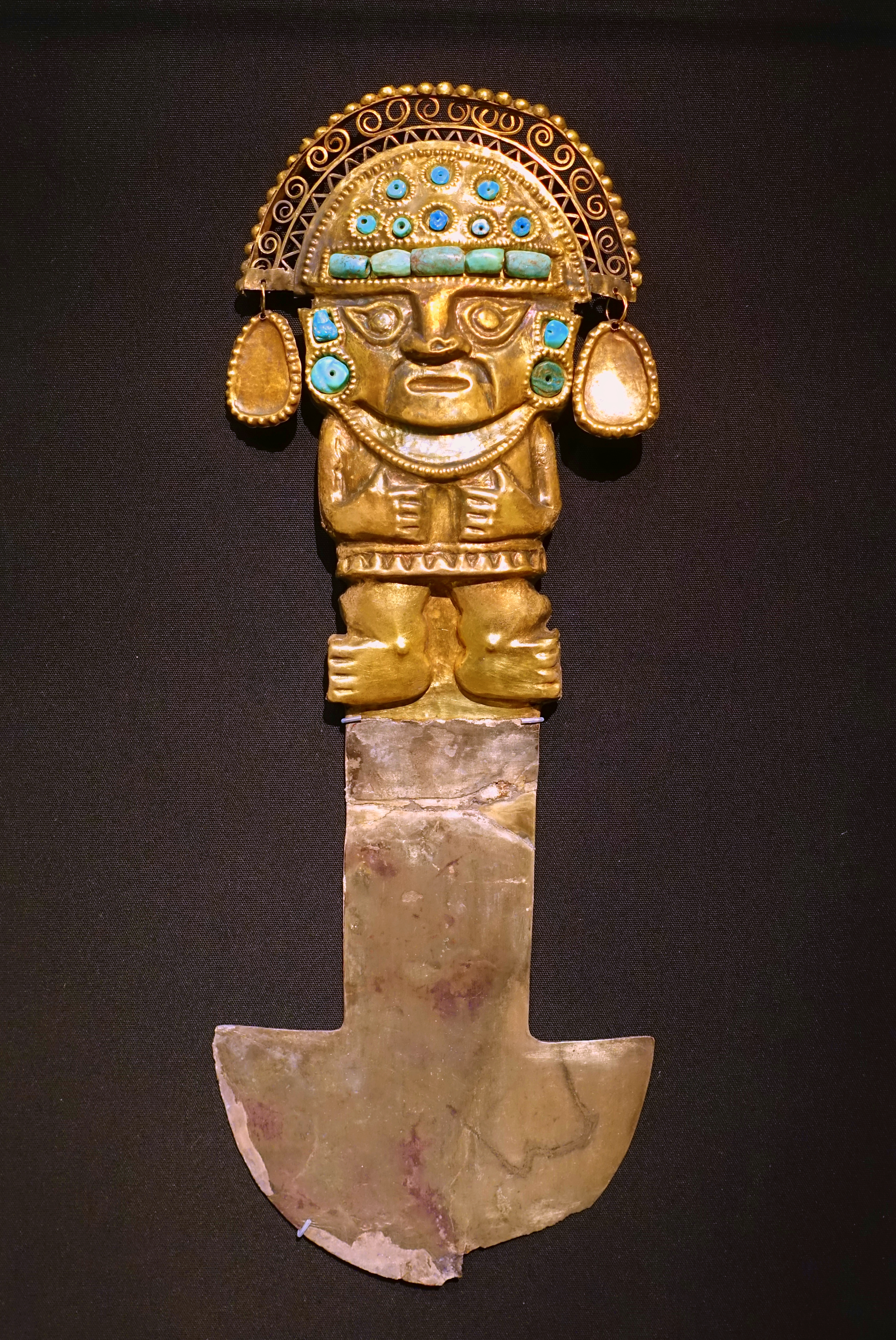
Tumi con la representación de Naimlap, perteneciente a la cultura Lambayeque.

Tras la caída de Huari, el espacio político en el Antiguo Perú se recompuso y surgió una serie de estados y señoríos independientes.
En la costa norte, florecieron las culturas lambayeque y chimú, que se disputaron la hegemonía de la región. Los chimús se impusieron, creando un poderoso reino que se expandió hasta Tumbes por el norte y Huarmey por el sur. En la costa central, florecieron los señoríos chancay e ichma. Este último fue protector del célebre santuario de Pachacámac, en el valle del Rímac. En la costa sur, el señorío chincha se constituyó en un poderoso Estado que se expandió por los valles del departamento de Ica, llegando incluso más al sur; asimismo, contó con una numerosa flota de balsas con la que comerció a lo largo de la costa del Pacífico.
El altiplano del Titicaca, luego de la caída de Tiahuanaco (hacia 1100 d. C.), vio el surgimiento de los reinos aimaras, como los collas y los lupaca, cuyas economías estaban dominadas por la ganadería de camélidos sudamericanos. En la sierra nororiental, florecieron los chachapoyas. En la sierra central y sur, el vacío creado por la desaparición de Huari fue llenado por una serie de federaciones de ayllus o clanes macro familiares cuya economía, completamente agraria, tenía fuertes tintes militares y marcadas relaciones rituales. Entre estos pueblos estaban los huancas, los pocras, los chancas y los incas del Cuzco. Estos últimos establecieron el Curacazgo Inca.
- La cultura lambayeque, llamada también Sicán, se desarrolló aproximadamente entre los años 700 y 1350 d. C., entre los valles de Motupe y Jequetepeque, en el departamento de Lambayeque. Su máximo esplendor lo tuvo entre los años 900 y 1100 d. C. Una leyenda antigua atribuía su origen a la llegada de un guerrero misterioso llamado Naimlap, que arribó por vía marítima. Los lambayeques fueron maestros consumados en orfebrería, mejorando a los moche en lo que respecta al acabado. Ejemplos acabados de este arte son las máscaras funerarias y los cuchillos ceremoniales o tumis, con la imagen de Naylamp. En el plano arquitectónico, construyeron grandes complejos de adobe, como las pirámides de Batán Grande, Túcume, Apurlec y Chotuna-Chornancap. En tiempo reciente, se descubrió la tumba de un importante personaje de esta cultura, al que se denominó como el Señor de Sicán.[42]
- La cultura chimú surgió entre los valles de Chicama, Moche y Virú, en el actual departamento de La Libertad. Herederos de la cultura moche, hacia el año 1200 construyeron una ciudad que llegaría a ser la más grande del subcontinente: Chan Chan, cerca de la actual ciudad de Trujillo. La dinastía de Taycanamo, que los gobernaba, emprendió pronto la conquista de los valles cercanos. Hacia 1450 el Reino chimú había alcanzado su máxima expansión, llegando sus fronteras hasta Ecuador por el norte y hasta el valle de Pativilca en la costa central. Los chimús destacaron en metalurgia, trabajando el oro con la técnica del moldeado de piezas, logrando trabajos de extraordinario arte y belleza.
- La cultura chancay se desarrolló en los valles de Chancay y Chillón del departamento de Lima. Se destacó por su arte textil, tanto por la variedad de productos utilizados como por su temática y color. En particular, es de resaltar sus gasas, hiladas con gran habilidad y alta calidad artística. Su cerámica representativa la constituyen los llamados cuchimilcos, que son cántaros de forma ovoide con rostros humanos.[43]
- La cultura ichma tuvo su centro en los valles de Lurín y Rímac (Lima), siendo su principal centro ceremonial Pachacámac, donde se elevaba un templo en honor a la deidad del mismo nombre. Otros centros importantes de esta cultura fueron Armatambo,[44] Maranga (la ciudad de tapia)[45] y Mateo Salado,[46] todos en el valle del Rímac, donde elevaron pirámides de tapiales, con rampas de acceso.[47] Continuadores de la cultura lima, los ichma aprovecharon y mejoraron la excelente red de canales o acequias que heredaron.
- La cultura chincha se desarrolló en los valles del departamento de Ica, teniendo su capital en Chincha. Los chincha crearon un nuevo Estado sustentado en el comercio de caravanas de llamas y balsas que navegaban la costa del Perú y Ecuador. Su importancia se mantuvo hasta la época incaica y se sabe que durante la captura del inca Atahualpa en Cajamarca por los españoles, el señor de Chincha se hallaba presente con su propio séquito, acompañando al inca, a quien rivalizaba en suntuosidad.[48] En 1545, el cronista Pedro Cieza de León escribió que  «cuando el marqués Don Francisco Pizarro (...) descubrió la costa de este reino [Perú] por toda ella le decían que fuese a Chincha, que era la mayor (provincia) y [lo] mejor de todo».
- La cultura chachapoyas se desarrolló en la cuenca del río Utcubamba, en el departamento de Amazonas. Los chachapoyas, llamados los pueblos de las nubes, construyeron grandes ciudades de piedra de estructura circular (como Gran Pajatén y Kuélap). Rasgo distintivo de esta cultura fue el entierro de sus personajes en mausoleos excavados en paredes rocosas de barrancos, como los hallados en Revash, así como el uso de sarcófagos antropomorfos de gran tamaño, como los hallados en Carajía. Entre los investigadores de esta cultura destaca Federico Kauffmann Doig.[49]
- Los huancas fueron un numeroso grupo étnico que formaron un Estado en el valle del Mantaro, en las provincias de Jauja, Concepción y Huancayo del actual departamento de Junín. Su capital fue probablemente Tunanmarca. Fue un pueblo guerrero, cuya economía se apoyaba en la agricultura en valles y quebradas, y en la ganadería de camélidos en las tierras altas o punas. Se transformó en uno de los más poderosos señoríos de los andes centrales, pero sucumbió ante la invasión de los incas.
- Los reinos aimaras se formaron en el altiplano del Titicaca al desaparecer el Estado tiahuanaco, desarrollándose entre los siglos X y XV. Se trata de los lupacas, pacajes, collas, collaguas, omasuyos, canas, canchis y ubinas. Se expandieron hasta Arequipa y Antofagasta por el occidente y las selvas bolivianas y el noroeste argentino por el oriente. Su lengua común era el aimara o jaqi aru. Su economía se basada en la ganadería de camélidos sudamericanos (llama y alpaca) y en la agricultura de variados productos en distintos pisos ecológicos. Rasgo distintivo de su cultura fueron sus torres sepulcrales o chullpas.
- Los chancas formaban un grupo étnico que tuvo su centro en Andahuaylas, en el actual departamento de Apurímac. Fueron feroces guerreros que vivían agrupados en aldeas y se dedicaban a la agricultura, el pastoreo de camélidos y la caza de vicuñas. Se asociaron con varias tribus, con las que formaron una temible confederación. Se expandieron hacia Ayacucho y Huancavelica e intentaron conquistar el Estado cusqueño, sufriendo una derrota aplastante a manos de los incas en 1438, hecho que marcó el inicio de la época imperial incaica.[50]

### El Imperio incaico o Tahuantinsuyo

La zona urbana de la ciudadela inca de Machu Picchu.

La civilización inca o incaica, pináculo de la civilización andina, floreció entre los siglos XV y XVI. El término «inca», que originalmente significaba «jefe» o «señor» y que era el título dado al monarca (Sapa Inca) y a los nobles de sangre imperial, acabó por designar globalmente al pueblo o etnia que forjó esta gran civilización.
Los incas extendieron su área de dominio en la región andina abarcando grandes porciones territoriales de las actuales repúblicas de Perú, Bolivia y Ecuador, así como partes de Argentina, Chile y Colombia. Tomaron de los diversos pueblos o naciones anexados (unos 200) muchas expresiones culturales y las adaptaron a su realidad estatal, difundiéndolas en todo el territorio de su imperio y dándoles un sentido de unidad cultural. Todo ello pudieron lograr gracias a una acertada organización política y administrativa.
La historia de la formación del Imperio Inca ha sido reconstruida con dificultad, ya que los pueblos andinos carecían de una escritura propiamente dicha. Los cronistas españoles recogieron noticias histórico-legendarias, de boca de algunos nobles incas.

#### Los incas legendarios
Según una leyenda transmitida por el Inca Garcilaso de la Vega, el fundador de la dinastía inca fue Manco Cápac, que, junto con su esposa Mama Ocllo, salió del lago Titicaca, enviado por su padre el Inti para fundar una ciudad destinada a civilizar y unificar el mundo andino. La pareja real llegó hasta la región del actual Cuzco, donde se hundió una varilla que llevaban consigo, señal que el Inti les daba indicándoles el sitio donde debería realizarse la fundación. Otra leyenda (posiblemente la que más se ajusta a la tradición inca), menciona a Manco Cápac como integrante de un grupo de cuatro hermanos y sus esposas, también de origen solar, que salieron de las ventanas o grutas del cerro Tamputoco, al sudeste del valle de Cuzco. Manco eliminó primero a sus hermanos, tras lo cual se estableció con sus hermanas y algunos parientes en el valle de Cuzco. Sus sucesores consolidaron el dominio inca en el valle (Curacazgo Inca) y empezaron a enfrentarse a los pueblos vecinos: Sinchi Roca, que solo fue un jefe militar o sinchi; Lloque Yupanqui, que llegó a concretar alianzas con distintos pueblos circundantes, iniciando la llamada Confederación Inca; Mayta Cápac, que logró una victoria sobre los alcahuizas; Cápac Yupanqui, que venció a los condesuyos; Inca Roca, que venció a otros pueblos vecinos; Yáhuar Huácac, cuyo gobierno fue breve y sucumbió a manos de los condesuyos; y Huiracocha Inca, que salvó al Estado inca logrando triunfar sobre los pueblos hostiles y emprendiendo luego expediciones victoriosas.
La verdad histórica que se desentraña de estos relatos es que los incas habrían sido una etnia (posiblemente quechua), que hacia el siglo XIII d. C. llegaron al valle de Cuzco, procedente de la región adyacente al lago Titicaca (altiplano boliviano). Una teoría postula que los incas serían herederos del antiguo Imperio wari. En el valle del Cuzco se habrían mezclado con algunos pueblos y expulsado a otros. En el siglo siguiente, lograron imponerse a las poblaciones más cercanas al valle cusqueño y paulatinamente extendieron sus territorios, combatiendo a sus enemigos collas (del altiplano, en la actual Bolivia) y chancas (de las actuales regiones de Ayacucho y Apurímac), en unión con sus aliados quechuas.
Siguiendo con el relato legendario, con la muerte de Huiracocha Inca se iniciaron las disputas por el trono. El sucesor legítimo fue depuesto por su hermano Cusi Yupanqui, que adoptó el nombre de Pachacútec (el que transforma la tierra) y encabezó la defensa del Cuzco sitiado por los chancas, logrando el triunfo. Este episodio, que ocurrió hacia el año 1438, marcó el inicio del periodo imperial incaico, es decir, el de las grandes conquistas.

#### Los incas históricos

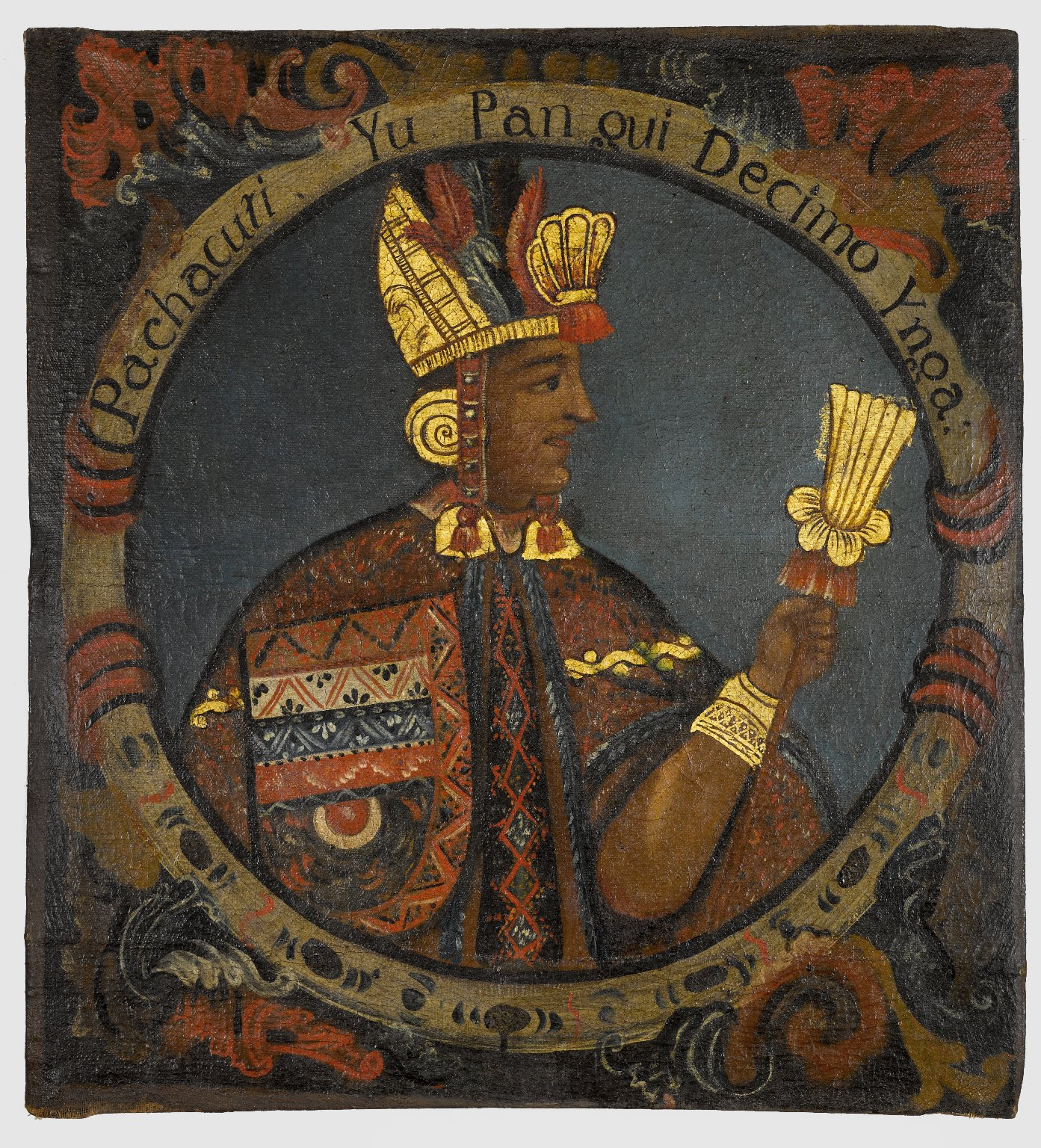
Pachacútec, noveno Sapa Inca y quién consolidó el curacazgo inca y lo transformó en el Tahuantinsuyo.

Con Pachacútec (1438-1471) se inició el periodo histórico de los incas, conocido también como el Período Inca Imperial, pues, siguiendo el concepto occidental, al anexarse a muchos pueblos o naciones, el Estado Inca se convirtió en Imperio. Por el norte, Pachacútec sometió a los huancas y tarmas, hasta llegar a la zona de los cajamarcas y cañaris, estos últimos en el actual Ecuador. Por el sur sometió a los collas y lupacas, que ocupaban la meseta del altiplano. De otro lado, mejoró la organización del estado, dividiendo el imperio en cuatro regiones o suyos, por lo que fue conocido como el Tahuantinsuyo (cuatros suyos). Asimismo, organizó a los chasquis (correo de postas) e instituyó la obligatoriedad de los tributos.
El hijo y sucesor de Pachacútec, Túpac Yupanqui (1471-1493) ya había actuado como general durante el reinado de su padre, sometiendo al reino Chimú, sofocando la resistencia de los chachapoyas y avanzando por el norte hasta Quito. Ya como monarca, quiso incursionar en la selva (región de los antis), pero una rebelión de los collas lo obligó a desviarse hacia el Collao. Sometió a algunos pueblos del altiplano y del norte argentino. Más al sur, amplió las fronteras del imperio hasta el río Maule en Chile. Incluso, según una versión, habría llegado más al sur, hasta el río Biobío. En el aspecto administrativo, mejoró la recaudación de los tributos y nombró visitadores o gobernadores imperiales (tuqriq), dando así a sus dominios una organización centralizada.
El hijo y sucesor de Túpac Yupanqui, Huayna Cápac (1492-1525), fue el último gran monarca inca. Durante su gobierno, continuó la política de su padre, en cuanto a la organización y fortalecimiento del estado. Para conservar los territorios conquistados tuvo que sofocar en forma sangrienta continuas sublevaciones. Derrotó a los rebeldes chachapoyas y anexionó la región del golfo de Guayaquil, llegando hasta el río Ancasmayo (actual Colombia). Estando en Tomebamba, en el actual Ecuador, enfermó gravemente de viruelas, epidemia que trajeron los españoles y sus esclavos negros, que por entonces deambulaban por las costas septentrionales del Imperio. Antes de morir, Huayna Cápac designó como sucesor a su hijo Ninan Cuyuchi, pero este falleció también víctima del mismo mal. Otro de los príncipes imperiales, Huáscar, impuso entonces sus derechos al trono y se coronó en el Cuzco, mientras que en la región de Quito, Atahualpa (hijo de Huayna Cápac con una palla o princesa cuzqueña), con el apoyo del ejército y de la población local, se rebeló contra la autoridad de Huáscar, reclamando para sí el Imperio. Entre ambos hermanos y sus respectivos partidarios se desató una guerra civil que finalizó con el triunfo de Atahualpa en 1533. Huáscar fue apresado y su familia exterminada. Atahualpa marchó al Cuzco para ceñirse la mascapaicha o borla imperial, cuando en el trayecto, en Cajamarca, fue sorprendido por los conquistadores españoles bajo el mando de Francisco Pizarro.

#### Civilización incaica

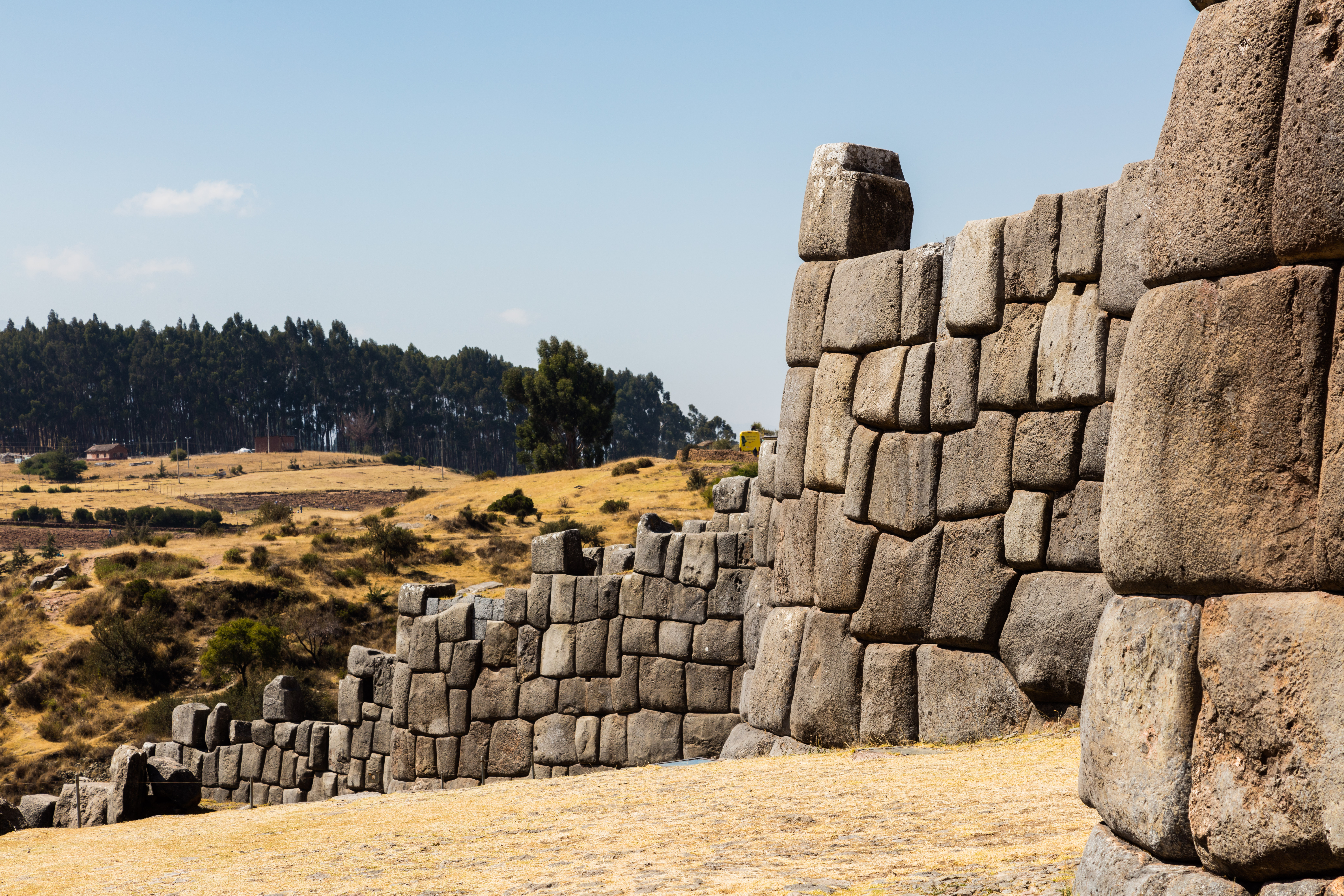
Una parte de los muros de Sacsayhuamán.

La organización política incaica fue una de las más avanzadas de la América precolombina. Tuvo una monarquía absoluta y teocrática. El Sapa Inca o simplemente, el Inca, era el máximo gobernante, uniéndose en su persona el poder político y religioso. El imperio adoptó el nombre de Tahuantinsuyo, es decir, los cuatro suyos o regiones, concordantes con los cuatro puntos cardinales.
La base de la organización social del Imperio incaico estuvo en el Ayllu, que puede definirse como el conjunto de descendientes de un antepasado común, real o supuesto, que trabajan la tierra en forma colectiva y con un espíritu solidario. En el Imperio todo se hacía por ayllus: el trabajo comunal de las tierras (tanto las del pueblo mismo como las del Estado); las grandes obras públicas (caminos, puentes, templos); el servicio militar y otras actividades.
La propiedad de la tierra y el trabajo en el Imperio incaico se desenvolvió en base del sentido comunitario o interés colectivo. Las tierras eran repartidas por el Estado (se dividían en tierras del Sol, tierras del Inca y tierras del pueblo). El trabajo era obligatorio. Existió un amplio sentido de cooperación y ayuda mutua: se trabajaba en la comunidad o ayllu (ayni); en las tierras del Inca y del Sol (minka); y cuando lo requería el estado, en obras públicas, en las minas, en las plantaciones de coca, etc. (mita). Existía el sentido de reciprocidad, según el cual, el hombre o la mujer “debían” al Estado una parte de su trabajo que entregaban cuando les era requerido. Por su parte, el Estado “debía” recíprocamente a cada productor una serie de beneficios que iban desde la protección y los servicios públicos, hasta los regalos y concesiones especiales.
La sociedad estuvo organizada a base de clases sociales. Existían dos clases muy diferenciadas: la Nobleza y el Pueblo. En cada una de estas clases había diversos niveles. La nobleza se dividía en nobleza de sangre (la familia del inca, conformada por el auqui o el príncipe heredero, la coya u esposa del Inca, entre otros) y nobleza de privilegio (integrada por gente recompensada por sus meritorios servicios, ya fuesen militares o de otra índole). El pueblo estaba integrado por los hatunrunas (la gran masa de campesinos), los mitmaqkunas o mitimaes (grupos étnicos trasladados de un lugar a otro, según conveniencia del Estado) y los yanacunas o yanaconas (personas asignadas a tareas especiales, como el servicio doméstico).

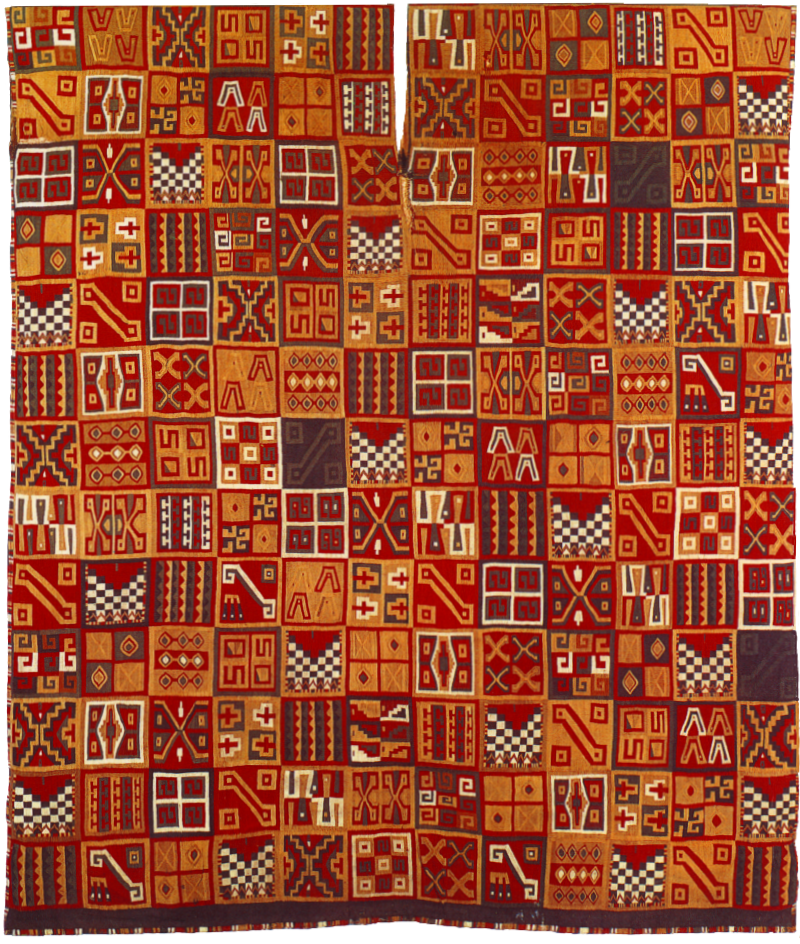
Uncu o poncho inca. Representación con más de 150 diseños geométricos o tocapus. Probablemente perteneció a algún noble cuzqueño.

La economía inca se basó en la agricultura que desarrollaron mediante técnicas avanzadas, como las terrazas de cultivo llamadas andenes para aprovechar las laderas de los cerros, así como sistemas de riego heredados de las culturas preincas. Los incas cultivaron maíz, yuca, papa, frijoles, algodón, tabaco, coca, etc. Las tierras eran propiedad comunal y se trabajaban en forma colectiva. Desarrollaron también una ganadería de camélidos sudamericanos (llama y alpaca). Por los excelentes caminos incas (Cápac Ñan) transitaban todo tipo de mercancías desde pescado y conchas del Pacífico hasta sal y artesanías del interior.
La arquitectura se cuenta entre las expresiones artísticas más impresionantes de esta civilización incaica. Destacan templos como los de Sacsayhuamán (mal llamada fortaleza) y Coricancha, los palacios de los Incas en el Cusco y los complejos estratégicamente emplazados, como Machu Picchu, Ollantaytambo y Písac.
La ciudadela de Machu Picchu, considerada una de las siete maravillas del mundo, fue descubierta científicamente en 1911 por el estadounidense Hiram Bingham; no obstante, el peruano Agustín Lizárraga ya había llegado al sitio 9 años antes, en 1902. Está ubicada a casi 2400 metros de altura, en la provincia de Urubamba, departamento del Cusco, en plenos Andes Amazónicos. Se trata de un conjunto de palacios, torreones militares (sunturhuasis) y miradores, que se elevan entre los picachos Machu Picchu (cumbre vieja) y Huayna Picchu (cumbre joven). Es sin duda una de las realizaciones más impresionantes de la ingeniería a nivel mundial. Pocas obras como esta muestran tanta armonía con el entorno natural. Fue construido, según todas las probabilidades, en el reinado de Pachacútec, en el siglo XV. Actualmente es uno de los sitios arqueológicos más importantes del mundo y el principal destino turístico del Perú.
Otro ejemplo notable de la ingeniería incaica es el Cápac Ñan o Camino Principal, de una longitud estimada de 6000 km y que servía de enlace a una red articulada de caminos e infraestructuras construidas a lo largo de dos milenios de culturas andinas precedentes a los incas. Todo este conjunto de caminos, de más de 20 000 km, vinculaba diversos centros productivos, administrativos y ceremoniales, teniendo como centro a la ciudad del Cuzco, donde, como la Roma antigua, todos los caminos confluían.
El arte textil incaico se caracteriza por sus tejidos con diseños geométricos o tocapus y por la fineza de su técnica. Destacaron también sus tapices y sus mantos de plumas.
La cerámica incaica tiene dos formas típicas: el aríbalo (cántaro) y el quero (vaso), aunque este último existió desde la época wari y era confeccionado también en madera y metal.

## Conquista española

### Primera fase: captura de Atahualpa (1532)

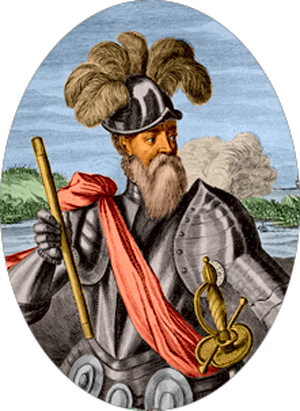
Francisco Pizarro, conquistador español del Tahuantinsuyo.

El 16 de noviembre de 1532, el triunfador de la guerra de sucesión incaica, Atahualpa, se encontró con los conquistadores españoles en la plaza de Cajamarca. Francisco Pizarro le había invitado para entrevistarse con él, pero ello no era sino una argucia para tenderle una emboscada. Atahualpa todavía no se había coronado como Inca, hallándose precisamente en camino al Cuzco, donde planeaba ceñirse la mascapaicha o borla imperial. Previamente, había ordenado la matanza de los nobles u orejones cuzqueños afiliados a Huáscar, tarea que cumplieron sus generales Chalcuchímac y Quizquiz.
Los españoles se apostaron de manera estratégica por toda la plaza de Cajamarca. Así, entró Atahualpa, llevado en andas, seguido por el curaca de Chincha, también en andas debido a su importante condición como aliado del imperio, con su enorme séquito y algunos guerreros, mientras que el grueso del ejército se quedó en las afueras de la ciudad. El sacerdote dominico Vicente de Valverde fue el portavoz de los españoles, que demandaron al Inca que se sometiera a la voluntad del Rey de España y se convirtiera al cristianismo, siguiendo la fórmula del Requerimiento. El diálogo que siguió ha sido narrado de forma diferente por los testigos. Según algunos cronistas, la reacción del Inca fue de sorpresa, curiosidad, indignación y desdén. Atahualpa exigió más precisiones, por lo que recibió de manos de Valverde un breviario, al que revisó minuciosamente. Al no encontrarle significado alguno, el Inca lo tiró al suelo. A una señal, los españoles atacaron al Inca y a su séquito, matando a centenares de indígenas. Tras esta matanza de Cajamarca, Atahualpa fue puesto en prisión, donde ofreció llenar una sala con objetos de oro y dos con objetos de plata, a cambio de su libertad, lo que los españoles, codiciosos, aceptaron.
En 1533, los españoles, desconociendo la promesa de libertad que habían hecho a Atahualpa, lo sometieron a juicio, acusándolo de idolatría, poligamia, incesto, de haber asesinado a su hermano Huáscar y de tramar la muerte de los españoles. De la manera más arbitraria, el Inca fue condenado a la pena de estrangulamiento, que se cumplió en la noche del 26 de julio de 1533, en la plaza de Cajamarca, hecho que constituyó un detestable crimen que la misma Corona española habría de condenar.

### Segunda fase: captura del Cuzco (1533)

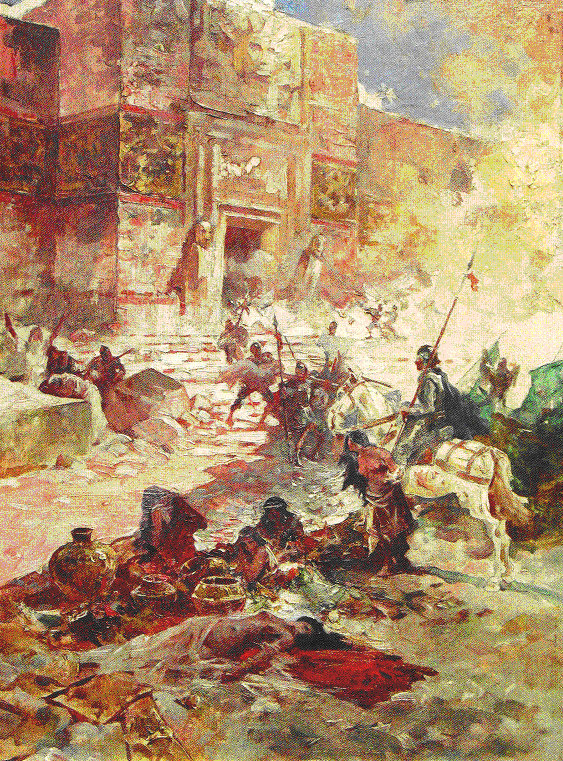
El saqueo de Coricancha (Templo del Sol del Cuzco), por parte de los conquistadores españoles. Cuadro del pintor peruano Teófilo Castillo.

Los españoles, con ayuda de los grupos étnicos opuestos a la dominación inca o simplemente opuestos a que Atahualpa fuera el gobernante en lugar de Huáscar, recorrieron el imperio hacia el sur, utilizando los magníficos caminos incaicos, siendo recibidos entusiastamente por los huancas en la ciudad de Hatun Xauxa. Tras enfrentarse con éxito a las tropas atahualpistas, arribaron al Cuzco el 15 de noviembre de 1533, ciudad que capturaron y a la que sometieron al pillaje. Luego impusieron a Manco Inca (hijo de Huayna Cápac y uno de los pocos sobrevivientes de la matanza perpetrada por los atahualpistas) como nuevo gobernante de un imperio ya desmembrado. Esta inicial alianza de Manco Inca y otros nobles cuzqueños con los españoles, se entiende debido a que, probablemente, creyeron que estos eran un grupo étnico más llegado desde tierras lejanas y que a la larga los podrían someter cuando ya no los necesitaran. Esta élite no tenía forma de saber que a la larga el juego de favores con estos primeros invasores se les escaparía de las manos con la llegada de más españoles, por la desconfianza que se originaría entre ellos y de su falta de unión frente a una fuerza extranjera.

### Tercera fase: rebelión de Manco Inca (1536-1538)
Efectivamente, Manco Inca no tardó en enfrentarse a los españoles al darse cuenta de las verdaderas intenciones de estos extranjeros, muy ávidos de metales preciosos e inclinados a cometer villanías y a faltar la palabra empeñada. Así, en 1536 puso sitio al Cuzco, cercando a un grupo de españoles y sus aliados indígenas, y a la vez envió parte de su ejército, al mando de Quizu Yupanqui, a sitiar la recientemente fundada población española de Lima, además de enviar una expedición "de castigo" contra los huancas por su "traición" al imperio. Tras meses de asedio, los españoles y sus aliados rompieron el cerco del Cuzco y tras tomar la fortaleza o templo de Saqsayhuamán recuperaron el control de la ciudad. Los ejércitos del inca que atacaban Lima, también se desbandaron (1538).
De todos modos, la rebelión de Manco Inca constituyó una verdadera guerra de reconquista incaica, en la que perecieron unos dos mil españoles y muchos miles de indígenas de uno y otro bando, lo que prueba fehacientemente que la conquista española no había finalizado en Cajamarca en 1532. Hasta mediados del siglo XX, era tópico común sostener que los españoles, pese a su inferioridad numérica, habían triunfado gracias a su superioridad técnica, al uso de las armas de hierro y de los caballos o por el auxilio divino, pero este mito fue desmontado por el historiador peruano Juan José Vega, quien resaltó el importante papel cumplido por las etnias dominadas por los incas, como los huancas, los chachapoyas, los cañaris, quienes apoyaron en masa a los conquistadores españoles, siendo en realidad los verdaderos artífices de la victoria española.

### Incas de Vilcabamba (1538-1572)

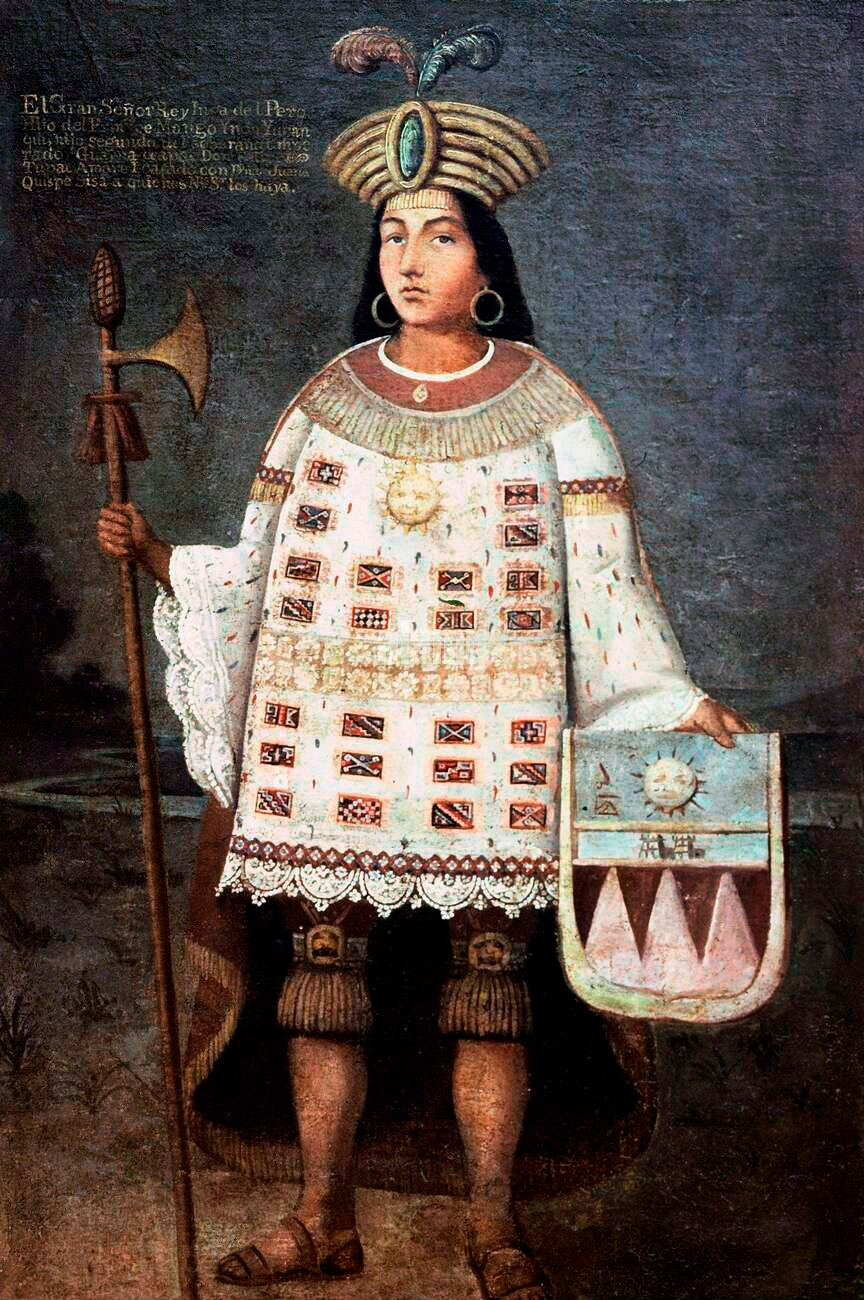
Túpac Amaru I, el último de los Incas de Vilcabamba, ejecutado en la Plaza de Armas del Cuzco el 24 de septiembre de 1572.

Al perder su autoridad y su imperio, Manco Inca se retiró a su reducto de Vilcabamba, en las selvas al norte del Cuzco. Allí, él y sus descendientes, conocidos como los Incas de Vilcabamba, resistieron hasta 1572, año en que el último de ellos, Túpac Amaru I, fue finalmente capturado y trasladado al Cuzco, donde fue ejecutado.

### Catástrofe demográfica
Sin embargo, el acontecimiento más importante de estos años es la dramática disminución de la población que se registró en los Andes Centrales. Durante los años de la conquista y los primeros del régimen virreinal, grandes epidemias (enfermedades traídas por los europeos para los que los andinos no tenían defensas naturales) asolaron la población de los Andes. Se cree que el mismo Huayna Cápac (y su primer heredero nombrado, Ninan Cuyuchi, cuya imprevista muerte habría desatado la guerra civil incaica) murieron de viruela. De hecho, los cronistas de la conquista (Cieza de León, por ejemplo, en su recorrido por la costa peruana) registran testimonios de un masivo despoblamiento de los territorios andinos. Algunos cálculos sugieren que la población andina habría sido de 9 millones antes de la invasión europea y que 100 años después solo era de 600 mil habitantes. A ello habría contribuido también una baja en la tasa de natalidad, producto de los profundos cambios sociales que caracterizaron la etapa siguiente.

## Virreinato

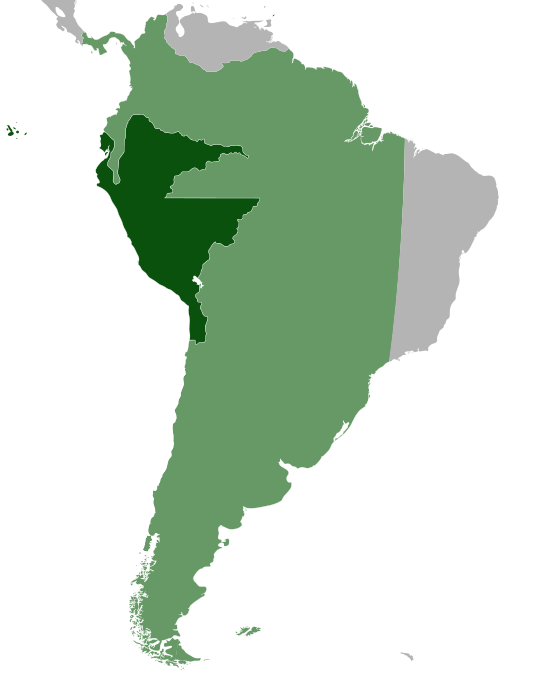
Máxima extensión del Virreinato del Perú a mediados del (verde claro) y su extensión final a inicios del (verde oscuro).

En 1542, la Corona Española creó el Virreinato del Perú, que se reorganizó después de la llegada del virrey Francisco de Toledo en 1572. Él puso fin al Estado neoincaico y ejecutó a Túpac Amaru I. También buscó el desarrollo económico, a través del monopolio comercial y la extracción de minerales, principalmente de las minas de plata de Potosí. Reutilizó el sistema inca de la mita, un programa de trabajo forzado, para movilizar a las comunidades nativas para el trabajo de minería. Esta organización transformó al Perú en la principal fuente de riqueza y poder de España en América del Sur.
La ciudad de Lima fue fundada por Pizarro, el 18 de enero de 1535 como la Ciudad de Reyes (en honor a los reyes magos). Se convirtió en la capital del nuevo virreinato, con jurisdicción sobre la mayor parte de la América española. Los metales preciosos pasaron por Lima en su camino hacia el Istmo de Panamá y de allí a Sevilla, o de México a Filipinas pasando por Acapulco. En el siglo XVIII, Lima se había convertido en una capital colonial distinguida y aristocrática, sede de una universidad y el principal bastión español en América.

### Las guerras civiles entre los conquistadores

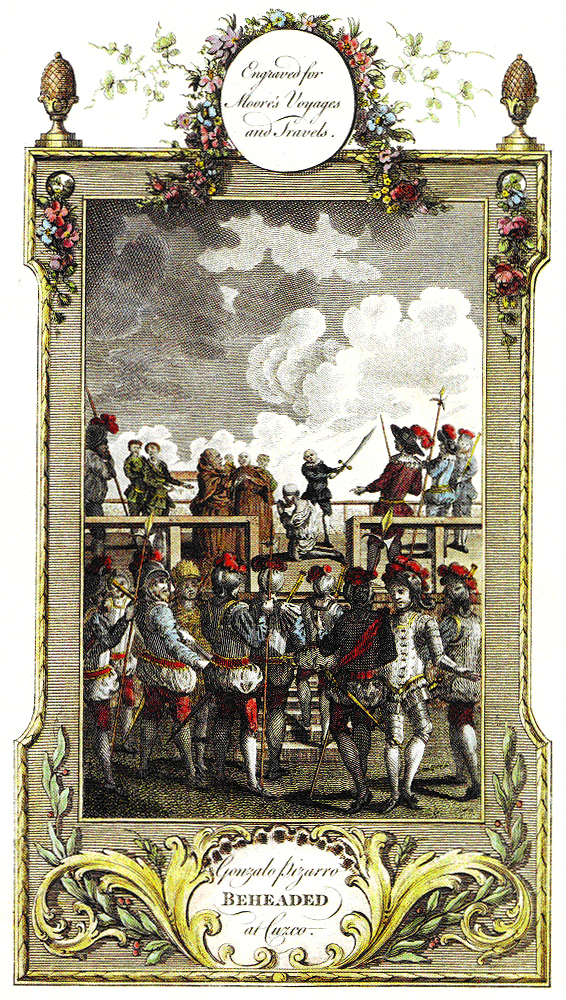
Ilustración del que representa la decapitación de Gonzalo Pizarro, jefe de la rebelión de los encomenderos de 1544.

Por las Capitulaciones de Toledo, que Pizarro había firmado con la Corona española en 1529 se establecía que éste podía gobernar en nombre del Rey todas las tierras al sur (hasta 250 leguas) de Tumbes. Posteriormente, el otro líder conquistador, Diego de Almagro, obtendría el mismo estatus en los territorios al sur de la gobernación de Pizarro. Sin embargo, el límite estaba cerca del Cuzco, lo que hizo que uno y otro bando reclamaran la posesión de la capital del Imperio incaico. Ello fue el inicio en 1538 de una larga etapa de luchas intestinas entre los conquistadores, donde no solo se disputaron territorios sino derechos (encomiendas) y privilegios, a veces solo entre ellos, a veces contra la corona.
Se dividen estas guerras civiles entre los conquistadores en cuatro grandes bloques:
- La guerra entre Francisco Pizarro y Diego de Almagro el Viejo (1537-1538), que culminó con la victoria pizarrista en la batalla de las Salinas.
- La guerra entre Diego de Almagro el Mozo y Cristóbal Vaca de Castro (1541-1542), que culminó con el triunfo de los pizarristas y partidarios del Rey unidos contra los almagristas, en la batalla de Chupas.
- La rebelión de Gonzalo Pizarro (1544-1548), que se alzó contra la Corona española encabezando a los encomenderos, siendo finalmente derrotado en la batalla de Jaquijahuana.
- La rebelión de Francisco Hernández Girón (1553-1554), otro líder de encomenderos que finalmente fue derrotado en la batalla de Pucará.

Las dos primeras fases se pueden resumir como una disputa entre los bandos de almagristas y pizarristas, estos últimos alineados finalmente en torno al representante de la Corona, el visitador Vaca de Castro. Mientras que las dos fases siguientes se definen claramente como la rebelión de los encomenderos en contra de la Corona española, motivada por algunas leyes u ordenanzas que iban contra sus intereses: en el caso de la rebelión de Gonzalo Pizarro, por la supresión de las encomiendas hereditarias, y en el caso de la de Francisco Hernández Girón, por la supresión del trabajo personal de los indios, entre otras razones.
La Corona española finalmente impuso su autoridad, estableciendo que el Perú sería un Virreinato del imperio español. Así se estableció una corte en Lima, la ciudad fundada por Pizarro en la costa central del Perú, donde una serie de 40 virreyes gobernaron ininterrumpidamente buena parte de Sudamérica entre 1544 y 1824. A partir del último tercio del siglo XVIII se fueron creando nuevos virreinatos con territorios escindidos del virreinato peruano (Virreinato de Nueva Granada y Virreinato del Río de la Plata).

### El orden virreinal

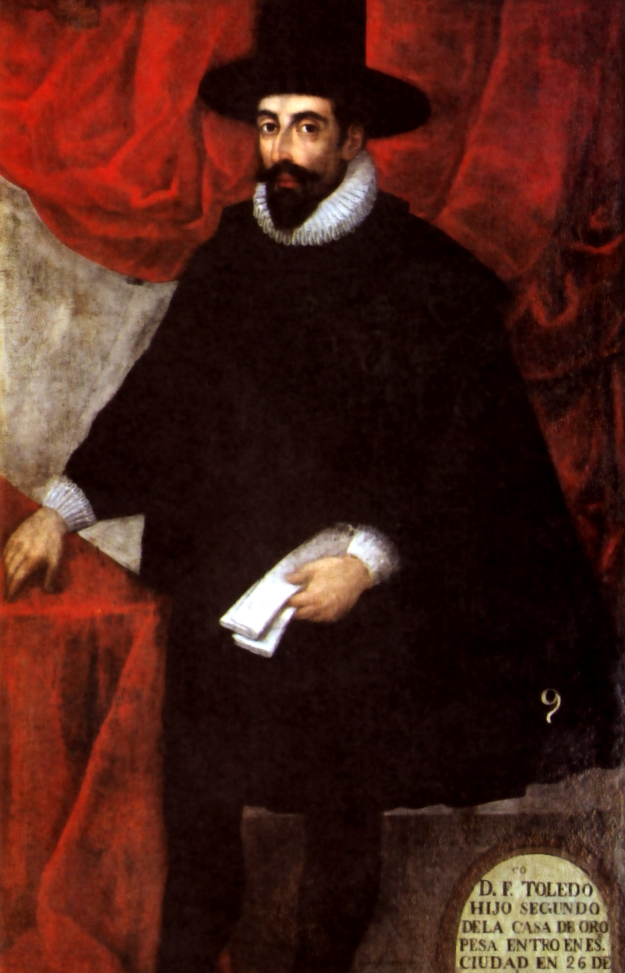
Francisco Álvarez de Toledo, Virrey del Perú, fue el gran ordenador y organizador del virreinato.

La sociedad virreinal era conservadora y clasista. Los hijos de españoles nacidos en América (los criollos) tenían en un principio menor estatus que los propios españoles, y estaban impedidos de acceder a los más altos cargos. Debajo de ellos, en la escala social, estaban los indígenas y los mestizos. Solo los curacas andinos conservaron parte de sus antiguos privilegios y merecieron instituciones especiales como escuelas para hijos de nobles. Se importaron esclavos de África ecuatorial y fueron colocados en el último escalón de la sociedad.
Algunas instituciones incas fueron mantenidas pero corrompidas en perjuicio de la población andina. La mita, por ejemplo, se usó de excusa para el reclutamiento sin retribución de personal para el trabajo en las minas y las haciendas. Pero no fueron los únicos problemas de los andinos: Durante el gobierno del virrey Francisco de Toledo (1569-1581) se hizo reorganizaciones forzosas de las comunidades andinas en pueblos llamados reducciones de indios. Además la religión católica fue impuesta a la población andina en medio de una agresiva evangelización caracterizada por la destrucción sistemática de santuarios y símbolos religiosos (Extirpación de idolatrías).
El mercantilismo imperaba y el libre comercio no fue permitido sino hasta mediados del siglo XVIII, lo que no impidió la existencia del contrabando de manera abundante. El centro comercial por excelencia era la aduana del Callao, puerto de Lima, desde donde se enviaba a España (vía Panamá) y a Filipinas (vía Acapulco, México)
Desde los tiempos de los conquistadores se fundaron nuevas ciudades, algunas de las cuales alcanzaron un gran esplendor registrado en la riqueza de sus templos, como Arequipa, Huamanga (Ayacucho), Huancavelica, Trujillo, Zaña y las refundadas ciudades incas de Cuzco y Cajamarca. Una ciudad en Filipinas, Zamboanga, fue establecida por soldados y colonos peruanos gracias a los esfuerzos del exgobernador de Panamá, Sebastián Hurtado de Corcuera.
Perú había estado enviando soldados y colonos a Filipinas, específicamente a Zamboanga hasta 1821, cuando Juan Fermín de San Martín, hermano del líder independentista sudamericano José de San Martín, había comandado el ejército combinado filipino y sudamericano en la ciudad de Zamboanga.

### Reformismo borbónico
En el siglo XVIII, se liberalizó parcialmente la economía. Al abrirse todos los puertos sudamericanos al libre comercio con España, Lima perdió parte de su poder económico y sus clases dirigentes entraron en franca decadencia.
Los alcances del reformismo también llegaron al sector minero del Perú dónde se intentó modernizar la gobernanza. Para la mina Santa Bárbara de Huancavelica estos cambios llevaron a un periodo de alta rotación en la dirección de la mina culminando en una breve pero intensa fase de minería de rapiña que llevó a un derrumbe de gran parte de la mina en 1786.
El colapso de San Bárbara de Huancavelica fue un duro golpe para la economía virreinal ya que dentro del imperio la principal contribución minera del Perú era el mercurio de esta mina.

### Rebeliones indígenas delsigloXVIII
Como en tiempos de los incas, hubo diferentes insurrecciones contra el poder establecido. Las grandes insurrecciones de Juan Santos Atahualpa en la selva central (1742-1756) y la del curaca José Gabriel Condorcanqui o Túpac Amaru II en 1780 en la ciudad de Cusco y la continuación de esta por Túpac Katari en el Alto Perú desestabilizaron el orden virreinal y determinaron severas represiones de parte de las autoridades. Es entonces cuando el virreinato empieza a militarizarse y los virreyes se preparan para afrontar los tiempos difíciles de la independencia.

## Independencia

### Cortes de Cádiz (1812)
| Población de los Países de Iberoamérica al comenzar la Independencia del Perú | Población de los Países de Iberoamérica al comenzar la Independencia del Perú | Población de los Países de Iberoamérica al comenzar la Independencia del Perú |
| N.º                                                                           | Países                                                                        | Habitantes en 1821                                                            |
| ----------------------------------------------------------------------------- | ----------------------------------------------------------------------------- | ----------------------------------------------------------------------------- |
| Sin cambios                                                                   | España                                                                        | 12 293 786                                                                    |
| 1°                                                                            | Estados Unidos                                                                | 10 267 384                                                                    |
|                                                                               |                                                                               |                                                                               |
| 2°                                                                            | México                                                                        | 6 545 355                                                                     |
| 3°                                                                            | Brasil                                                                        | 4 567 718                                                                     |
| Sin cambios                                                                   | Portugal                                                                      | 3 313 818                                                                     |
|                                                                               |                                                                               |                                                                               |
| 4°                                                                            | Perú                                                                          | 1 323 262                                                                     |
| 5°                                                                            | Colombia                                                                      | 1 256 439                                                                     |
| 6°                                                                            | Bolivia                                                                       | 1 107 517                                                                     |
|                                                                               |                                                                               |                                                                               |
| 7°                                                                            | Canadá                                                                        | 848 776                                                                       |
| 8°                                                                            | Chile                                                                         | 792 740                                                                       |
| 9°                                                                            | Venezuela                                                                     | 738 267                                                                       |
| 10°                                                                           | Haití                                                                         | 727 964                                                                       |
| 11°                                                                           | Cuba                                                                          | 643 693                                                                       |
| 12°                                                                           | Guatemala                                                                     | 602 710                                                                       |
| 13°                                                                           | Argentina                                                                     | 542 336                                                                       |
| 14°                                                                           | Ecuador                                                                       | 509 985                                                                       |
|                                                                               |                                                                               |                                                                               |
| 15°                                                                           | El Salvador                                                                   | 249 940                                                                       |
| 16°                                                                           | Nicaragua                                                                     | 189 624                                                                       |
| 17°                                                                           | Paraguay                                                                      | 149 382                                                                       |
| 18°                                                                           | Honduras                                                                      | 140 289                                                                       |
|                                                                               |                                                                               |                                                                               |
| 19°                                                                           | República Dominicana                                                          | 91 267                                                                        |
| 20°                                                                           | Panamá                                                                        | 88 027                                                                        |
| 21°                                                                           | Costa Rica                                                                    | 64 547                                                                        |
| 22°                                                                           | Uruguay                                                                       | 56 993                                                                        |
| Fuente: Our World in Data (Año 1821)                                          |                                                                               |                                                                               |

En 1808, Napoleón Bonaparte invadió la península ibérica y tomó como rehén al rey, Fernando VII de España y a su padre, Carlos IV junto con el resto de integrantes de la Familia Real Española. En 1810 tras la invasión y usurpación del trono de España por parte de Napoleón, las colonias americanas establecieron juntas de gobierno, leales a la monarquía, que a la larga no fueron sino el primer paso a la independencia, debido al cambio político al régimen liberal en España. 
Más tarde, en 1812, las Cortes de Cádiz, la asamblea legislativa nacional de España, promulgaron la Constitución española de 1812.

### Rebeliones criollas delsigloXIX
En el Perú, el virrey José Fernando de Abascal deshizo uno por uno los intentos independentistas que iban surgiendo en el territorio de su virreinato:
- La primera revuelta de Tacna (1811) encabezada por Francisco Antonio de Zela.
- La rebelión de Huánuco (1812), en alianza con criollos y mestizos, entre los que se hallaba Juan José Crespo y Castillo.
- La segunda revuelta de Tacna (1813) encabezada por Enrique Paillardell y Julián Peñaranda.
- La rebelión del Cuzco (1814) encabezaron los Hermanos Angulo y el brigadier Mateo Pumacahua, entre otros, que fue vasto movimiento independentista que sacudió todo el sur del virreinato peruano.

Abascal también frenó las tres expediciones enviadas por la Junta de Gobierno de Buenos Aires a través del Alto Perú. Pero hizo mucho más, pues desde Lima dirigió con éxito la contrarrevolución sobre los movimientos juntistas surgidos en Chile y Quito. El Virreinato del Perú se convirtió así en el bastión del poderío español en Sudamérica y fue necesario que confluyeran allí las dos corrientes libertadoras surgidas en los extremos del continente, la del Norte (encabezada por el venezolano Simón Bolívar) y la del Sur (encabezada por el rioplatense José de San Martín).

### La corriente libertadora del sur y el surgimiento de la República del Perú

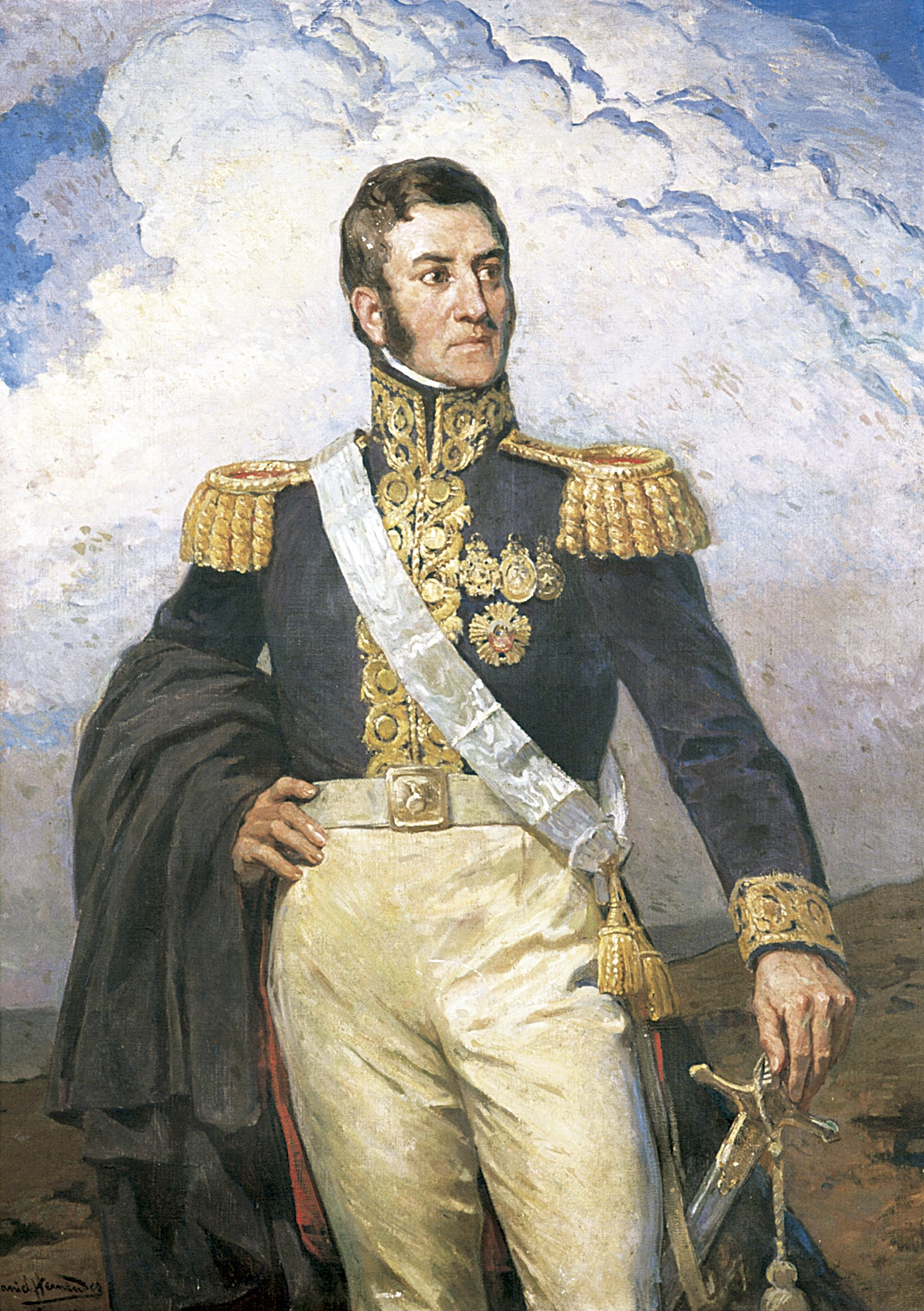
José de San Martín, militar y político rioplatense, libertador de Argentina, Chile y Perú.

Tras el fracaso de las rebeliones de provincias y de las conspiraciones de los patriotas en Lima, en 1820 el escenario se tornó favorable a la independencia. Se produjo el desembarco en Paracas del general rioplatense José de San Martín al mando de las tropas de la Expedición Libertadora del Perú enviada desde Chile por el director supremo Bernardo O'Higgins luego de haber consolidado la Independencia de aquel país. El desembarco se inició el 8 de septiembre de 1820 y continuó los días siguientes. San Martín instaló su cuartel en Pisco y recibió el apoyo de la población. Enseguida, envió una expedición hacia el interior del país al mando del general Juan Antonio Álvarez de Arenales, quien pasó por Ica y Huamanga (ciudades que juraron sus respectivas independencias) y llegó hasta la sierra central, donde derrotó a una división realista en Cerro de Pasco, el 6 de diciembre de 1820.
Tras permanecer en Pisco casi dos meses, San Martín ordenó el reembarque del Ejército Libertador, que se inició el 24 de octubre de 1820. Días antes, el 21, dio un decreto estableciendo la primera bandera del Perú y el primer escudo del Perú, que posteriormente serían modificados por Bolívar, aunque la bandera conservó sus colores originales: el rojo y el blanco.
La expedición libertadora enrumbó hacia el norte, pasando frente al Callao, para finalmente desembarcar en el puerto de Huacho, a 170 km al norte de Lima. El ejército libertador avanzó hasta el poblado vecino de Huaura, donde estableció su cuartel general. Fue en Huaura donde por primera vez San Martín proclamó la independencia del Perú, en noviembre de 1820, desde un balcón que hasta hoy se conserva como joya histórica.
Desde el momento del arribo de la Expedición Libertadora al Perú, sucedieron importantes hechos que favorecieron los planes sanmartinianos de la Independencia. Primero, la independencia de Guayaquil, el 9 de octubre de 1820. Luego, la captura de la fragata española Esmeralda y el paso del prestigioso batallón realista Numancia a las fuerzas patriotas, suceso este último que fue posible gracias a la labor incansable de los patriotas de Lima, entre ellos el célebre José de la Riva-Agüero.
Otro suceso importantísimo, fue la Independencia de todo el Norte del Perú, obra de los patriotas locales, de manera pacífica. La primera ciudad norteña en jurar su independencia fue Lambayeque, el 27 de diciembre de 1820. Luego, la ciudad de Trujillo (capital de la Intendencia del mismo nombre), a instigación de su intendente, José Bernardo de Tagle, marqués de Torre Tagle, lo hizo el 29 de diciembre de 1820. Sucesivamente hicieron lo mismo Piura, Cajamarca, Chachapoyas, Jaén y Maynas. El mismo San Martín reconoció posteriormente que si no hubiera sido por el apoyo masivo del norte peruano, se habría visto en la necesidad de volver a Chile para reorganizar sus fuerzas, ya que estas eran inferiores a las fuerzas virreinales. Queda así claro que el apoyo de los peruanos fue fundamental y decisivo para lograr la Independencia Hispanoamericana. Posteriormente se difundiría el llamado «Mito de la independencia concedida», según el cual la independencia peruana fue concedida por los ejércitos libertadores argentino-chileno y grancolombiano, teoría que de manera evidente desconoce el aporte valioso de la población peruana.
El virrey Joaquín de la Pezuela entabló negociaciones con San Martín, las mismas que se realizaron en Miraflores, pero que culminaron en fracaso. Finalmente el general español José de la Serna, tras un pronunciamiento militar contra Pezuela (Motín de Aznapuquio), asumió el gobierno del virreinato. El nuevo virrey se entrevistó personalmente con San Martín en la hacienda Punchauca, pero igualmente no se llegó a ningún acuerdo.
Lima, la capital virreinal, se vio amenazada por el avance del ejército libertador y el acoso de las montoneras patriotas, estas mayormente conformadas por hombres andinos, y que, dicho sea de paso, constituyen otro ejemplo del aporte valioso de los peruanos a la Independencia. A comienzos de julio de 1821 se vivía en Lima una tremenda escasez de alimentos, debido precisamente al asedio de las montoneras, que cortaron las vías de comunicación con el exterior. Las tropas realistas no contaban con recursos y los patriotas ya habían conseguido importantes victorias al interior del país, en tanto la población entera reclamaba la presencia del Libertador.

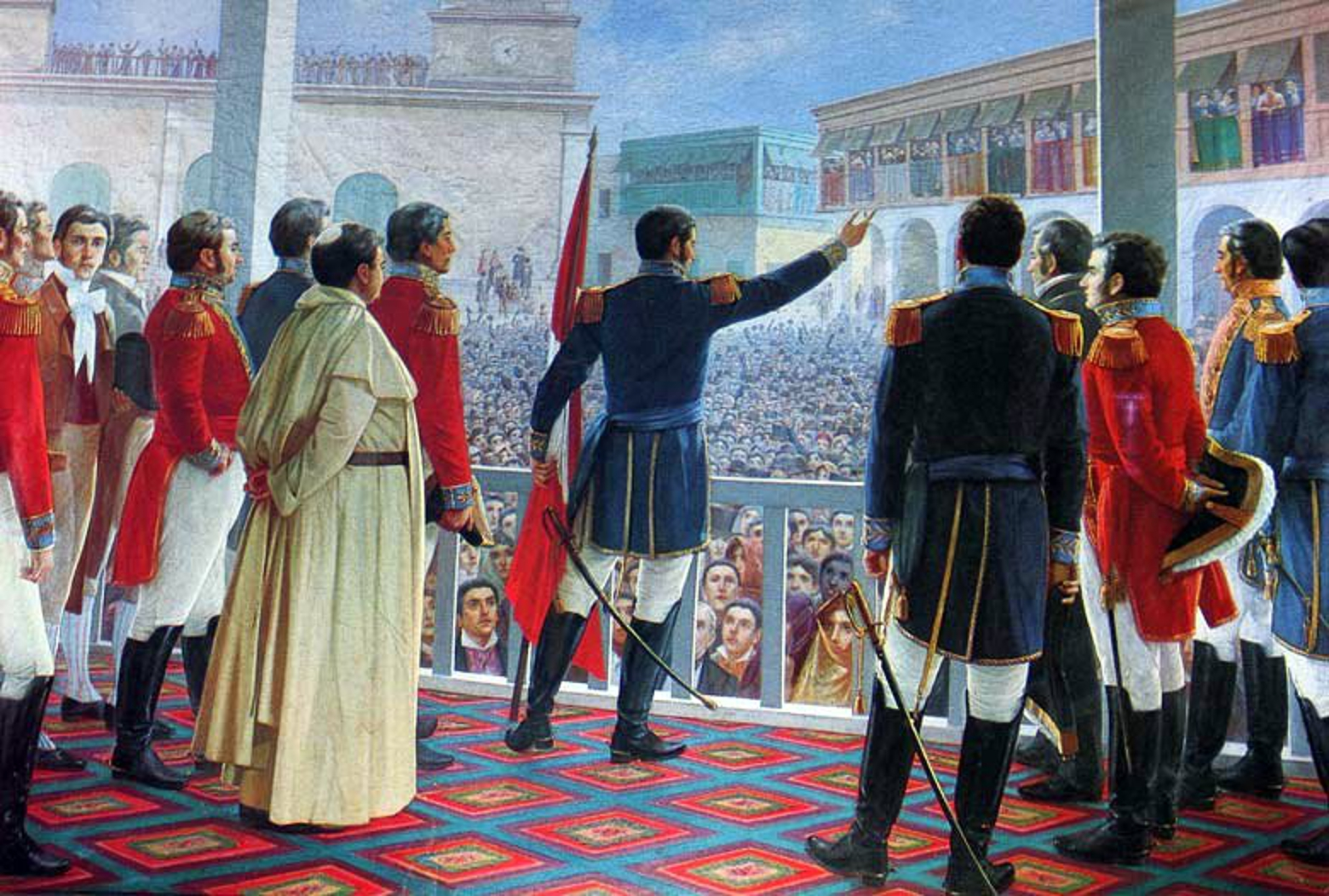
Proclamación de la Independencia del Perú, por parte del general José de San Martín.

Ante la situación adversa, La Serna abandonó Lima y se dirigió hacia la sierra. San Martín ingresó a Lima en la noche del 12 de julio de 1821. El cabildo de Lima firmó entonces el Acta de Independencia del Perú el día 15 de julio, independencia que San Martín proclamó en una ceremonia pública el 28 de julio (fecha que desde entonces se celebra como Fiestas Patrias).
Sin embargo, la proclamación de la independencia fue meramente un acto formal, ya que las fuerzas realistas continuaron dominando las regiones más extensas, más pobladas y más ricas del país: la sierra central y todo el sur peruano (incluyendo el Alto Perú), teniendo como nueva capital virreinal al Cuzco.
Tras proclamar la independencia del Perú, San Martín asumió el mando político militar de los departamentos libres del Perú, bajo el título de Protector, según el decreto del 3 de agosto de 1821. Su gobierno se llamó el Protectorado del Perú. Dio al Estado peruano su primera bandera y escudo, su himno nacional, su moneda, su administración primigenia y sus primeras instituciones públicas. Asimismo, creó la Biblioteca Nacional del Perú, dio libertad a los hijos de los esclavos negros y abolió el tributo indígena. Pero faltaba dar una Constitución Política y mientras tanto, impuso un Reglamento provisorio, reemplazado después por un Estatuto.

Primer Escudo de la República peruana.

El 27 de diciembre de 1821, San Martín convocó por primera vez a la ciudadanía con el fin de que eligiera libremente un Congreso Constituyente, con la misión de establecer la forma de gobierno que en adelante regiría al Perú, así como una Constitución Política adecuada. En lo personal, San Martín era partidario de la Monarquía Constitucional, aunque la mayoría de los peruanos en el bando patriota simpatizaban con la forma republicana de gobierno, al estilo de los Estados Unidos.
El problema mayor para San Martín, era, indudablemente, la guerra contra los realistas. Hay quienes le han reprochado el no emprender una ofensiva total sobre los realistas, como lo había hecho en Chile, pero el Libertador tenía sus razones. En primer término, era consciente de la inferioridad numérica de sus fuerzas, comparada con la de los virreinales. Estos dominaban el interior del país, desde Jauja hasta el Alto Perú, y sumaban un total de 23.000 soldados, la mayoría hombres andinos. San Martín solo contaba con 4.000 efectivos. Un importante triunfo para los patriotas fue la rendición de las fortalezas del Callao, el 19 de septiembre de 1821, cuyo jefe, el mariscal peruano José de La Mar, se sumó a la causa patriota. Mientras tanto, el virrey La Serna reorganizaba sus fuerzas en la sierra central y sur del Perú y en el Alto Perú, desde donde realizó incursiones sobre la costa, destruyendo un ejército independiente en la batalla de Ica o de La Macacona, el 7 de abril de 1822.
De otro lado, desde el norte, el Libertador Simón Bolívar avanzaba triunfante, ganando territorios para la Gran Colombia. Precisamente, un ejército combinado argentino-peruano y grancolombiano obtuvo el triunfo en la batalla de Pichincha, el 24 de mayo de 1822, que selló la independencia del territorio de la antigua Presidencia de Quito (actual Ecuador). Esta región, junto con la Provincia Libre de Guayaquil, pasó a formar parte de la Gran Colombia, a instancias de Bolívar.
Producida así la confluencia de las dos grandes corrientes libertadoras de Sudamérica, San Martín viajó a Guayaquil para entrevistarse con Bolívar. Durante esta entrevista, ambos discutieron a puerta cerrada importantes cuestiones sobre la empresa libertadora, pero sin llegar a ponerse de acuerdo. San Martín retornó al Perú, desilusionado y convencido de que debía retirarse para dar pase al Libertador del Norte.

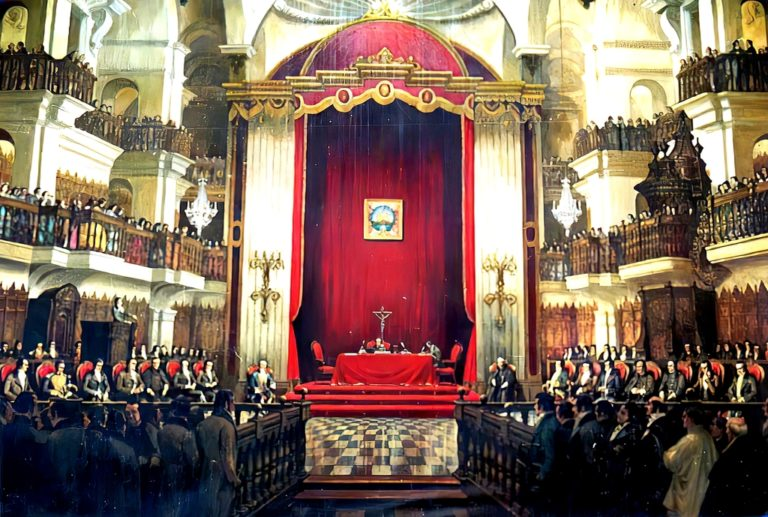
Primer Congreso Constituyente del Perú (1822).

El 20 de septiembre de 1822 se instaló el primer Congreso Constituyente del Perú, compuesta por 79 diputados (elegidos) y 38 suplentes (para los territorios ocupados por los realistas). Entre sus miembros se contaban los más destacados miembros del clero, el foro, las letras y las ciencias. Ante este Congreso, San Martín renunció al protectorado y se dispuso a abandonar el Perú. Como Presidente del Congreso fue elegido el diputado por Arequipa Francisco Xavier de Luna Pizarro. Las Juntas Preparatorias las presidió el célebre precursor Toribio Rodríguez de Mendoza.
Los legisladores empezaron por entregar el poder ejecutivo a un grupo de tres diputados, que conformaron un cuerpo colegiado denominado la Suprema Junta Gubernativa (presidida por el general José de La Mar e integrada por Manuel Salazar y Baquíjano y Felipe Antonio Alvarado). Esta Junta entró en funciones el día 21 de septiembre de 1822.
El 22 de noviembre, el Congreso dio el golpe de gracia a la ilusión monárquica de San Martín: desautorizó la Comisión de Juan García del Río y de James Paroissien, que habían sido enviados a Europa para buscar un rey para el Perú. Sellándose definitivamente cualquier intento de Monarquismo en Perú tras la independencia.
El nuevo gobierno afrontó la guerra contra los realistas que aún dominaban la sierra central y sur del Perú, poniendo en práctica el plan esbozado por San Martín, llamado el de los “Puertos Intermedios”. Consistía este en atacar a los realistas desde los puertos del sur peruano, combinado con otro ataque desde la sierra central, junto con una eventual acometida desde territorio rioplatense, para cercar así al enemigo. Esta primera Campaña de Intermedios acabó en fracaso, al no ponerse en práctica el plan completo. Los patriotas sufrieron las derrotas de Torata y Moquegua (19 y 21 de enero de 1823).

### La corriente libertadora del norte y la consolidación de la independencia

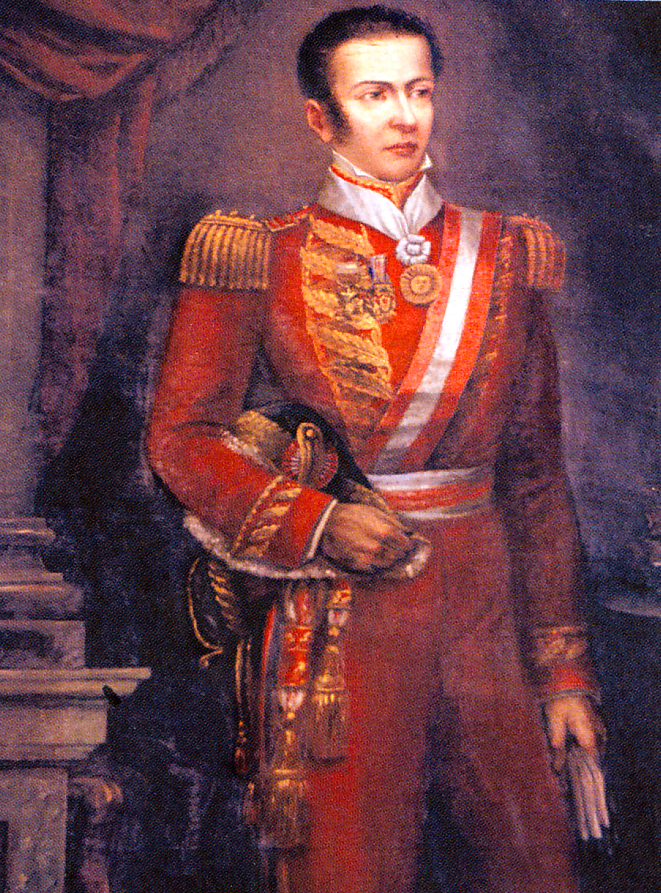
José de la Riva-Agüero, primer Presidente de la República del Perú (1823).

El Congreso y la Junta de Gobierno quedaron tremendamente desacreditados ante la opinión pública. Ante el temor de una ofensiva española, los oficiales patriotas al mando de las tropas que guarnecían Lima, se movilizaron desde sus acantonamientos hasta la hacienda de Balconcillo, a media legua de la capital, desde donde exigieron la destitución de la Junta y la elección de un solo Jefe Supremo. Sugirieron incluso el nombre del oficial indicado para asumir el gobierno: el coronel de milicias José de la Riva-Agüero. El Congreso, acatando este pedido, disolvió la junta y nombró como Presidente a Riva Agüero (28 de febrero de 1823). Fue el primer golpe de Estado de la historia republicana peruana, conocido como el Motín de Balconcillo.
El presidente Riva Agüero (el primero en ostentar el título de Presidente del Perú y en usar la banda presidencial bicolor) organizó una Segunda Campaña de Intermedios. El ejército patriota arribó a Arequipa y se internó en el Alto Perú, llegando a La Paz el 8 de agosto de 1823. Pero tras la victoria de Zepita, los patriotas debieron emprender una retirada precipitada, hacia la costa. Ante este nuevo fracaso militar, el Congreso decidió llamar a Bolívar, para entregarle la conducción de la guerra contra los realistas.
Mientras que Riva Agüero, tras ser destituido por el Congreso, marchó a Trujillo, donde en rebeldía instaló su gobierno, con su propio Senado. En Lima, el Congreso nombró en reemplazo de Riva Agüero al marqués de Torre Tagle, que se convirtió así en el segundo Presidente del Perú. De ese modo, dos gobiernos se disputaban el poder en el Perú, asomando la anarquía.

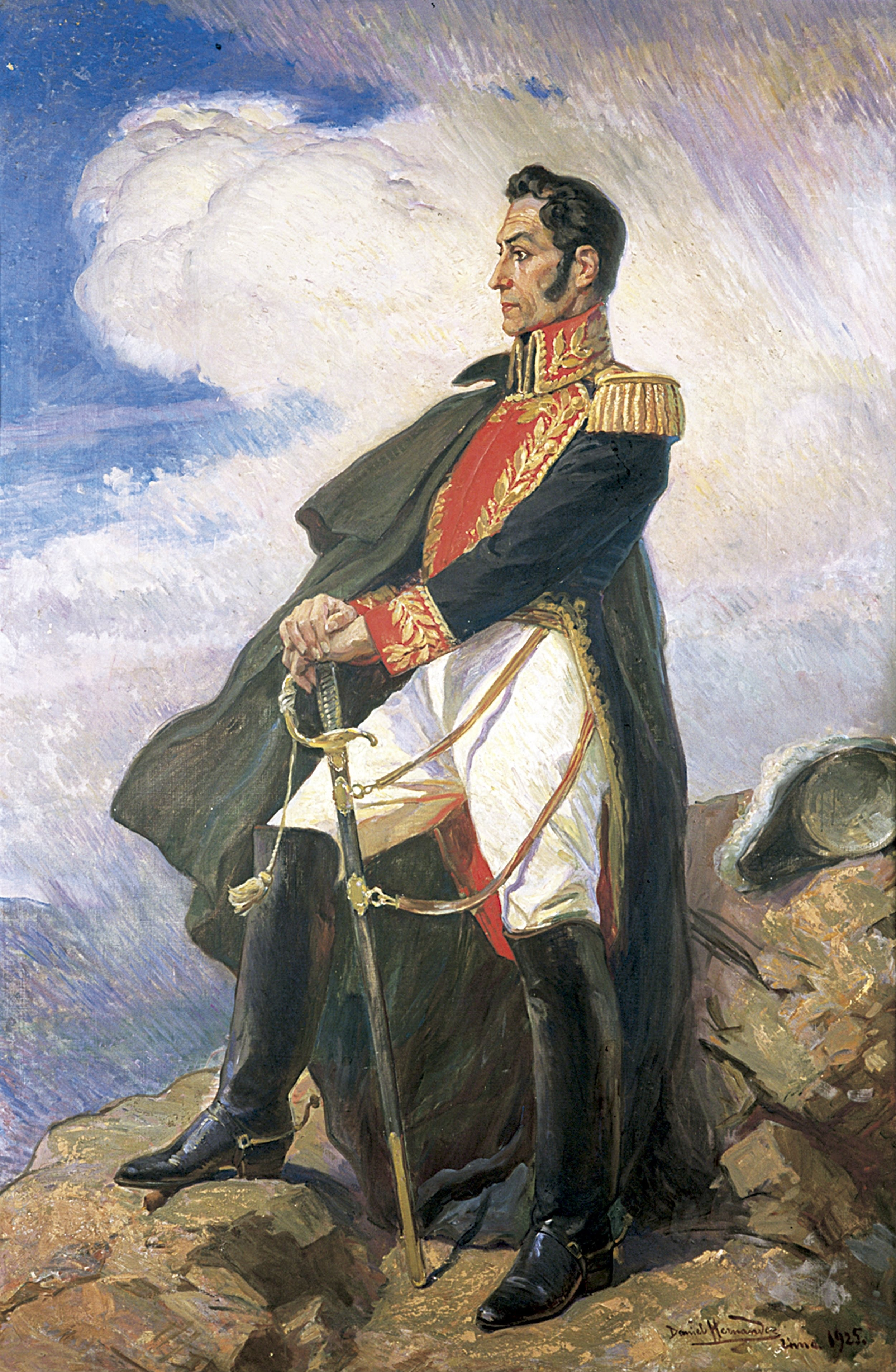
Simón Bolívar, militar y político venezolano, quien dirigió la parte final de la independencia del Perú.

El 1 de septiembre de 1823 arribó al Callao el Libertador Simón Bolívar. El día 10 de septiembre el Congreso de Lima le otorgó la suprema autoridad militar en toda la República. Seguía siendo Torre Tagle presidente, pero debía ponerse de acuerdo en todo con Bolívar. El único obstáculo para Bolívar era Riva Agüero, que instalado en Trujillo con un ejército de 3000 hombres, dominaba toda la región aledaña. Sin embargo, los mismos oficiales de Riva Agüero, apresaron a este y lo enviaron al destierro. Así se pudo finalmente unificar el mando del país en manos de Bolívar.
El 5 de febrero de 1824, se produjo un motín en las fortalezas del Callao, de resultas del cual los realistas recuperaron este importante bastión. Ante tal delicada situación, el Congreso dio el 10 de febrero un memorable decreto entregando a Bolívar la plenitud de los poderes para que hiciera frente al peligro, anulando la autoridad de Torre Tagle. Se instaló así la Dictadura.

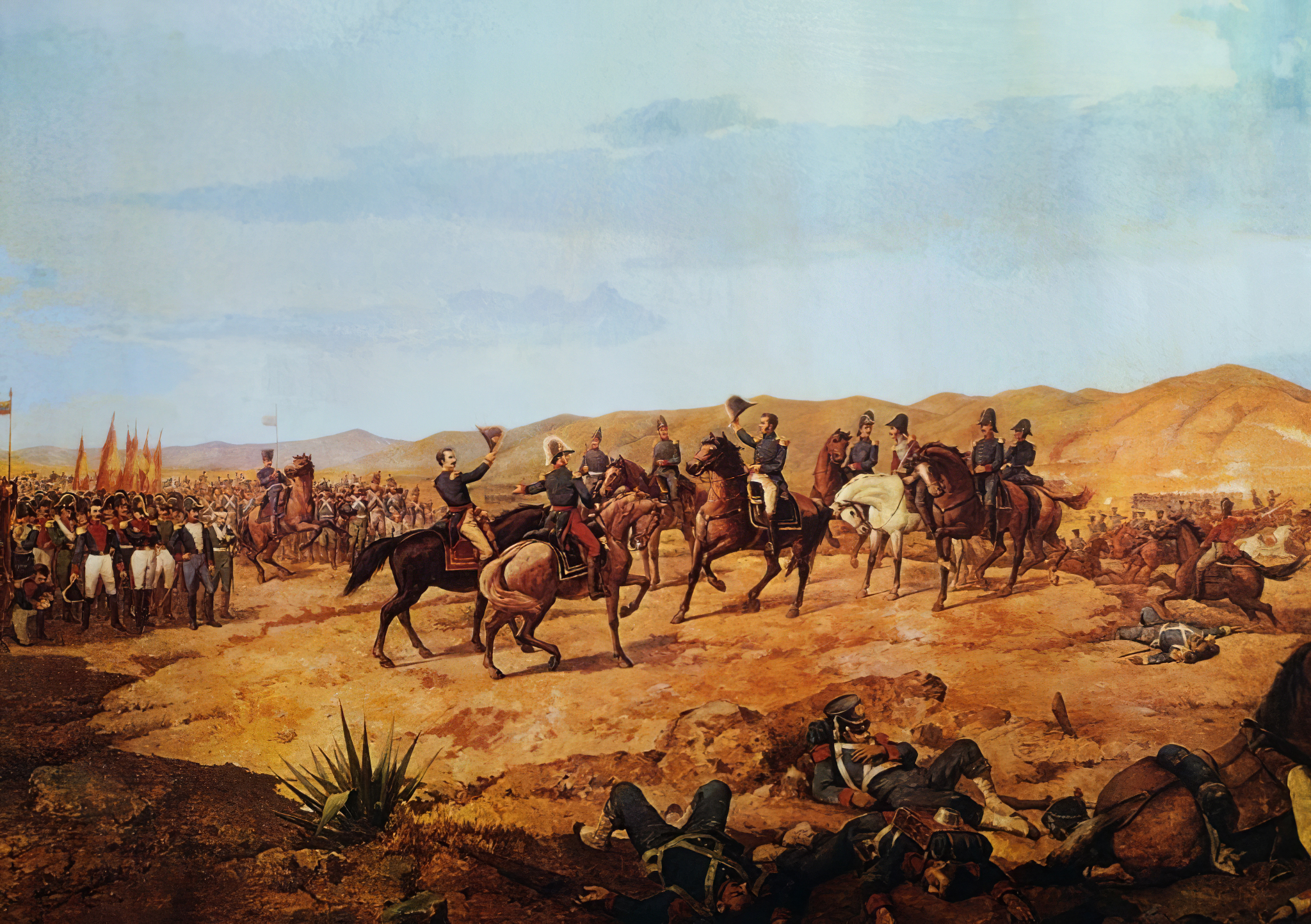
Óleo de la batalla de Ayacucho, una obra de Martín Tovar y Tovar.

Tras asumir así los poderes absolutos, Bolívar, con refuerzos llegados de la Gran Colombia, se instaló en Trujillo, donde, contando con los recursos que a manos llenas le otorgaron los lugareños, preparó la campaña final de la independencia del Perú y de Hispanoamérica. Mientras tanto, en las filas realistas cundió la división, lo que se hizo evidente con la sublevación del 22 de enero de 1824 del general Pedro Antonio Olañeta en el Alto Perú.
Bolívar abrió finalmente campaña, siendo su primera gran victoria fue la batalla de Junín, librada el 6 de agosto de 1824, donde tuvieron una destacada y decisiva actuación los Húsares del Perú, conocidos desde entonces como los Húsares de Junín, escuadrón compuesto por aguerridos montoneros andinos. Más tarde, el lugarteniente de Bolívar, el general Antonio José de Sucre, obtuvo la victoria de Ayacucho, donde también destacó la Legión Peruana, que se constituyó en la base del ejército peruano (9 de diciembre de 1824). Esta victoria determinó el final de la guerra en el Perú, que se concretó con la firma de la capitulación de Ayacucho. El último resto de la resistencia realista sucumbió con la toma de las fortalezas del Callao en enero de 1826.

## República (sigloXIX)
Oficialmente, la historia del Perú independiente empieza el 28 de julio de 1821, día en el que el general rioplatense José de San Martín, jefe de la Expedición Libertadora, proclamó la independencia del Perú en Lima, la capital del entonces Virreinato del Perú. Pero para el historiador Jorge Basadre el punto de partida del nacimiento de la República del Perú es la instalación del Primer Congreso Constituyente del Perú, el 20 de septiembre de 1822.

### Inicio de la República y el primer militarismo (1824-1836)

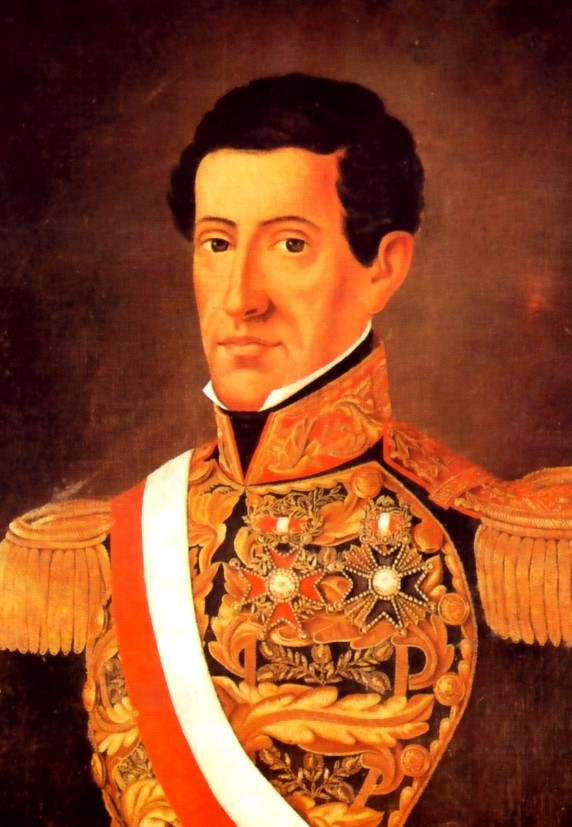
Agustín Gamarra, presidente del Perú (1829-1833 y 1839-1841).

Finalizada la guerra de la Independencia, el gobierno del Perú continuó en manos de Simón Bolívar, quien delegó sus funciones ejecutivas en un Consejo de Gobierno, entre cuyos titulares se contaron Hipólito Unanue y Andrés de Santa Cruz. La ciudadanía peruana esperaba el final de la dictadura y la instalación de un gobierno auténticamente peruano, pero Bolívar deseaba establecer la Federación de los Andes, que reuniría a todos las naciones por él liberadas, bajo su mando vitalicio. La reunión de un Congreso anfictiónico en Panamá apuntó a tales deseos, que en la práctica resultaron inviables.
Si bien Bolívar retornó a Colombia en septiembre de 1826, dejó todo encaminado para imponer en el Perú la Constitución Vitalicia, tal como ya lo había hecho en Bolivia, república cuya creación fomentó, teniendo como base el territorio del Alto Perú. Pero los elementos nacionalistas y liberales peruanos desataron los días 26 y 27 de enero de 1827 una rebelión en Lima, que provocó la caída del régimen bolivariano o vitalicio. Tras el gobierno de una Junta presidida por Santa Cruz, asumió a la presidencia del Perú el mariscal José de La Mar. Al año siguiente, se produjo la invasión peruana de Bolivia, que puso igualmente fin al régimen bolivariano en Bolivia, cuya cabeza era el mariscal Sucre.
El año 1827 marcó pues el inicio de la República Peruana libre de toda dominación foránea, pero significó también el inicio de las pugnas caudillistas. El Perú entró en una etapa marcada por gobiernos militares, dirigidos por los caudillos de la independencia. 
El primer conflicto internacional que debió enfrentar la joven república fue la guerra con la Gran Colombia (1828-1829). El presidente de este país, Bolívar, ofuscado por el fin de su influencia en el Perú y Bolivia, desató su ira sobre el gobierno peruano, acompañándola de reclamos territoriales (exigía la entrega de las provincias peruanas de Tumbes, Jaén y Maynas). La campaña marítima fue favorable al Perú, cuya marina capturó el puerto de Guayaquil, pero no lo fue la campaña terrestre, en la que una avanzada del ejército peruano sufrió un revés en la batalla del Portete de Tarqui, aunque no fue una derrota definitiva. La batalla final nunca se dio, pues ambas partes acordaron celebrar la paz, finalizando así la guerra, sin que hubiera un vencedor. En el tratado de paz y amistad, firmado el 22 de septiembre de 1829, se mantuvo la situación territorial previa al conflicto. Poco después falleció Bolívar y la Gran Colombia se fraccionó en tres repúblicas: Venezuela, Nueva Granada (Colombia) y Ecuador.

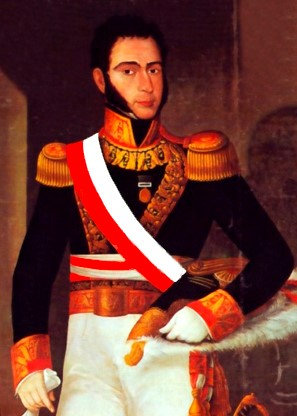
Luis José de Orbegoso, presidente provisorio del Perú (1833-1836).

Durante los gobiernos de José de La Mar (1827-1829), Agustín Gamarra (1829-1833) y Luis José de Orbegoso (1833-1836) el debate político se centró entre liberales (que, como La Mar y Orbegoso favorecían una presidencia controlada por el congreso) y conservadores (que, como Gamarra, eran amigos del autoritarismo). Durante esta época se aprobaron sucesivamente dos Constituciones, de carácter liberal: la Constitución de 1828 y la Constitución de 1834.
De otro lado se puso también en discusión el problema surgido en torno a la creación de la república de Bolivia. Muchos eran de la opinión de que había sido un error de Bolívar separar el Alto y el Bajo Perú, tan unidas por lazos históricos, geográficos y étnicos, y reclamaban su reunión. Mientras unos, como Gamarra, querían simplemente anexar Bolivia al Perú, formando nuevamente un solo bloque, otros creían en que era necesario federar ambas naciones. De esta última opinión era el general Andrés de Santa Cruz quien en 1829 llegó a la presidencia en Bolivia, donde impulsó una serie de medidas reformistas, pacificó el país, reorganizó el ejército, reestructuró las maltrechas finanzas e hizo mejoras en el campo económico y educativo. De modo que Bolivia se hizo fuerte y Santa Cruz vio la ocasión de impulsar desde su país la federación con el Perú.
Mientras tanto, el Perú se debatía en medio de una guerra civil, entre gamarristas o bermudistas (conservadores) y orbegosistas (liberales). Esta se inició cuando el general Pedro Bermúdez, partidario de Gamarra, se alzó en armas a principios de 1834 y se autoproclamó Jefe Supremo. Si bien el presidente Orbegoso logró debelar esta insurrección en abril de 1834, no se sintió cómodo en Lima e instaló su gobierno en Arequipa. En febrero de 1835 se produjo la sublevación del joven general Felipe Salaverry, que se autoproclamó Jefe Supremo de la República. Orbegoso no dudó entonces en recurrir al auxilio extranjero para someter a los rebeldes.

### La Confederación Perú-Boliviana (1836-1839)

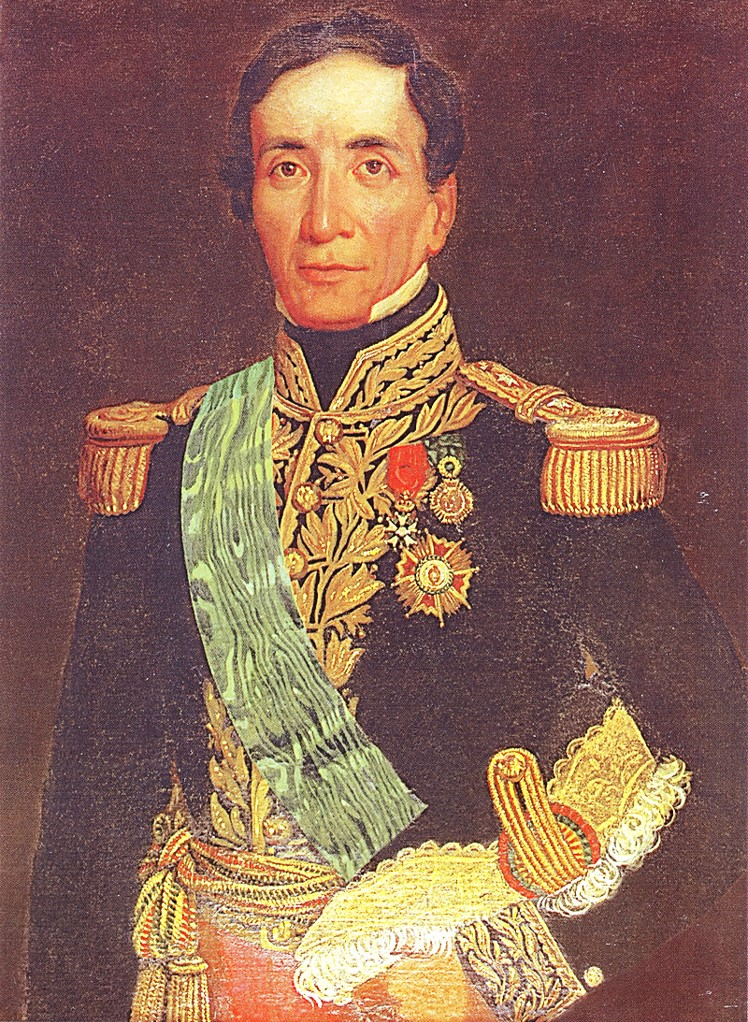
Andrés de Santa Cruz, presidente de la Confederación Perú-Boliviana (1836-1839).

En 1835, el presidente boliviano Santa Cruz, contando con la aprobación del presidente peruano Orbegoso, invadió el Perú con un ejército de 5000 bolivianos. Se desató entonces una sangrienta guerra. La resistencia peruana la encabezaron Gamarra y Salaverry. Gamarra fue derrotado por Santa Cruz en la batalla de Yanacocha. Por su parte, Salaverry, tras ganar la batalla de Uchumayo, acabó por ser derrotado en la batalla de Socabaya y fusilado en Arequipa (18 de febrero de 1836).
La Confederación Perú-Boliviana fue creada por Santa Cruz el 15 de junio de 1837. La conformaban el Estado Nor-Peruano, el Estado Sud-Peruano y Bolivia. Santa Cruz realizó en el Perú una gran labor administrativa y dio la tranquilidad necesaria para su bienestar y progreso. Pero la Confederación tendría una vida efímera. En Chile, el ministro Diego Portales alertó a sus conciudadanos del peligro que significaba la consolidación de la Confederación para los planes expansionistas chilenos. Una alianza entre Chile y los emigrados peruanos enemigos de Santa Cruz posibilitó la conformación del llamado Ejército Unido Restaurador con el propósito de invadir el Perú y «restaurar» su situación política tal como era antes de 1835. La guerra de los restauradores contra los confederados tuvo dos fases. En la primera, el ejército restaurador fue cercado por Santa Cruz cerca de Arequipa, siendo obligado a rendirse y a firmar el Tratado de Paucarpata. En la segunda, los restauradores tuvieron éxito, derrotando definitivamente a los confederados en la batalla de Yungay (20 de enero de 1839). La Confederación fue disuelta y los dos «Perúes» se desligaron de Bolivia, formando una sola república que permanece hasta la actualidad.

### La Restauración y la anarquía militar (1839-1845)

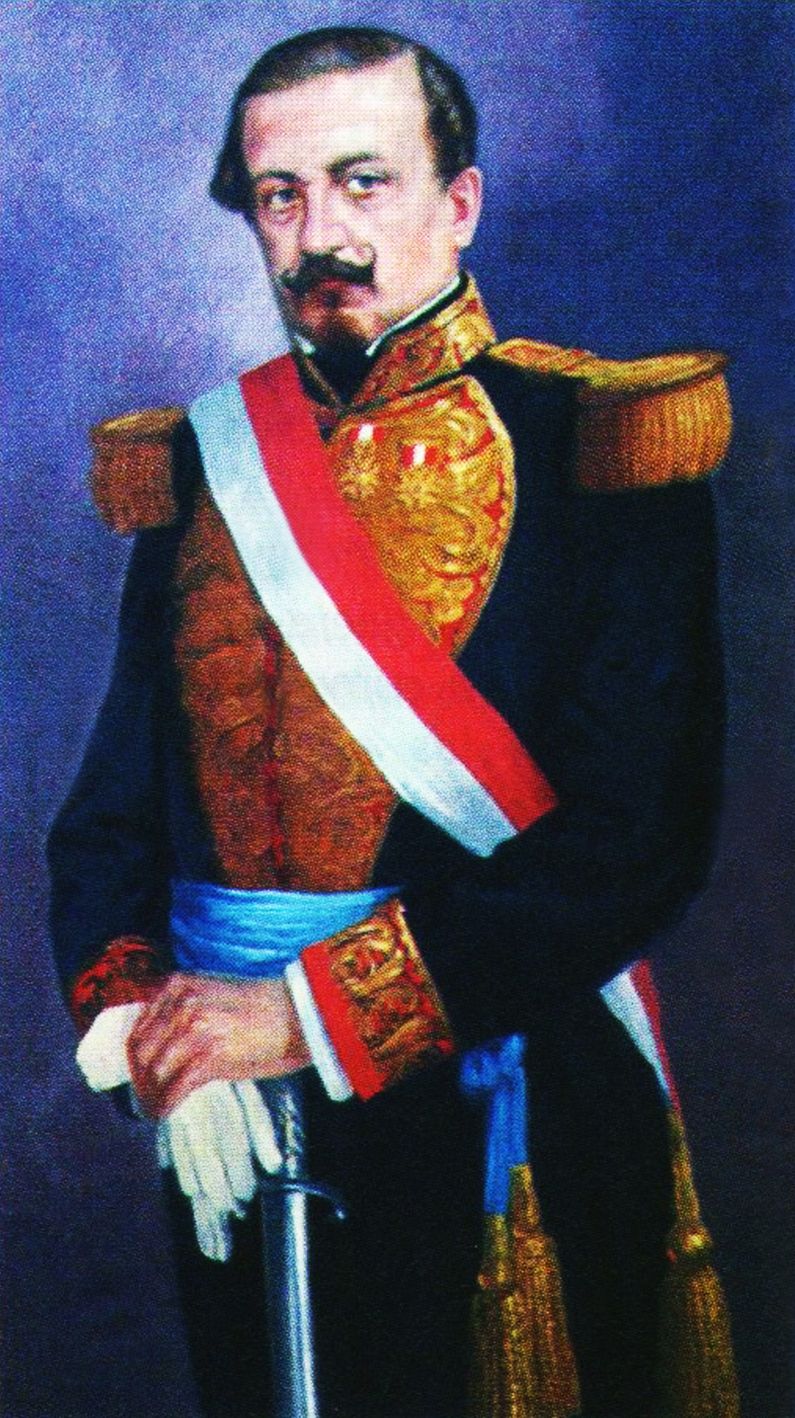
Manuel Ignacio de Vivanco, gobernante de facto del Perú (1841 y 1843-1844).

Al quedar disuelta la Confederación, Agustín Gamarra –quien participó del Ejército Restaurador– fue impuesto como presidente por el Congreso, iniciando la llamada Restauración. Gamarra instauró un gobierno conservador, convocó a un Congreso General Constituyente, que se reunió en Huancayo y dio la Constitución de 1839. Sin embargo, su obsesión de someter a Bolivia al dominio peruano, lo empujó a invadir dicho país, desatándose así una nueva guerra entre ambos países. Los bolivianos, dejando de lado sus banderías políticas, se unieron y derrotaron a Gamarra en la batalla de Ingavi (18 de noviembre de 1841). El mismo Gamarra resultó muerto en el campo de batalla. Las tropas bolivianas invadieron el sur peruano pero fueron contenidas por el pueblo peruano organizado en guerrillas.
En el Perú asumió el poder el presidente del Consejo de Estado (vicepresidente) Manuel Menéndez (1841-1842), quien celebró la paz con Bolivia (7 de junio de 1842). Pero se desató la anarquía en la república, sucediéndose en el poder, tras sendos golpes de Estado, los generales Juan Crisóstomo Torrico, Francisco de Vidal y Manuel Ignacio de Vivanco. Este último se proclamó como Supremo Director de la República y su gobierno se denominó el Directorio (1843-1844). Vivanco representaba al sector más rígido del conservadurismo peruano, pero su inicial popularidad empezó a declinar.
Los generales Domingo Nieto y Ramón Castilla se alzaron en Tacna, invocando la restauración de la constitucionalidad. Esta revolución constitucional triunfó finalmente en la batalla de Carmen Alto (22 de julio de 1844) y restituyó al Presidente del Consejo de Estado Manuel Menéndez (1844-1845), que convocó a las elecciones presidenciales.

### Elboomguanero y la prosperidad falaz (1845-1866)

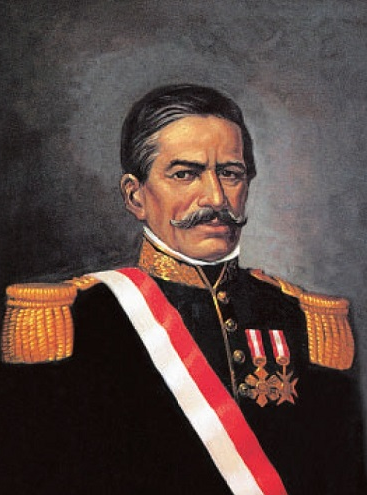
Ramón Castilla, presidente del Perú (1845-1851, 1855-1862 y 1863).

En las elecciones de 1845 triunfó Ramón Castilla, iniciando lo que sería su primer gobierno, que se prolongó hasta 1851, siendo el primer gobierno republicano que pudo culminar su periodo constitucional. Fue entonces cuando la República Peruana encontró una relativa paz interior y pudo organizar su vida política y económica. Castilla estableció políticas de promoción de extracción y exportación de fertilizantes naturales (guano de islas) que iniciaron una era de prosperidad en el país. La venta del guano se realizó bajo el sistema de las consignaciones. El historiador Basadre denominó a esta etapa como la de la «Prosperidad Falaz», pues la bonanza sería efímera.
A Castilla le sucedió el general José Rufino Echenique (1851-1855), quien continuó las obras de su antecesor. Sin embargo, se vio envuelto en un escándalo de corrupción relacionado con la llamada Consolidación de la Deuda Interna, por el cual el Estado pagó la deuda que tenía con particulares desde los días de la independencia, pero desgraciadamente muchos se hicieron pasar por acreedores sin serlo. Estalló entonces la revolución de 1854 encabezada por Castilla y apoyada por los liberales, quienes auspiciaron, en pleno conflicto, dos medidas importantísimas: la abolición de la esclavitud y del tributo indígena. Echenique fue derrotado en la batalla de La Palma, el 5 de enero de 1855, viéndose obligado a renunciar a la presidencia y a abandonar el país.

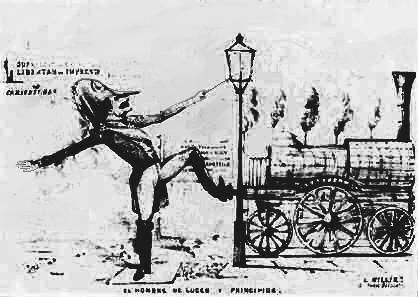
Caricatura del presidente Ramón Castilla en donde se representa trayendo el progreso a la República Peruana mediante ferrocarriles.

El segundo gobierno de Ramón Castilla (1855-1862) continuó la labor progresista iniciada en 1845. Los primeros ferrocarriles y el alumbrado a gas llegaron al Perú en este período. Además, se reorganizaron los servicios postales y la carrera pública. En el aspecto internacional, la cancillería peruana tuvo una gran actividad a favor de la unidad americana (americanismo), al oponerse enérgicamente a las intromisiones de las potencias europeas en América (Santo Domingo, México). De otro lado, el Perú libró un conflicto victorioso contra el Ecuador, en la guerra peruano-ecuatoriana (1858-1860).
En el aspecto interno, la promulgación de la Constitución liberal de 1856 provocó el alzamiento de los conservadores en Arequipa, liderados por Manuel Ignacio de Vivanco. Ello desencadenó a la vez la guerra civil de 1856-1858, la más larga y sangrienta que se había dado hasta entonces en el Perú. Esta culminó con el triunfo de Castilla concretado con la toma de Arequipa (7 de marzo de 1858). Para 1859 habían muerto unos 41.000 peruanos en las constantes guerras civiles que sacudieron dicho país desde 1829.
Castilla, pulsando el sentir ciudadano (que tradicionalmente era contrario al liberalismo anticlerical), se desligó de los políticos liberales que le habían apoyado e instauró un gobierno conservador. En 1860 convocó a un Congreso Ordinario, que se arrogó la facultad de Constituyente y dio una nueva Constitución, la Constitución moderada de 1860; esta ha sido la carta magna de más duración en la historia republicana peruana, pues estaría vigente hasta 1920.
Castilla fue sucedido en 1862 por el general puneño Miguel de San Román, quien solo gobernó unos meses, pues falleció víctima de una enfermedad. Le sucedió el primer vicepresidente, Juan Antonio Pezet (1863-1865).

### Guerra contra España y gobierno de Balta (1866-1872)

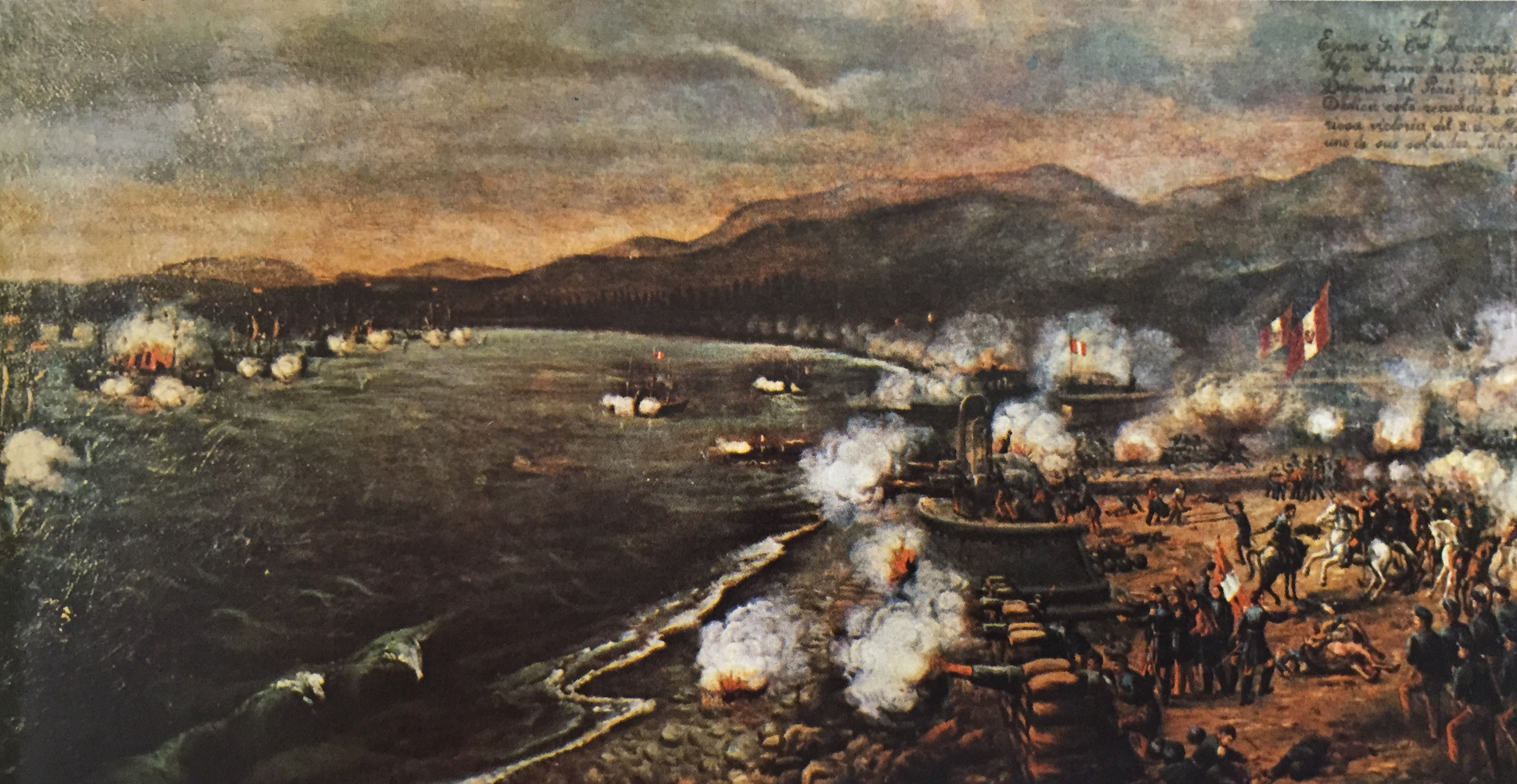
El Combate del 2 de Mayo del Callao.

En 1864 la Escuadra Española del Pacífico ocupó las Islas Chincha (productoras de guano), desatando un incidente internacional de grandes consecuencias en la política interna peruana. El presidente Pezet quiso arreglar diplomáticamente este conflicto, lo que la ciudadanía interpretó como una muestra de debilidad. Estalló entonces la revolución nacionalista del coronel Mariano Ignacio Prado, que provocó el golpe de Estado contra el presidente Pezet. Prado instauró la dictadura y declaró la guerra a España, aliándose con Chile, que ya se encontraba en guerra contra ese mismo país. Tras el combate del Callao (2 de mayo de 1866), la armada española se retiró de las costas peruanas, suceso que en el Perú se celebró como un triunfo que sellaba la independencia obtenida en 1824. Los gastos ocasionados por la guerra afectaron severamente a la economía del Perú. El llamado «boom guanero» empezaba ya a declinar.
Prado intentó legalizar su mandato, convocando a un Congreso Constituyente, que le nombró Presidente Constitucional y dio la Constitución liberal de 1867. Esto originó en una revolución acaudillada por el general Pedro Diez Canseco en Arequipa y por el coronel José Balta en Chiclayo, que derrocó a Prado y restituyó la Constitución de 1860, a principios de 1868. Se instaló el gobierno provisorio de Diez Canseco, que convocó a elecciones, en las que ganó el coronel Balta.

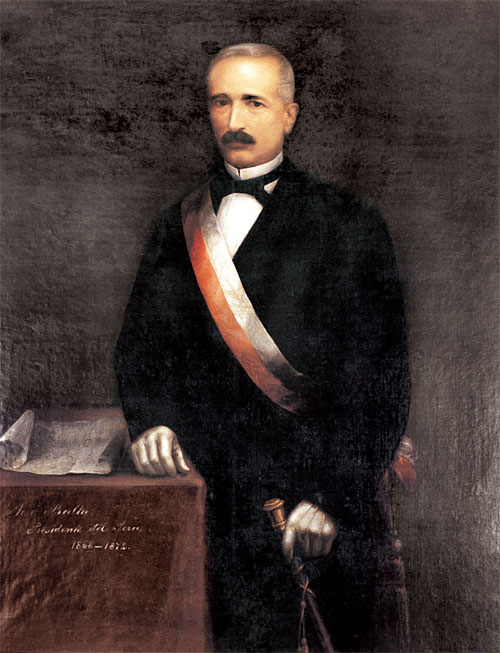
José Balta, presidente del Perú (1868-1872).

El gobierno de José Balta y Montero (1868-1872) celebró el llamado Contrato Dreyfus, que significó un nuevo enfoque en la venta del guano de islas, dejando de lado el devaluado sistema de las consignaciones. Con la garantía del guano, el Perú obtuvo grandes empréstitos, con los que pudo realizar importantes obras de infraestructura, especialmente reflejadas en la construcción de ferrocarriles de penetración de la costa a la sierra, siendo el más importante el Ferrocarril Central. Estos empréstitos, si bien inyectaron al país de grandes capitales, a la larga resultaron nefastos al estar a cuenta de ingresos futuros, que no se pudieron cubrir. En las postrimerías de este gobierno, la elección, por primera vez, de un presidente civil, Manuel Pardo y Lavalle, llevó a una insurrección militar de los hermanos Gutiérrez, que terminó en el asesinato de Balta y la furibunda reacción de la población de Lima (que ejecutó a los usurpadores), en julio de 1872. Así terminó lo que Basadre ha llamado el Primer Militarismo.

### El primer civilismo (1872-1879)
Manuel Pardo y Lavalle, líder del Partido Civil, se convirtió en el primer presidente civil del Perú tras las elecciones de 1872. Su gobierno (1872-1876) implementó importantes reformas de tipo liberal en la organización del Estado. Ante la grave crisis económica y hacendaria, y frente a la imposibilidad de cumplir todos sus compromisos, Pardo disminuyó el presupuesto en defensa y estatizó el salitre peruano, provocando la reacción hostil de empresas inglesas y chilenas las cuales explotaban y comercializaban el salitre tarapaqueño.

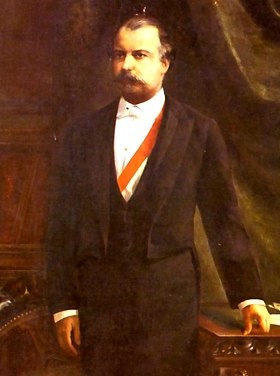
Manuel Pardo y Lavalle, primer presidente civil del Perú (1872-1876).

La política exterior peruana optó por firmar el Tratado de Alianza Defensiva de 1873 con Bolivia con el propósito de garantizar la integridad territorial de ambos países frente a cualquier agresión externa. Se planteó la posibilidad de un acercamiento de Argentina a la Alianza, pero la estrategia diplomática chilena consiguió la neutralidad argentina
Durante el primer civilismo se realizaron algunas reformas. Se estableció la educación primaria gratuita y obligatoria, se promulgó el reglamento de instrucción pública, se fundó la escuela de ingenieros, se fundó la sociedad de bellas Artes, se estableció la educación secundaria femenina y se construyó la escuela normal de mujeres, se construyó el Hospital Nacional Dos de Mayo y se ampliaron varias rutas ferroviarias, siendo las principales: Ilo-Moquegua, Paita-Piura, Arequipa-Puno, San Bartolomé-Chiclayo, Trujillo-Pacasmayo.
El censo de 1876 dio a conocer que había una población de 2 673 075 peruanos.
La principal fuente de recursos del Estado, el guano, sobreexplotado, se empezó a agotar y resultó inevitable una crisis económica que el sucesor de Pardo, el general Mariano Ignacio Prado (1876-1879) el cual llegó al poder con el apoyo de los civilistas y tuvo que afrontar una virtual bancarrota del Estado. Como secuela inevitable de esta situación, el Perú quedó desarmado, al descuidarse el equipamiento del Ejército y la Marina, situación que aprovecharía Chile para llevar adelante su política expansionista, lo que desataría una sangrienta guerra entre Perú, Bolivia y Chile.

### La guerra del Pacífico (1879-1883)

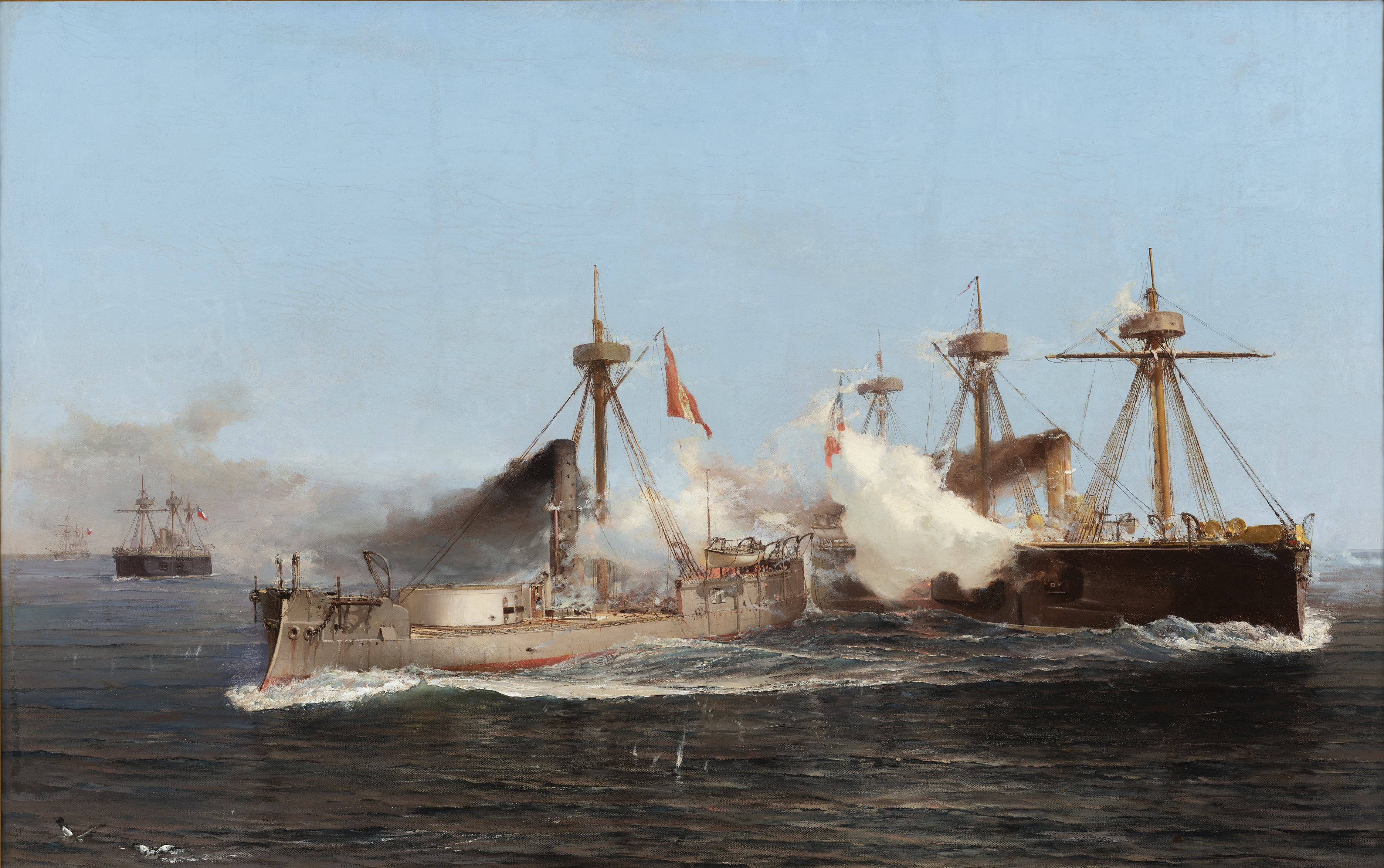
Combate de Angamos. Óleo de Thomas Somerscales.

El incidente que desató la llamada guerra del Pacífico (mejor llamada guerra del Guano y del Salitre) fue un diferendo entre Chile y Bolivia por un problema de impuestos. El Perú se vio obligado a ayudar a Bolivia, pues había firmado con esta nación el Tratado de Alianza Defensiva de 1873. El 5 de abril de 1879, Chile declaró la guerra al Perú. Poco antes, Bolivia había declarado la guerra a Chile. Si bien la causa inmediata para que el Perú se viera arrastrado en este conflicto fue el Tratado con Bolivia de 1873, la historiografía peruana es unánime al sostener que la causa profunda de esta guerra fue la ambición de Chile de apoderarse de los territorios salitreros y guaneros del sur del Perú. En una primera etapa de la guerra, la campaña naval, la marina peruana repelió el ataque chileno hasta el 8 de octubre de 1879, día en el que se libró el combate naval de Angamos, en donde la armada chilena acorraló al monitor Huáscar, el principal buque de la marina peruana comandado por el almirante Miguel Grau Seminario, quien murió en la refriega y se convirtió desde entonces en el mayor héroe del Perú.

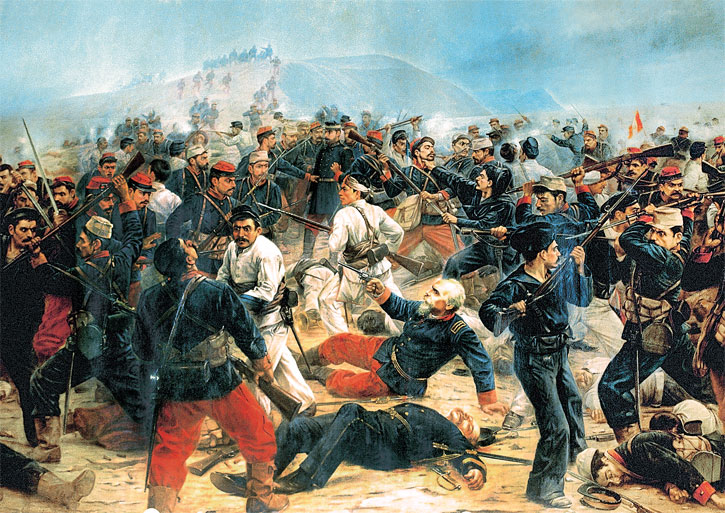
La Batalla de Arica. Óleo del pintor peruano Juan Lepiani.

Luego de vencer a la escuadra peruana, Chile dio inicio a la campaña terrestre de la guerra, que se prolongaría por casi cuatro años. Comenzó con el desembarco de Pisagua. Luego se libró la campaña de Tarapacá, marcada por la derrota peruana en San Francisco. Tras una estéril victoria en Tarapacá, los restos del ejército peruano retrocedieron hacia Arica, dejando en poder de Chile toda la provincia de Tarapacá. La siguiente campaña, la de Tacna y Arica, significó otra derrota para los peruanos y sus aliados bolivianos, concretada en la batalla del Alto de la Alianza. Luego se produjo la heroica resistencia peruana en la plaza de Arica, donde el coronel Francisco Bolognesi, al mando de un reducido ejército, sucumbió ante el ataque abrumador del enemigo, cumpliendo su promesa de «pelear hasta quemar el último cartucho» (7 de junio de 1880).

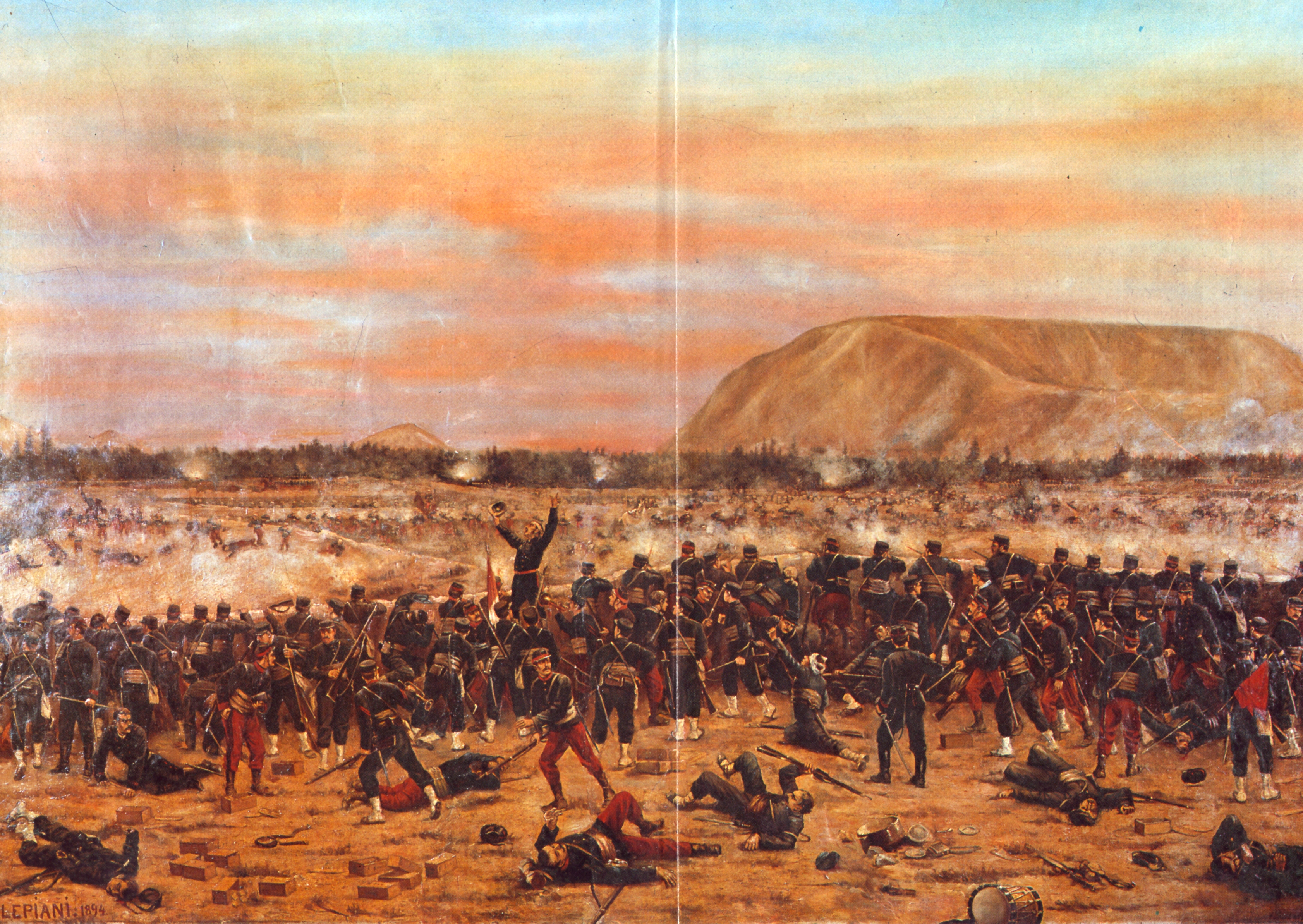
La defensa de los peruanos en uno de los reductos de Miraflores. Óleo del pintor peruano Juan Lepiani.

Fracasadas unas conferencias de paz, Chile abrió la campaña de Lima. El nuevo gobierno peruano, encabezado por el dictador Nicolás de Piérola (que había asumido el poder tras el viaje de Prado hacia el extranjero), organizó la defensa de la capital, construyendo reductos en el sur de Lima. Los defensores peruanos, mayormente milicianos, se batieron tenazmente en San Juan y Miraflores, el 13 y el 15 de enero de 1881, respectivamente. Victoriosos los chilenos, ocuparon Lima. En La Magdalena se instaló el gobierno provisorio de Francisco García Calderón quien, por su negativa a pactar una paz con cesión territorial, fue apresado y confinado en Chile. A García Calderón le sucedió el contralmirante Lizardo Montero, que instaló su gobierno en Arequipa.

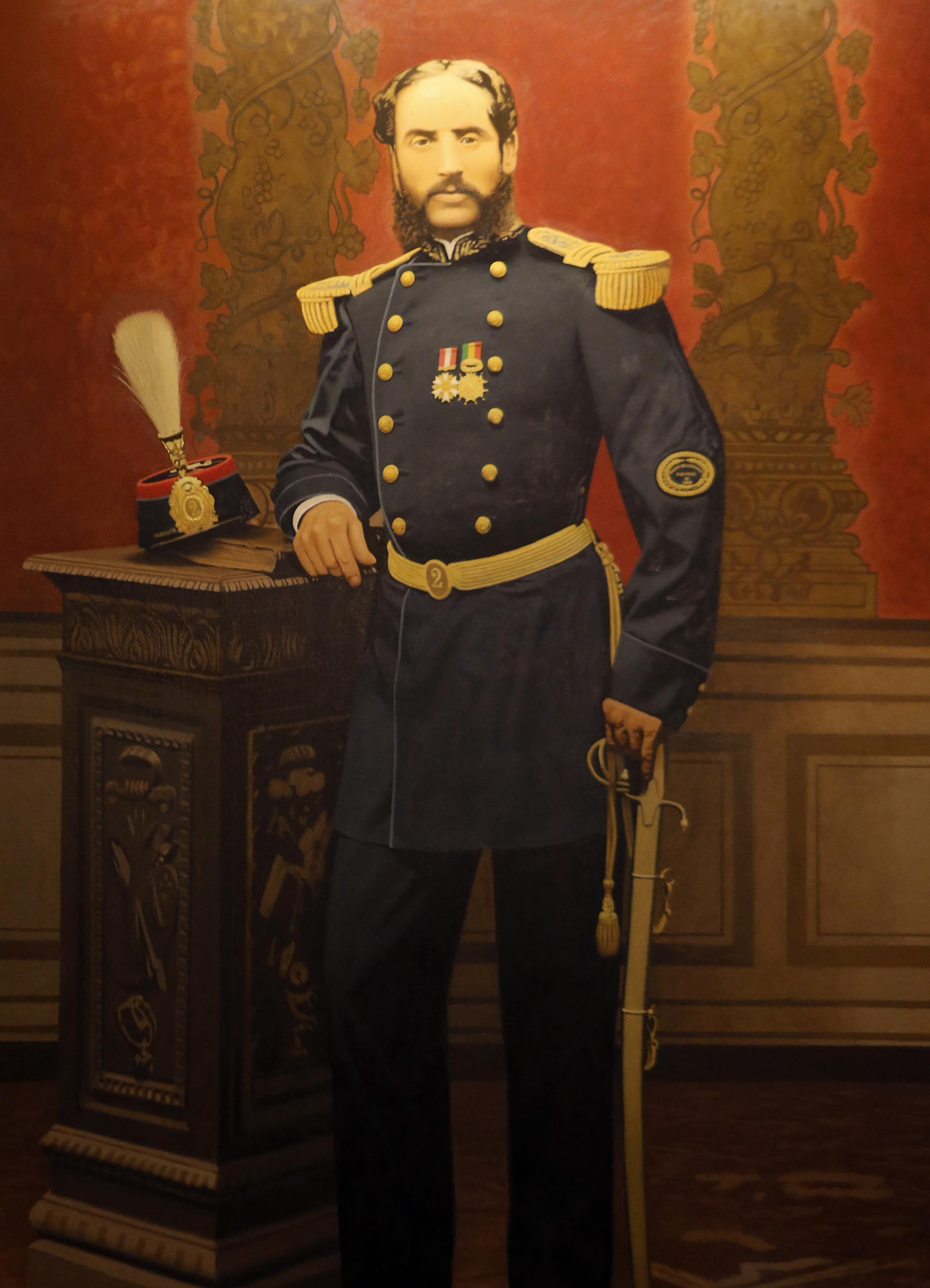
Retrato del mariscal Andrés Avelino Cáceres, dos veces presidente del Perú (1886-1890 y 1894-1895).

Pese a los descalabros de los ejércitos peruanos, la guerra continuó gracias a la resistencia que en la sierra peruana comandó el general Andrés Avelino Cáceres, quien obtuvo los triunfos de Pucará, Marcavalle y Concepción (departamento de Junín, en la sierra central), entre el 9 y el 10 de julio de 1882. Sin embargo, el general Miguel Iglesias, impactado por las severas represiones que los chilenos ejercían sobre las poblaciones civiles, dio el Grito de Montán (31 de agosto de 1882), reclamando la firma de una paz definitiva con Chile, para iniciar de una vez la tarea de la Reconstrucción del país. Cáceres se opuso a este planteamiento y trasladó sus fuerzas hacia el norte, pero tras su derrota en la batalla de Huamachuco (10 de julio de 1883), Iglesias, ya en el poder, tuvo el camino libre para firmar con Chile el Tratado de Ancón que puso fin a la guerra (20 de octubre de 1883). Mediante este Tratado, el Perú entregaba a Chile a perpetuidad la provincia de Tarapacá, mientras que las provincias de Tacna y Arica quedaban sujetas a la administración chilena por diez años, al cabo de los cuales se debía realizar un plebiscito para decidir el destino final de ambos territorios.
La guerra con Chile fue la mayor catástrofe bélica que sufrió el Perú en su historia republicana. Significó la pérdida de más de diez mil vidas así como la total destrucción de las fuerzas productivas del país y suscitó un sentimiento de humillación que marcaría durante mucho tiempo al espíritu de la nación.

### La Reconstrucción Nacional y el segundo militarismo (1883-1895)
Tras la guerra del Pacífico, se inició el período de la Reconstrucción Nacional, es decir, de resurgimiento económico, político y social. Aunque fue este un período de relativa calma, en realidad el país no conoció la reactivación económica ni la paz política sino hasta 1895. Esta etapa es también conocida como la del Segundo Militarismo, pues los caudillos militares volvieron al ruedo político, aunque esta vez no como vencedores, sino como vencidos.
El gobierno de Iglesias, firmante de la paz con Chile, era enormemente impopular. Quien gozaba de renombre era el general Cáceres, el héroe de la resistencia. El país quedó dividido en dos bandos: los "azules", que seguían a Iglesias, y los "rojos", a Cáceres. Estalló la guerra civil de 1884-1885. Cáceres logró «huaripampear» o poner fuera de juego al ejército principal de Iglesias en la sierra central, en una brillante estrategia militar, luego de lo cual atacó Lima, donde puso sitio al Palacio de Gobierno, en noviembre de 1885. Iglesias se vio obligado a renunciar a la presidencia y el poder quedó provisoriamente en manos del Consejo de Ministros presidido por Antonio Arenas. Este convocó a elecciones en las que ganó abrumadoramente Cáceres.
El primer gobierno de Andrés A. Cáceres (1886-1890) afrontó la reconstrucción del país, especialmente en el campo económico. Puso fuera de curso el devaluado billete fiscal o papel moneda; creó impuestos nuevos; intentó la descentralización tributaria; y para solucionar el problema de la enorme deuda externa firmó el Contrato Grace por el cual entregó los ferrocarriles a los acreedores.

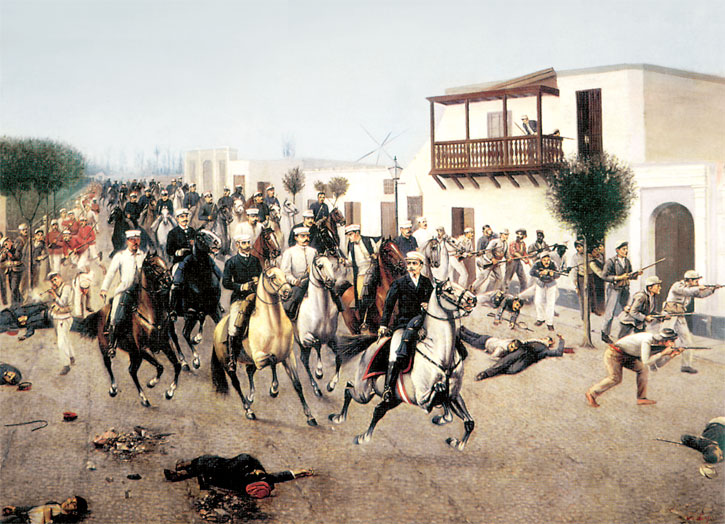
Nicolás de Piérola y sus montoneros entran a Lima por la Puerta de Cocharcas (17 de marzo de 1895).

A Cáceres le sucedió uno de sus partidarios, el coronel Remigio Morales Bermúdez (1890-1894). Este llevó a cabo un discreto gobierno y debió enfrentar la negativa de Chile a convocar el plebiscito de Tacna y Arica. Víctima de una enfermedad, Morales Bermúdez murió el 1 de abril de 1894, antes de concluir su mandato. Lo sucedió el segundo vicepresidente Justiniano Borgoño, quien allanó el camino para la vuelta al poder del general Cáceres y convocó a unas elecciones que fueron muy cuestionadas. Cáceres triunfó en dichos comicios y por segunda vez asumió la presidencia en 1894. Sin embargo su gobierno carecía de legitimidad.
El anticacerismo formó la Coalición Nacional, integrada por los demócratas y civilistas, que eligieron como líder a Nicolás de Piérola (jefe de los demócratas), entonces desterrado en Chile. En todo el Perú surgieron partidas de montoneros que se sumaron a la causa de la Coalición. Piérola retornó al Perú, y en Chincha dio un Manifiesto a la Nación, tomando el título de Delegado Nacional. De inmediato se puso en campaña sobre Lima, al frente de los montoneros. Estos atacaron la capital del 17 a 19 de marzo de 1895, desatando una lucha muy sangrienta. Al verse desprovisto del apoyo del pueblo, Cáceres renunció y partió al exilio. La guerra civil costó unas 4000 vidas. Se instaló una Junta de Gobierno presidida por Manuel Candamo, que convocó a elecciones en las que triunfó abrumadoramente Piérola.

## República (sigloXX)

### La República Aristocrática (1895-1919)

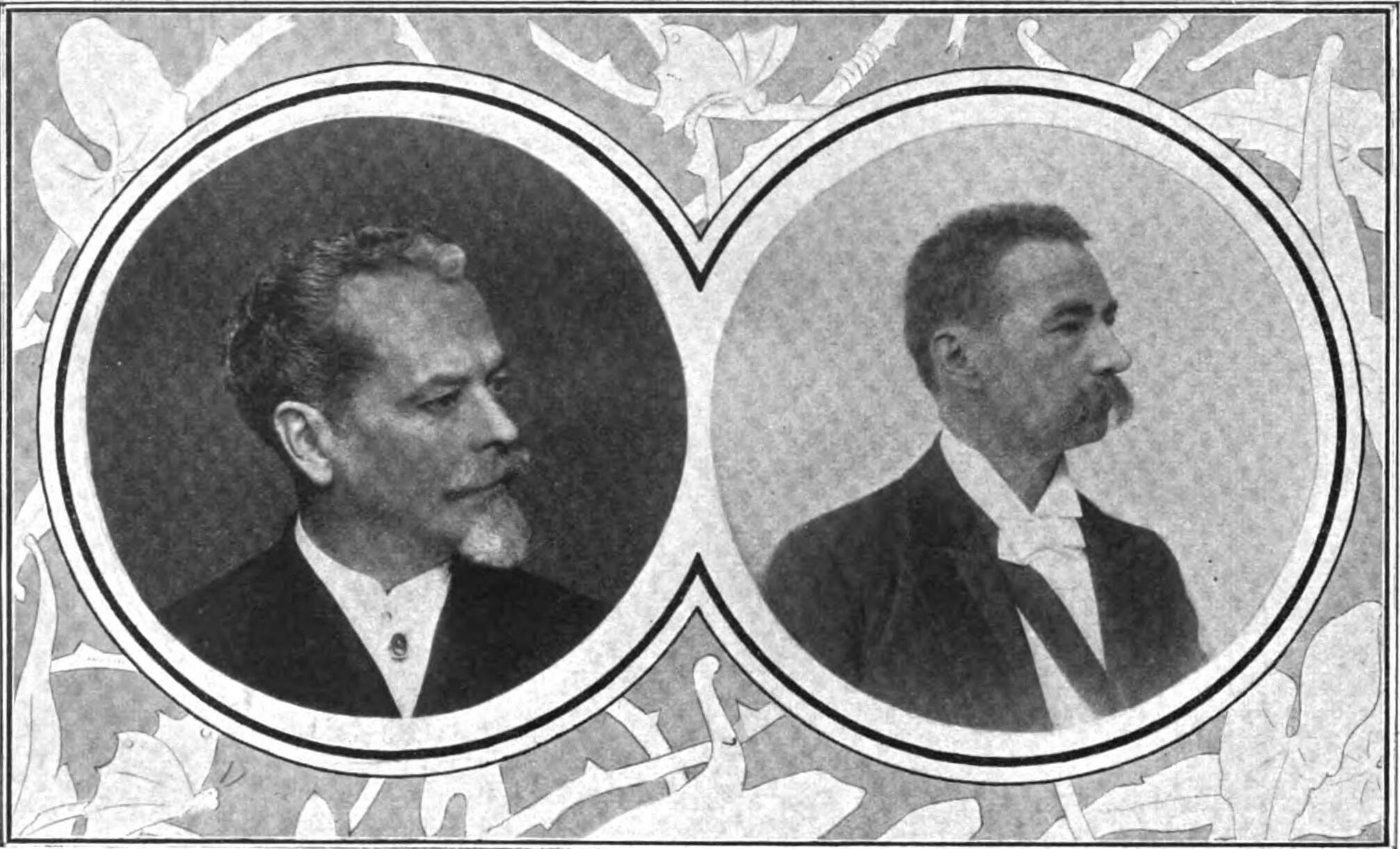
A la izquierda, Nicolás de Piérola, quien gobernó el Perú como presidente constitucional entre 1895 y 1899. Durante la Guerra del Pacífico, ya había ejercido el poder como dictador (1879-1881). A la derecha, Eduardo López de Romaña, su sucesor en la presidencia constitucional del país, cuyo mandato se extendió de 1899 a 1903.

El gobierno constitucional de Piérola (1895-1899) reorganizó el Estado peruano y saneó las finanzas públicas, impulsando el ahorro, la bancarización y la industria, y combatiendo la corrupción. Se incrementó el empleo y una nueva era de prosperidad empezó para el Estado. Es la llamada República Aristocrática (más exactamente, oligárquica), donde miembros de la élite social gobernarían desde 1899 hasta 1919 en paz y con crecimiento económico. Las principales fuerzas políticas eran el Partido Demócrata o pierolista y Partido Civil o civilista. Este último fue el que ejerció el predominio, a partir de 1903. Otras fuerzas políticas importantes fueron el Partido Constitucional o cacerista y el Partido Liberal de Augusto Durand. Los gobiernos llegaron al poder vía elecciones democráticas, a excepción del periodo de Óscar R. Benavides (1914-1915), que fue fruto de un golpe militar.
Después de Piérola, los presidentes que se sucedieron fueron los siguientes:
- Eduardo López de Romaña (1899-1903), que continuó el desarrollo de la agricultura, la minería y la industria; promovió la colonización de los valles interandinos y zonas orientales; promulgó el Código de Minería, el nuevo Código de Comercio y el Código de Aguas; y afrontó los problemas derivados de la política de chilenización en Tacna y Arica.[132][133]
- Manuel Candamo (1903-1904), acaudalado hombre de negocios y líder del Partido Civil, que fue el segundo civilista en llegar a la presidencia, después de Manuel Pardo en 1872. Pero falleció antes de finalizar su mandato, sin poder realizar obra importante.[134][135]
- Serapio Calderón (1904), jurista cuzqueño, que asumió el poder en su calidad de segundo vicepresidente (el primero, Lino Alarco, había fallecido antes de jurar el cargo) y convocó a nuevos comicios.

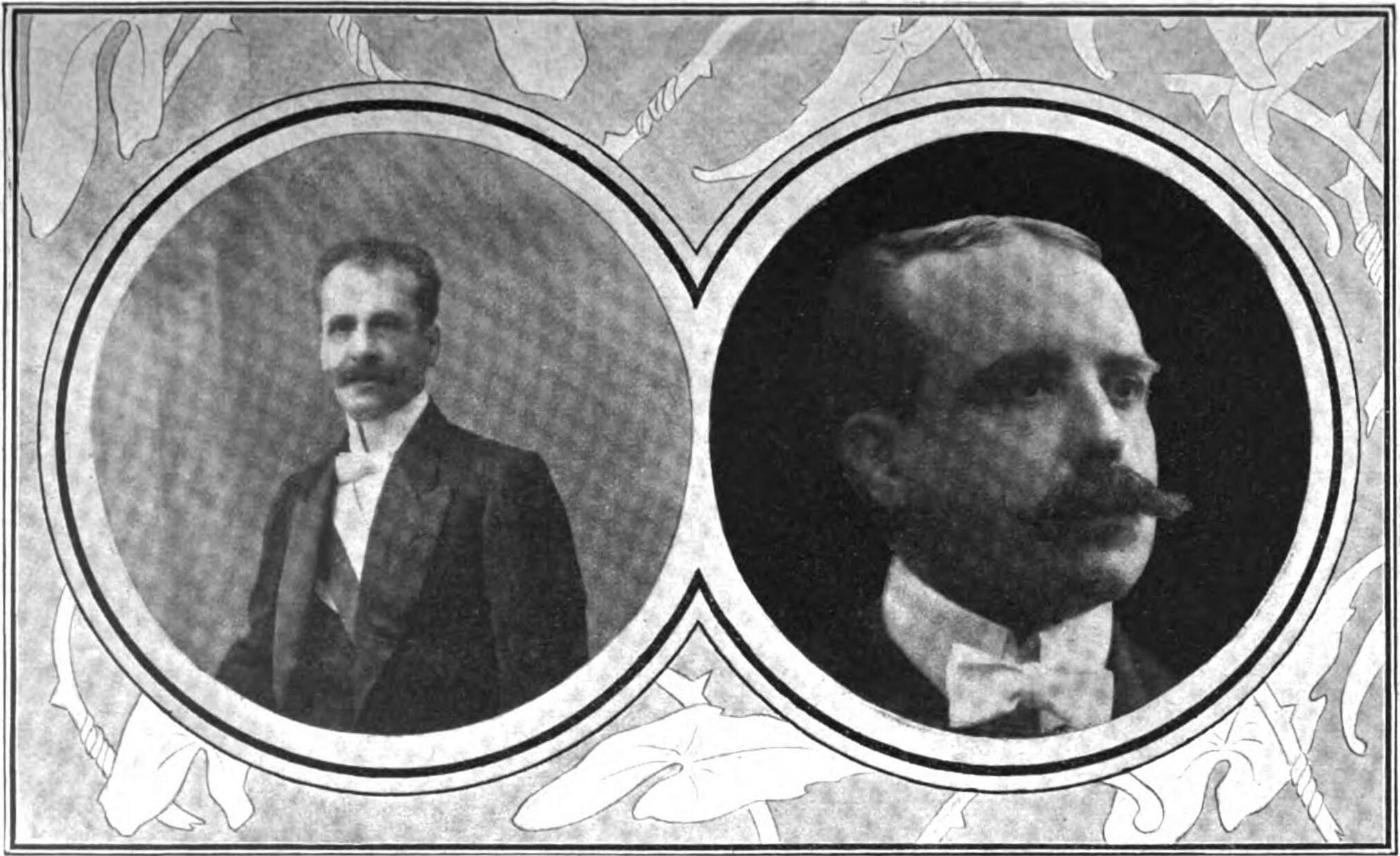
A la izquierda, Manuel Candamo, presidente constitucional del Perú entre 1903 y 1904, cuyo mandato fue interrumpido por su fallecimiento en el cargo. A la derecha, José Pardo y Barreda, quien ocupó la presidencia en dos periodos: de 1904 a 1908 y nuevamente de 1915 a 1919, consolidándose como una de las figuras clave del civilismo en el país.

- José Pardo y Barreda (primer gobierno, 1904-1908), hijo del fundador del Partido Civil, Manuel Pardo, que encabezaba una nueva generación de civilistas con anhelos renovadores. Reformó la educación pública, fomentó la cultura e inició la legislación social. Se preocupó también por defensa nacional, repotenciando al Ejército y la Marina. En el aspecto internacional enfrentó conflictos limítrofes con Colombia, Ecuador y Bolivia. Pero el problema que más demandaba entonces la atención de la Cancillería peruana era el enfrentado con Chile, país que retenía ilegalmente las provincias peruanas de Tacna y Arica.
- Augusto B. Leguía (primer gobierno, 1908-1912), civilista y exministro de Hacienda, acabó por separarse del Partido Civil para formar su propio grupo político. Enfrentó problemas limítrofes con los cinco países vecinos, de los cuales solo logró solucionar definitivamente aquellos que mantenía con Brasil (Tratado Velarde-Río Branco) y Bolivia (Tratado Polo-Bustamante). Con Ecuador hubo un conato de conflicto en 1910, con Colombia se libró el conflicto de La Pedrera (1911) y con Chile se rompieron las relaciones diplomáticas, ante el recrudecimiento de la brutal política de chilenización en Tacna y Arica. En el orden interno, Leguía afrontó también mucha perturbación. Enfrentó con valentía una intentona golpista promovida por Carlos de Piérola, hermano de Nicolás de Piérola, y dos de los hijos de este (29 de mayo de 1909).
- Guillermo Billinghurst (1912-1912), exalcalde de Lima y expierolista, que irrumpió arrolladoramente como candidato presidencial y fue elegido por el Congreso de la República. Se propuso favorecer a la clase obrera, lo que le ganó la animadversión de la oligarquía. Mantuvo una pugna tenaz con el Congreso, dominado por los civilistas y leguiístas, sus adversarios políticos. Planeó entonces disolver el parlamento y convocar al pueblo para realizar reformas constitucionales, lo que provocó un complot orquestado por la oligarquía y los militares, que culminó con su derrocamiento el 4 de febrero de 1914.
- Óscar R. Benavides (1914-1915), coronel del ejército peruano, que encabezó el golpe de Estado contra Billinghurst, asumiendo el poder, primero a la cabeza de una Junta de Gobierno y luego como presidente provisorio designado por el Congreso. Enfrentó el problema monetario y se comprometió a restaurar el orden legal, convocando a elecciones.
- José Pardo y Barreda (segundo gobierno, 1915-1919), triunfó en las elecciones de 1915, retornando así el Partido Civil al poder. Este segundo gobierno se caracterizó por la violencia política y social, síntoma del agotamiento del civilismo y de la crisis mundial.

Los movimientos sociales se organizaron notablemente en estos años. La lucha por la jornada de las ocho horas laborales (importante conquista social que fue aprobado por Pardo en 1919) y las poco conocidas revueltas campesinas en la sierra sur del país (ocasionada por los abusos de las grandes haciendas) generaron una activa vida política. Todo ello preparó el camino para la interrupción de la democracia mediante un golpe de Estado que promovió el expresidente Augusto B. Leguía, el principal candidato en las elecciones de 1919, bajo la excusa que el gobierno tramaba desconocer su triunfo.

### El Oncenio de Leguía (1919-1930)

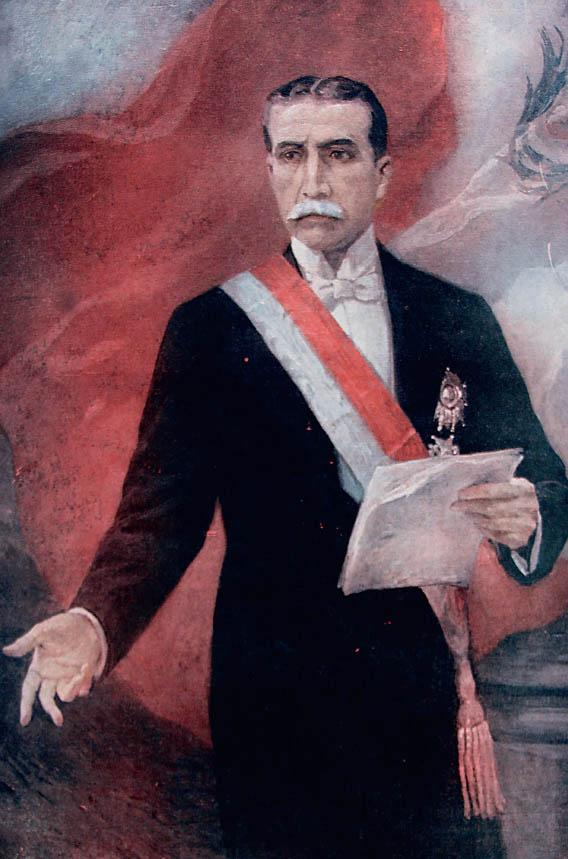
Augusto B. Leguia, presidente del Perú en dos ocasiones (1908-1912 y 1919-1930), este último se conoce como el "Oncenio", debido a que albergó once años de gobierno.

Consumado el golpe de Estado del 4 de julio de 1919, Augusto B. Leguía asumió el poder como presidente transitorio. Disolvió el Congreso y convocó a un plebiscito para aprobar una serie de reformas constitucionales. Simultáneamente, convocó a elecciones para elegir a los representantes de una Asamblea Nacional, que durante sus primeros 30 días se encargaría de ratificar las reformas constitucionales, es decir, haría de Asamblea Constituyente, para luego asumir la función de Congreso ordinario. Esta Asamblea se instaló el 24 de septiembre de 1919 y ratificó como Presidente Constitucional a Leguía, el 12 de octubre de 1919. Finalmente, dio la Constitución de 1920.
Este segundo gobierno de Leguía, autodenominado «Patria Nueva», se prolongaría por once años, ya que, tras sendas reformas constitucionales, se reeligió en 1924 y en 1929. Por eso se le conoce también como el Oncenio.
Fue una época en que se restringieron las libertades públicas. El diario opositor La Prensa, fue asaltado y confiscado. Se barrió también con la oposición en el Congreso, que quedó sometido al Ejecutivo. Los opositores políticos fueron perseguidos, presos, deportados y hasta fusilados.

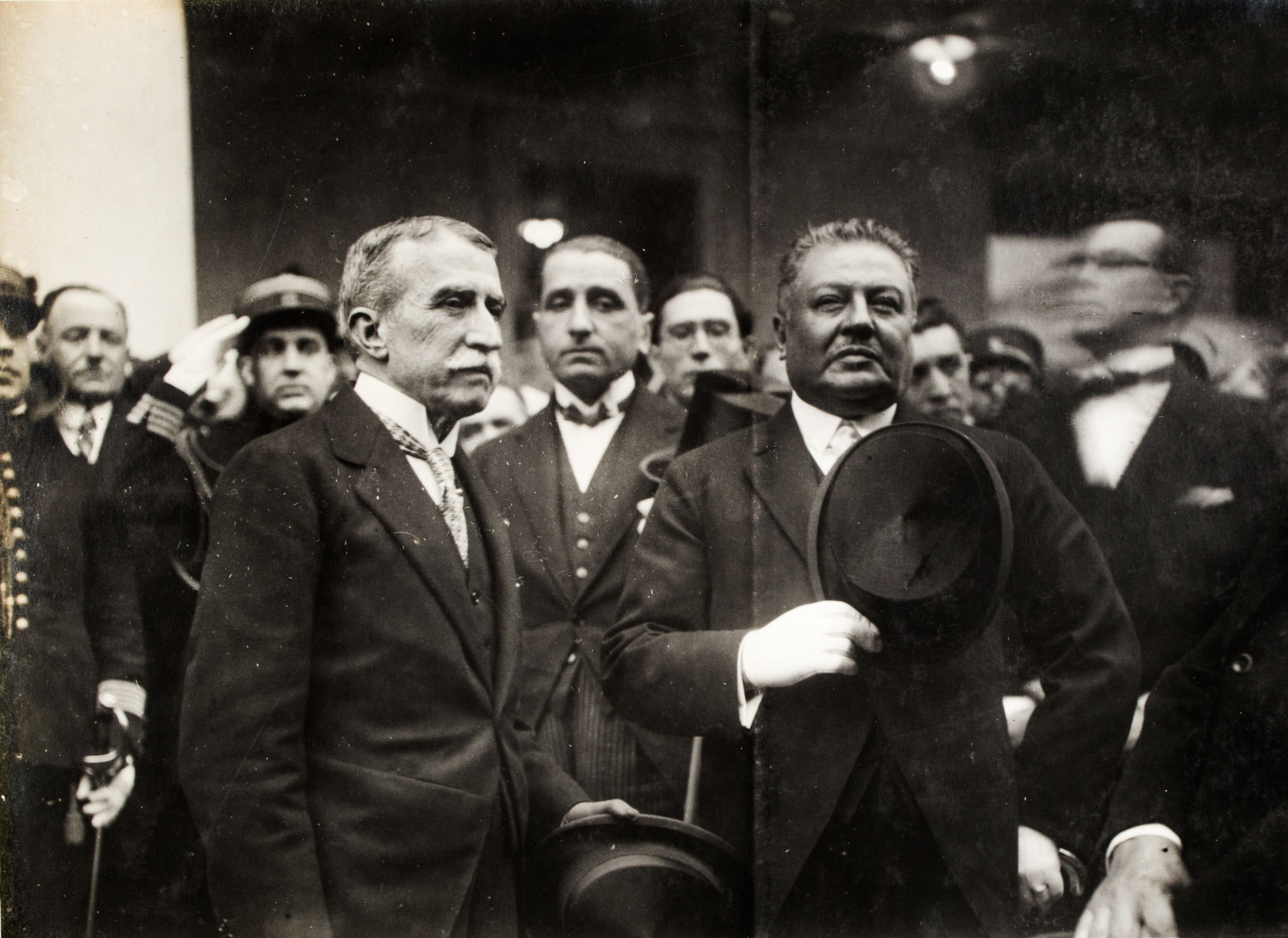
El presidente Leguía junto con el presidente boliviano Bautista Saavedra Mallea en 1924.

La preocupación esencial de Leguía fue la modernización del país, lo que quiso imponer a paso acelerado. Suceso notable de este período fue la celebración pomposa del Centenario de la Independencia del Perú en 1921, cuyo acto central fue la inauguración de la Plaza San Martín, en el centro de Lima. Un gigantesco programa de obras públicas fue financiado con empréstitos obtenidos del exterior. Se arreglaron y pavimentaron muchas avenidas, calles y plazas, y se abrieron varias avenidas, como la Avenida Progreso (hoy Venezuela) y la Avenida Leguía (hoy Arequipa). Se fomentó la política colonizadora, se realizaron importantes obras de irrigación en la costa y obras viales en toda la República, entre otras.
Medida impopular fue la Ley de Conscripción Vial (1920) que obligaba a todos los hombres de 18 a 60 años de edad a trabajar gratuitamente en la construcción y apertura de carreteras, por espacio de 6 a 12 días al año, lo que en la práctica afectó mayormente a la población indígena.
En el aspecto internacional, se firmaron dos tratados internacionales muy polémicos:
- El Tratado Salomón-Lozano, con Colombia, el 24 de marzo de 1922, que fue aprobado por el Congreso en 1927. Cedía a Colombia el Trapecio Amazónico, donde se hallaba la población peruana de Leticia.
- El Tratado Rada Gamio-Figueroa Larraín, con Chile, el 3 de junio de 1929. Puso término a la dilatada y espinosa cuestión limítrofe con el vecino país del sur. Ambas partes renunciaron a la realización del tantas veces postergado plebiscito de Tacna y Arica, y acordaron el siguiente arreglo: Tacna regresaría al seno de la patria peruana, y Arica permanecería en Chile.

En el aspecto político se eclipsaron los viejos partidos y surgieron los primeros partidos modernos que aglutinaron a los sectores medios y populares de tendencias reformistas o revolucionarias: el Partido Aprista, fundado por Víctor Raúl Haya de la Torre y el Partido Socialista Peruano, fundado por José Carlos Mariátegui.
En el aspecto económico, se incrementó notablemente la dependencia hacia los Estados Unidos debido a los fuertes empréstitos contraídos a los bancos norteamericanos para realizar obras públicas; la deuda llegó a los 150 millones de dólares en 1930. Ello provocó una aparente bonanza, que finalizó al estallar la crisis mundial de 1929 afectando directamente a la población, siendo el factor que aceleró la caída de Leguía, sumado al descontento por la evidente corrupción administrativa y por la firma de los tratados con Colombia y Chile.
El 22 de agosto de 1930 el comandante Luis Miguel Sánchez Cerro, al mando de la guarnición de Arequipa, se pronunció contra Leguía. El movimiento revolucionario se propagó rápidamente por el sur del país. En las primeras horas de la madrugada del 25 de agosto la guarnición de Lima, obligó a renunciar a Leguía. El poder quedó en manos de una Junta Militar de Gobierno presidida por el general Manuel María Ponce Brousset. Dos días después este entregaría el poder a Sánchez Cerro, quien arribó a la capital en avión. Así finalizó el Oncenio.

### Convulsiones nacionales y el tercer militarismo (1930-1939)
El fin del Oncenio trajo consigo la irrupción de los militares en la vida política, fenómeno que el historiador Jorge Basadre ha denominado el Tercer Militarismo, el cual surgió a consecuencia del vacío político (al estar los partidos tradicionales debilitados o en trance de extinción) y ante los peligros que aparentemente, acechaban al Estado y a la nación como consecuencia de la crisis mundial.
Tras la caída de Leguía, el comandante Luis Miguel Sánchez Cerro constituyó una Junta Militar de Gobierno bajo su presidencia. La situación del país era crítica; se produjeron disturbios obreros, universitarios y militares. Para remediar la crisis económica, Sánchez Cerro contrató una misión de expertos financistas estadounidenses, encabezado por el profesor Edwin W. Kemmerer, que sugirieron la aplicación de una serie de medidas, de las que solo se acogerían parcialmente unas cuantas.

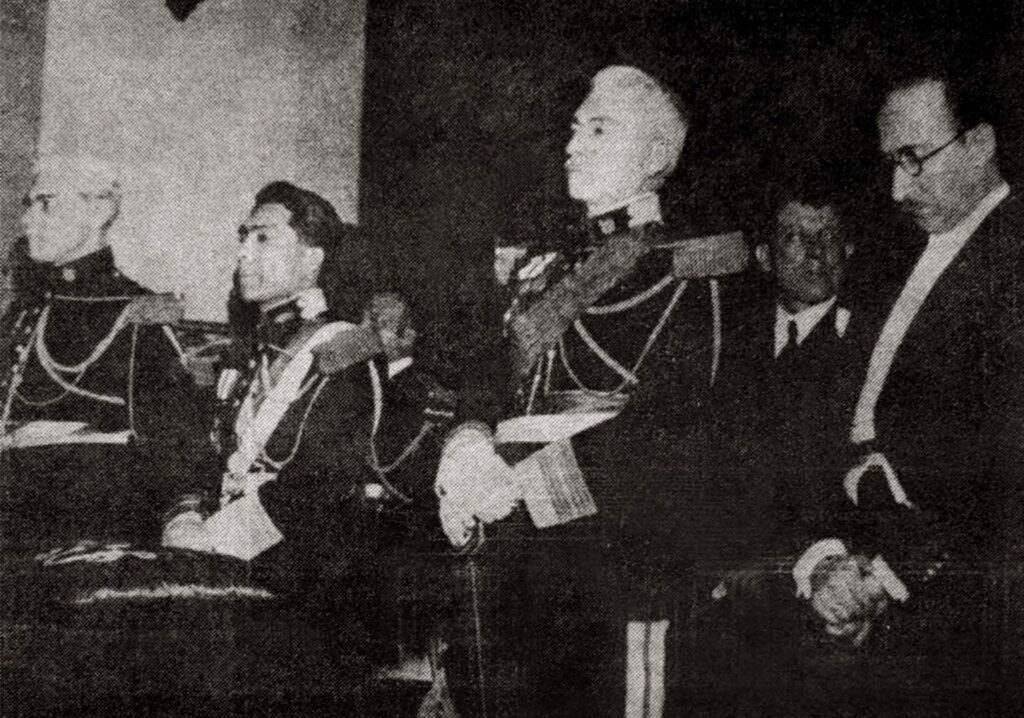
Luis Miguel Sánchez Cerro, junto con Antonio Beingolea, Ernesto Montagne y Bustamante y Rivero, en 1930.

Sánchez Cerro prometió convocar a elecciones, postulando él mismo como candidato a la presidencia, sin abandonar el poder, lo que provocó el rechazo de la ciudadanía. Una nueva rebelión que estalló en Arequipa lo obligó a dimitir el 1 de marzo de 1931. Interinamente, por unas horas, asumió el poder el jefe de la Iglesia católica peruana, monseñor Mariano Holguín, como presidente de una junta de notables, que inmediatamente dio pase a una Junta Transitoria presidida por el presidente de la Corte Suprema, Ricardo Elías Arias y luego por el teniente coronel Gustavo Jiménez. Sin embargo, estas Juntas no gozaron de apoyo y la presión popular impuso al viejo líder apurimeño David Samanez Ocampo como presidente de una Junta Nacional de Gobierno, con representación de todo el país (11 de marzo de 1931).
Samanez pacificó momentáneamente al país y convocó a elecciones para Presidente y los representantes de la Asamblea Constituyente. Con tal fin dio un nuevo Estatuto Electoral y creó el Jurado Nacional de Elecciones. Estas elecciones generales se realizaron el 11 de octubre de 1931 y fueron las primeras elecciones modernas de la historia peruana. Se aplicó el voto secreto y directo.
Los principales candidatos fueron Sánchez Cerro, por la Unión Revolucionaria, y Víctor Raúl Haya de la Torre, por el Partido Aprista Peruano. Sánchez Cerro, prestigiado por ser el caudillo que puso fin al Oncenio, triunfó por un amplio margen. Los apristas no reconocieron el resultado y denunciaron fraude, quedando así el país dividido y al borde de una guerra civil.
Sánchez Cerro asumió como presidente constitucional el 8 de diciembre de 1931. Ese mismo día se instaló también el Congreso Constituyente cuya misión primordial fue dar una nueva Constitución Política, la misma que fue promulgada el 9 de abril de 1933.
El gobierno sanchecerrista contaba con mayoría parlamentaria, pero los diputados apristas conformaron una combativa minoría opositora al gobierno. Esta oposición se tornó exacerbada. Menudearon los atentados, las revueltas y los actos terroristas. El Congreso aprobó leyes severas, entre ellas una llamada Ley de Emergencia, que dio al gobierno poderes especiales para reprimir a los opositores, en especial a los apristas, aunque también a los comunistas. Los diputados apristas fueron apresados y desterrados.
En 1932, conocido como el «año de la barbarie», ocurrieron una serie de sucesos sangrientos provocados por los apristas: un atentado criminal contra la vida del mismo Sánchez Cerro, que se salvó fortuitamente; una rebelión de la marinería de la escuadra del Callao, que fue sofocada severamente, siendo fusilados ocho marineros; y la llamada revolución aprista de Trujillo (7 de julio), que fue reprimida sangrientamente por el gobierno. Trujillo, tras ser bombardeada por la aviación, fue tomada por el ejército, que en represalia por la masacre de los oficiales prisioneros en el cuartel O’Donovan, fusiló a un número no determinado de ciudadanos, que desde entonces fueron considerados como los «mártires del aprismo».
En el aspecto internacional, Sánchez Cerro, presionado por la opinión pública, se vio obligado a respaldar a los patriotas peruanos de Leticia, que querían que su territorio, cedido a Colombia por el Tratado Salomón-Lozano, volviera al seno del Perú. Ello que provocó un enfrentamiento bélico con dicha nación, en la que perderían la vida de 200 a 250 militares. Precisamente, en medio de ese ambiente bélico, Sánchez Cerro fue víctima de otro atentado, que esta vez resultó mortal. Tras pasar revista a un grupo de movilizables en el Hipódromo de Santa Beatriz (hoy Campo de Marte, en Lima), Sánchez Cerro se retiraba a bordo de su carro descapotable, cuando un individuo con una pistola se le acercó corriendo y, encaramándose en el auto, le disparó varios tiros a quemarropa, uno de los cuales le impactó en el pecho. Llevado de urgencia al Hospital Italiano (situado en la avenida Abancay), Sánchez Cerro falleció pocas horas después (30 de abril de 1933). Se supo después que el magnicida, de nombre Abelardo González Leiva (que fue victimado en el acto por la guardia presidencial), se había afiliado al partido aprista años antes, pero no se ha determinado si actuó solo o formó parte de un complot. Ese mismo día el Congreso, trasgrediendo la Constitución, nombró presidente de la República al general Óscar Benavides, para que completara el período del difunto presidente, o sea hasta 1936.

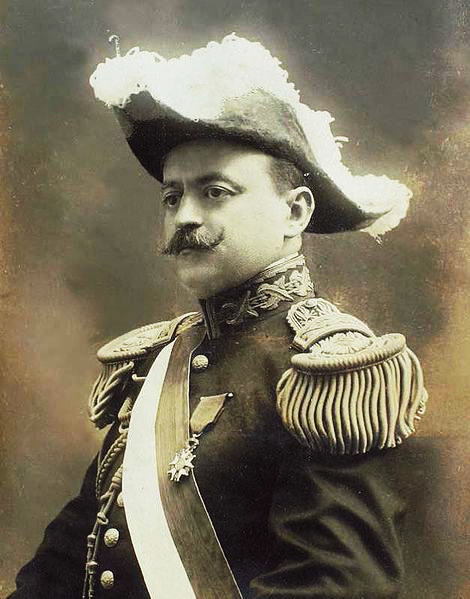
El general Óscar R. Benavides fue presidente provisorio del Perú en dos ocasiones (1914-1915 y 1933-1939).

Benavides asumió así, por segunda vez, la presidencia (la primera había sido en 1914-1915). Su primera tarea fue buscar el fin del conflicto con Colombia, país con el que se llegó a un acuerdo de paz en mayo de 1934, previo compromiso del Perú de respetar el Tratado Salomón-Lozano. En el aspecto interno, Benavides dio la Ley de Amnistía General, que favoreció a los apristas y a otros perseguidos políticos. Pero esta apertura duraría poco tiempo y poco después se reinició la persecución contra los apristas. Estos respondieron con atentados. El 15 de mayo de 1935 ocurrió el asesinato del director del diario El Comercio, Antonio Miró Quesada de la Guerra, y el de su esposa María Laos Argüelles, a manos de un militante aprista. La represión recrudeció. Tanto el Partido Aprista como el Comunista fueron proscritos por ley, por ser partidos «internacionales», de acuerdo a una controvertida interpretación de un artículo constitucional.
Como su período debía culminar en 1936, Benavides convocó a elecciones en las que el candidato favorito era Luis Antonio Eguiguren; pero estas elecciones fueron anuladas por el Jurado Nacional de Elecciones, con el argumento de que los votos de los apristas favorecían a Eguiguren, y por tanto, eran ilegales por provenir de un partido proscrito. Consultado el Congreso, este decidió que Benavides extendiera su mandato por tres años más, hasta 1939, y por añadidura le cedió la facultad de legislar. Acto seguido, el Congreso se disolvió.
Bajo el lema de «orden, paz y progreso», Benavides gobernó apoyado por la alta finanza y las Fuerzas Armadas. Logró superar la crisis económica, mejoró notablemente el aspecto financiero, especialmente en lo relacionado con la banca y la captación de impuestos, aplicándose algunos proyectos que había dejado la misión Kemmerer en 1931. El país comenzó a entrar a un período de prosperidad debido a las exportaciones, especialmente agrícolas y mineras. Se realizaron grandes obras de modernización en la capital, la inauguración de las nuevas sedes de los tres poderes del Estado (Palacio de Gobierno, Congreso y Palacio de Justicia), así como obras de saneamiento en diversas ciudades. Se culminaron varias obras de irrigación iniciadas por Leguía, se construyeron barrios y comedores para los trabajadores y sus familias, se instituyó el Seguro Social Obligatorio para Obreros, se inició la construcción del Hospital Obrero (hoy Guillermo Almenara), entre otras obras de tipo social.
Sin embargo, en el último tramo del gobierno de Benavides se hizo notorio el hastío de la población. El 19 de febrero de 1939, aprovechando que Benavides se hallaba ausente de Lima, ocurrió la intentona golpista del general Antonio Rodríguez Ramírez, quien llegó a ocupar Palacio de Gobierno, pero finalmente sucumbió ametrallado por la guardia de asalto. Viendo pues, que su popularidad empezaba a menguar, Benavides decidió convocar a elecciones. Pero antes convocó a un plebiscito, que se realizó el 18 de junio de 1939, y por el cual se aprobaron importantes reformas constitucionales para robustecer el Poder Ejecutivo en desmedro del Legislativo.
Las elecciones generales se realizaron el 22 de octubre de 1939. El candidato del gobierno, el banquero Manuel Prado Ugarteche (hijo del presidente Mariano Ignacio Prado), ganó con facilidad a su contrincante, el abogado José Quesada Larrea. Se habló de fraude electoral..

### La Primavera Democrática y las democracias endebles (1939-1948)

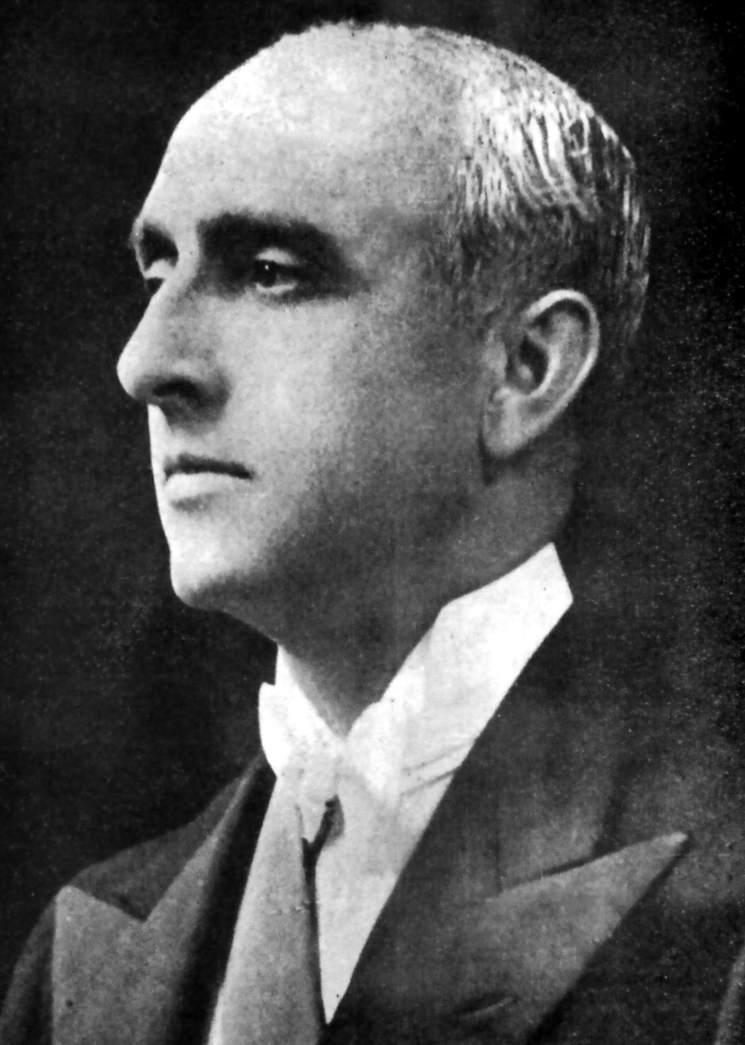
Manuel Prado Ugarteche, presidente constitucional del Perú en dos períodos: 1939-1945 y 1956-1962.

Manuel Prado asumió la presidencia el 8 de diciembre de 1939, iniciando lo que sería su primer gobierno (1939-1945). Su gobierno fue de una relativa democracia. Mantuvo proscrito al Partido Aprista y recibió el apoyo del Partido Comunista. Continuó en gran parte la obra realizada por el general Benavides, manteniendo fuertes vínculos con la oligarquía.
Este primer gobierno de Prado coincidió con el desarrollo de la Segunda Guerra Mundial en la cual el Perú se alineó decididamente con el bando aliado, siendo el primer país de Latinoamérica en romper relaciones con las potencias del Eje. Durante una reunión extraordinaria de cancilleres realizada en Río de Janeiro, a principios de 1942, fue la actitud peruana la que inclinó a los representantes de los demás países americanos a apoyar a Estados Unidos. De otro lado, la guerra mundial tuvo repercusiones en la economía peruana. Las importaciones bajaron notablemente pero los productos de exportación aumentaron. La escasez de productos de importación para el consumo nacional hizo surgir nuevas industrias que reemplazaron a los productos extranjeros con buen éxito.
Otro éxito internacional del gobierno de Prado fue la Guerra contra el Ecuador de 1941. En junio de ese año, el ejército ecuatoriano agredió la zona de Zarumilla, en la frontera norte peruana, lo que desató el conflicto armado. El Perú había formado una unidad de paracaidistas en la zona e hizo uso de ella en el primer combate en el Hemisferio Sur donde intervinieron tropas aerotransportadas, que produjo la toma de Puerto Bolívar el 31 de julio de 1941, mes cuando cesaron las operaciones militares. Del lado peruano se recuerda la inmolación del teniente CAP José Abelardo Quiñones en la misión aérea contra las baterías ecuatorianas en Quebrada Seca. El Ejército peruano ocupó parte de la provincia ecuatoriana de El Oro, junto al Océano Pacífico, así como de partes de la provincia de Loja y reafirmó su control sobre los territorios orientales amazónicos sobre los que el Ecuador reclamaba soberanía.

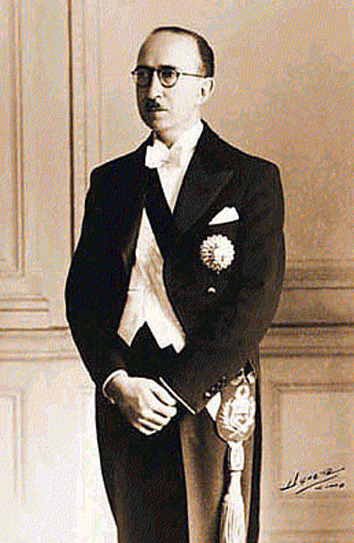
José Luis Bustamante y Rivero, presidente del Perú (1945-1948).

En Río de Janeiro (Brasil) se firmó el Protocolo de Paz, Amistad y Límites de Río de Janeiro, el 29 de enero de 1942, que zanjó la centenaria disputa limítrofe con dicha nación, aunque los problemas derivados por la demarcación fronteriza habrían de ocupar todavía el resto del siglo XX.
Para las elecciones de 1945 se conformó por Frente Democrático Nacional (FDN), conformado por diversos partidos y movimientos, siendo el más importante el Partido Aprista. Este Frente se logró gracias a un acuerdo entre el líder aprista, Haya de la Torre, y el mariscal Benavides, que aún conservaba ascendiente en el Ejército. El FDN lanzó la candidatura del jurista José Luis Bustamante y Rivero, que resultó triunfador, derrotando a la candidatura del general Eloy Ureta, el vencedor de la guerra con el Ecuador de 1941.
Bustamante asumió la presidencia el 28 de julio de 1945. Hecho notable de su gestión fue extender la soberanía peruana en una extensión de doscientas millas marinas, por Decreto Supremo expedido el 1 de agosto de 1947. En el aspecto económico se produjeron serias dificultades. La inflación creció y los salarios perdieron su poder adquisitivo. Frente al malestar social, manifestado en huelgas, Bustamante aplicó una política de asistencia social, de inspiración aprista. Otras medidas aplicadas, como el control de cambios y los controles de precios, no variaron la aguda situación. Por su parte, el sector exportador agro-minero reclamó la eliminación total del control de cambios y de la restricción de las importaciones, que les afectaba directamente a los bolsillos.
En el aspecto político, Bustamante perdió pronto el apoyo de los apristas, al negarse a ser un simple instrumento manipulable de estos. El asesinato de Francisco Graña Garland, director del diario La Prensa (de tendencia antiaprista), ocurrido el 7 de enero de 1947, fue atribuido al aprismo y marcó el inicio de la ruptura del gobierno con este partido. Los apristas pasaron a ejercer una desaforada oposición y los más exaltados de sus miembros planearon una revolución. Mientras que la oligarquía, que exigía mano dura contra los apristas, pasó también a conspirar, entendiéndose con los militares. El 3 de octubre de 1948, el sector extremista del aprismo fomentó la rebelión de la marinería en el Callao, que fue aplastada sangrientamente. Bustamante puso fuera de la ley al partido aprista, pero sus días en el poder ya estaban contados.
El 27 de octubre de 1948, el general Manuel A. Odría, a la cabeza de la guarnición de Arequipa, se levantó en contra del gobierno, proclamando una Revolución Restauradora. El triunfo del movimiento se decidió cuando la guarnición de Lima, al mando del general Zenón Noriega se sumó a Odría. Bustamante fue deportado hacia Buenos Aires.

### La Restauración oligárquica y el Ochenio de Odría (1948-1956)
El período conocido como el Ochenio de Odría, se divide en dos fases: la Junta Militar de Gobierno (1948-1950) y la Presidencia de la República (1950-1956). Algunos la definen como una “dictadura de derecha”; para otros fue solo un gobierno autoritario y popular. Retornaban así los militares al poder, tras ocho años de gobierno civil.
Depuesto el presidente Bustamante, los militares golpistas instauraron un Junta Militar, presidida por el general Manuel A. Odría, quien impuso un gobierno autoritario, enérgicamente antiaprista y anticomunista. Se suprimieron las garantías individuales, consagrada indefinidamente con una arbitraria Ley de Seguridad Interna, dirigida con especial dureza contra el APRA. Cerebro de la represión fue el director de gobierno, Alejandro Esparza Zañartu (luego ministro de Gobierno). Los líderes apristas fueron encarcelados o deportados. Haya de la Torre se asiló en la embajada de Colombia y el gobierno peruano exigió su entrega, lo que originó un incidente diplomático con dicho país, que fue elevado hasta el Corte Internacional de Justicia de La Haya. Finalmente, Haya de la Torre abandonó la embajada y salió rumbo al destierro en 1954.

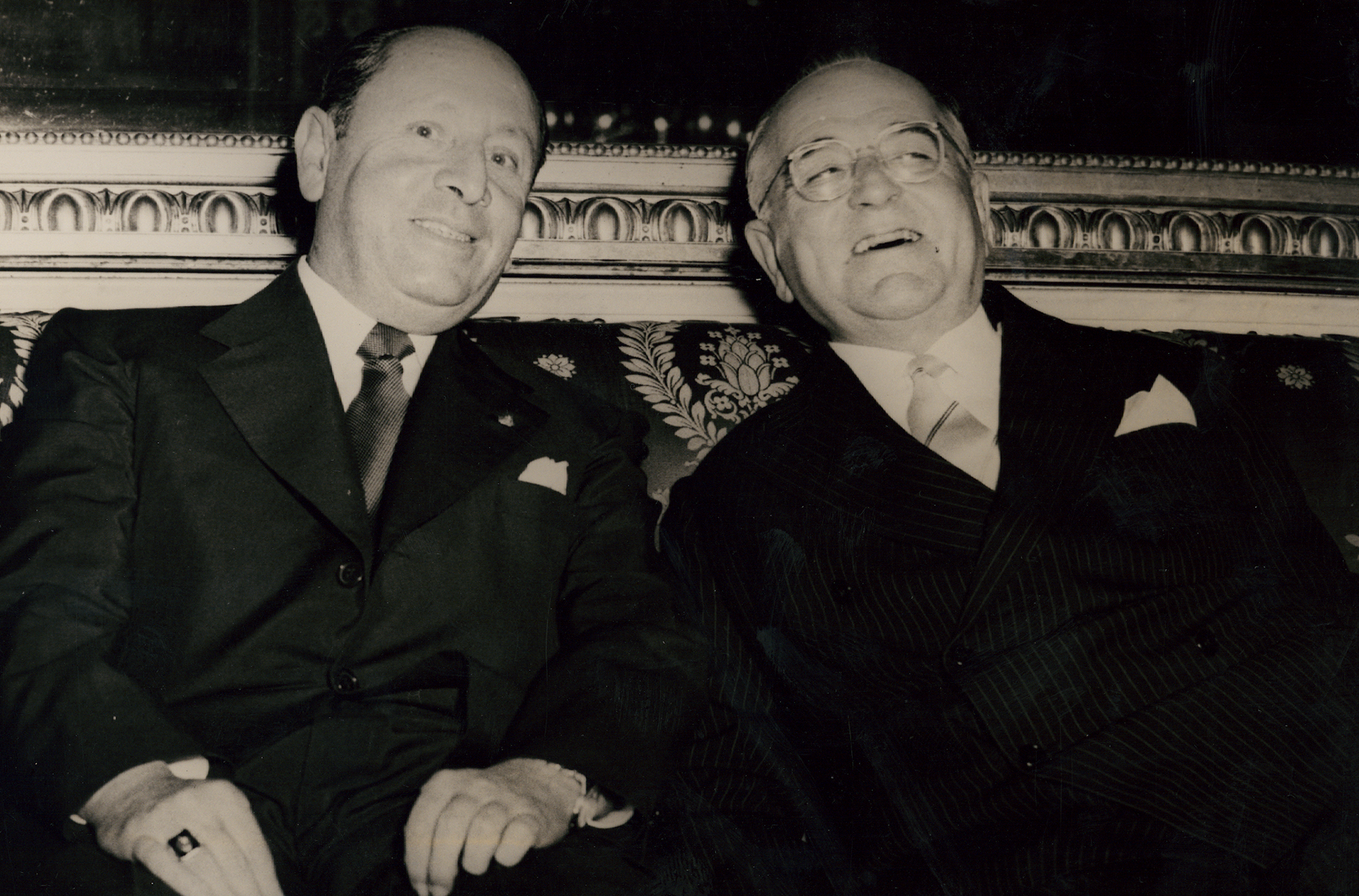
Manuel Odría junto con el presidente brasileño Getúlio Vargas en 1953.

La Junta Militar decidió convocar a elecciones presidenciales en 1950. Odría sería el candidato, pero existía un problema formal: de acuerdo a la Constitución, el ciudadano que aspirara a la presidencia no debía ejercer al mismo tiempo el poder, al que debía renunciar, mínimo, seis meses antes de las elecciones. Odría dio entonces su famosa “bajada al llano”: faltando apenas un mes para las elecciones dejó el poder al general Zenón Noriega (1 de junio de 1950). La oposición, reunida en una Liga Nacional Democrática, presentó a su vez la candidatura del general Ernesto Montagne Markholz, que fue apresado. En protesta, estalló la rebelión de Arequipa que fue reprimida sangrientamente por el gobierno. Odría venció así como único candidato en las elecciones generales del 2 de julio de 1950.
Odría juró como Presidente Constitucional el 28 de julio de 1950. De su gobierno merecen destacarse la gran obra educacional y de seguridad social, así como la relativa recuperación económica y financiera del país, favorecido en parte por una beneficiosa coyuntura internacional: la guerra de Corea, que trajo un aumento las exportaciones y el repunte de sus precios. El gobierno fue pródigo en grandes obras de infraestructura, que dieron empleo a miles de trabajadores. Las inversiones que en 1948 llegaban a 126 000 000 soles, pasaron de 1 000 000 000 en 1953. Fue así como se erigieron grandes unidades escolares, universidades nacionales, edificios públicos (como el del Ministerio de Educación), complejos de vivienda, hospitales (como el Hospital del Empleado, hoy Hospital Edgardo Rebagliati Martins; y el Hospital Militar Central), hoteles, puentes, estadios (como el Estadio Nacional de Lima), etc.

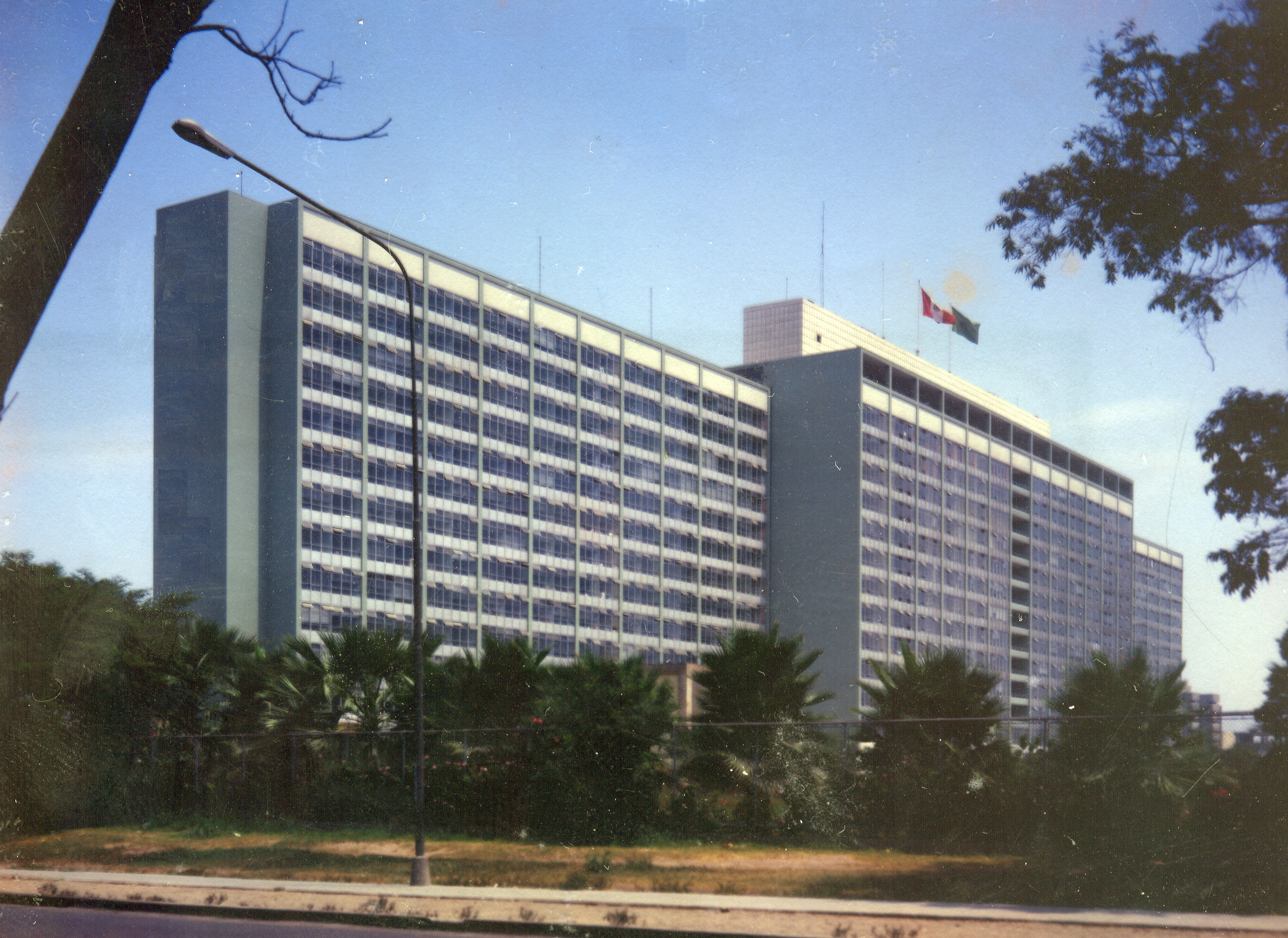
Hospital del Seguro Social del Empleado (actualmente el Hospital Edgardo Rebagliati Martins) en el año 1952. El Ochenio de Odría se caracterizó por la construcción de grandes obras públicas.

Hacia 1954, el gobierno de Odría ya daba señales de agotamiento. La oposición se organizó para promover el retorno a la democracia. Se formó una Coalición Nacional, que convocó a una reunión en el teatro de Arequipa, la misma que fue atacada por matones al servicio del gobierno. Ello provocó una masiva protesta de los arequipeños, similar a la de 1950. La ciudad se declaró en huelga general y pidió la destitución del ministro de Gobierno, Alejandro Esparza Zañartu. Estalló así la llamada Revolución de Arequipa de 1955. Odría se abstuvo de enviar a las fuerzas militares para reprimir la revuelta. A Esparza no le quedó sino renunciar y partir al exilio. Este episodio marcó el comienzo del fin del régimen odriísta.
Odría decidió convocar a elecciones generales en 1956, anunciando que él no participaría como candidato. Tampoco podían participar el aprismo y el comunismo. Se presentaron tres candidatos: Hernando de Lavalle, inicialmente apoyado por el gobierno y por el recientemente fundada Democracia Cristiana; el expresidente Manuel Prado Ugarteche, por el Movimiento Democrático Peruano (MDP); y el arquitecto Fernando Belaúnde Terry, lanzado por un improvisado Frente Nacional de Juventudes Democráticas, cuya inscripción fue impuesta al Jurado Nacional de Elecciones, tras una protesta memorable realizada en el centro de Lima, conocida como el “Manguerazo”.
El voto aprista, por ser de un partido de masas, era decisivo en estas elecciones. Prado tuvo la habilidad de ganarse el apoyo de los apristas, a quienes prometió levantarles la proscripción desde el primer día de subir al poder. El gobierno también optó por apoyar a Prado, con quien convino el llamado el Pacto de Monterrico, a cambio de una total impunidad en lo que respecta a los casos de corrupción del Ochenio.
Las elecciones se realizaron el 17 de junio de 1956, resultando triunfante Manuel Prado Ugarteche, con 568 134 votos (45,5 %).

### El reformismo civil moderado (1956-1968)

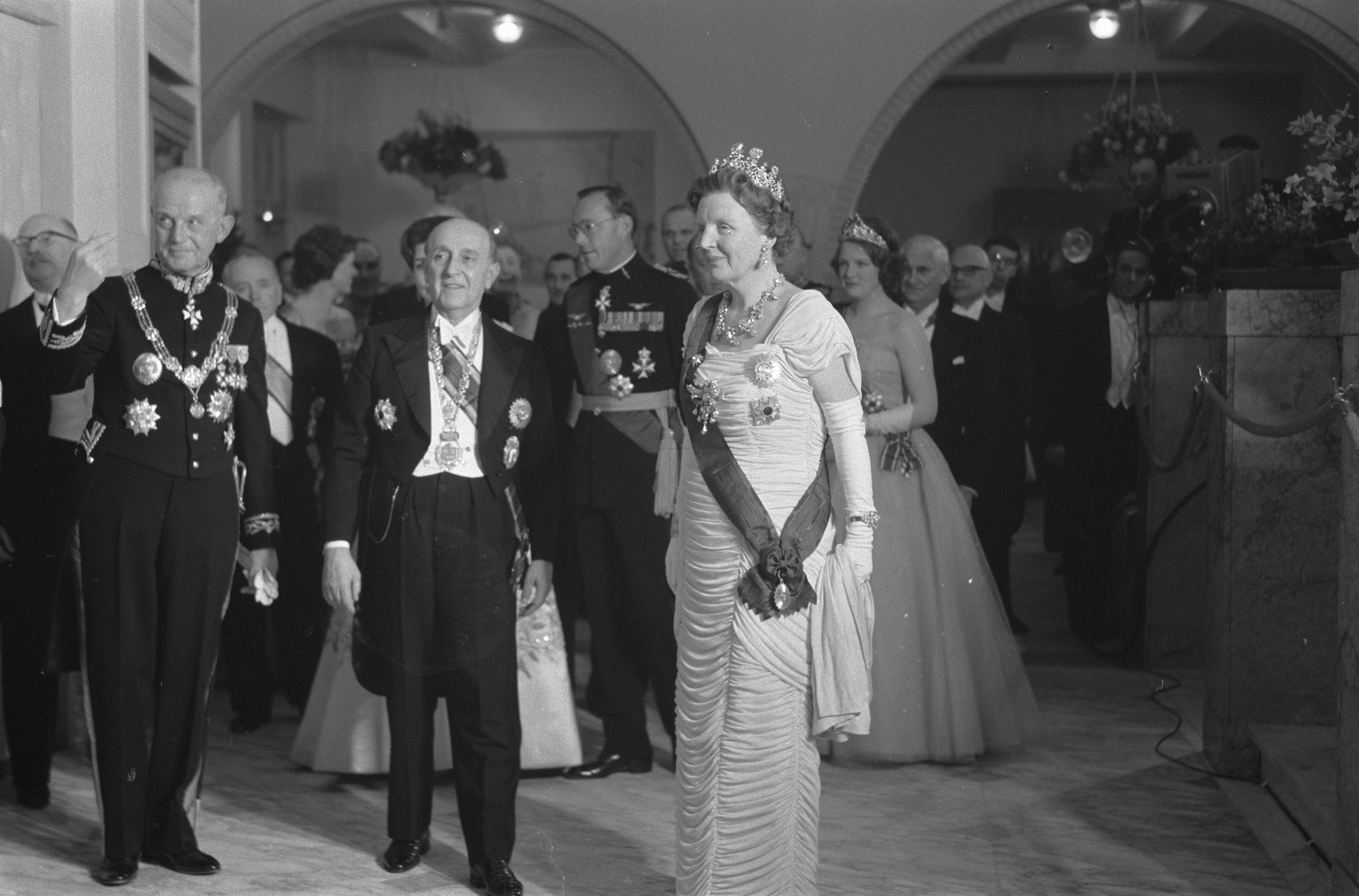
El presidente Manuel Prado Ugarteche junto a la reina Juliana en una visita de estado a Países Bajos, 1960.

Manuel Prado Ugarteche asumió el gobierno por segunda vez el 28 de julio de 1956, para cumplir un periodo de seis años. Cumpliendo la promesa hecha a los apristas, derogó la Ley de Seguridad Interior, comprendiendo en la amnistía subsiguiente a todos los presos políticos y a los que se hallaban exiliados. Por ello esta nueva gestión fue llamada el «período de la convivencia», ya que se produjo un entendimiento entre el pradismo y el aprismo.
Este segundo gobierno de Prado se desarrolló en un clima de agitación motivada principalmente por la crisis económica. Para enfrentarla nombró como ministro de Hacienda y presidente del Consejo de Ministros a Pedro G. Beltrán, el director del diario La Prensa, hasta entonces tenaz crítico del gobierno (1959). Beltrán equilibró las finanzas públicas y estabiliza la moneda peruana, no sin antes adoptar medidas antipopulares de corte liberal, como el alza de la gasolina, el recorte de los subsidios a los alimentos y el aumento de la carga tributaria.
Por esos años se desarrollaron mucho las migraciones de la sierra y se incrementaron las barriadas en torno a Lima, al punto de hablarse del “cinturón de miseria” que empezaba a rodear la capital. También por entonces empezó el despegue de la industria de la harina de pescado, hasta convertir al Perú en la primera potencia pesquera del planeta, mérito que se debió a un talentoso empresario peruano: Luis Banchero Rossi.
Al aproximarse el final del gobierno de Prado, el descontento popular era innegable. En medio de ese ambiente se convocaron las elecciones generales de 1962, siendo los principales candidatos los siguientes:
- Víctor Raúl Haya de la Torre, por el Partido Aprista.

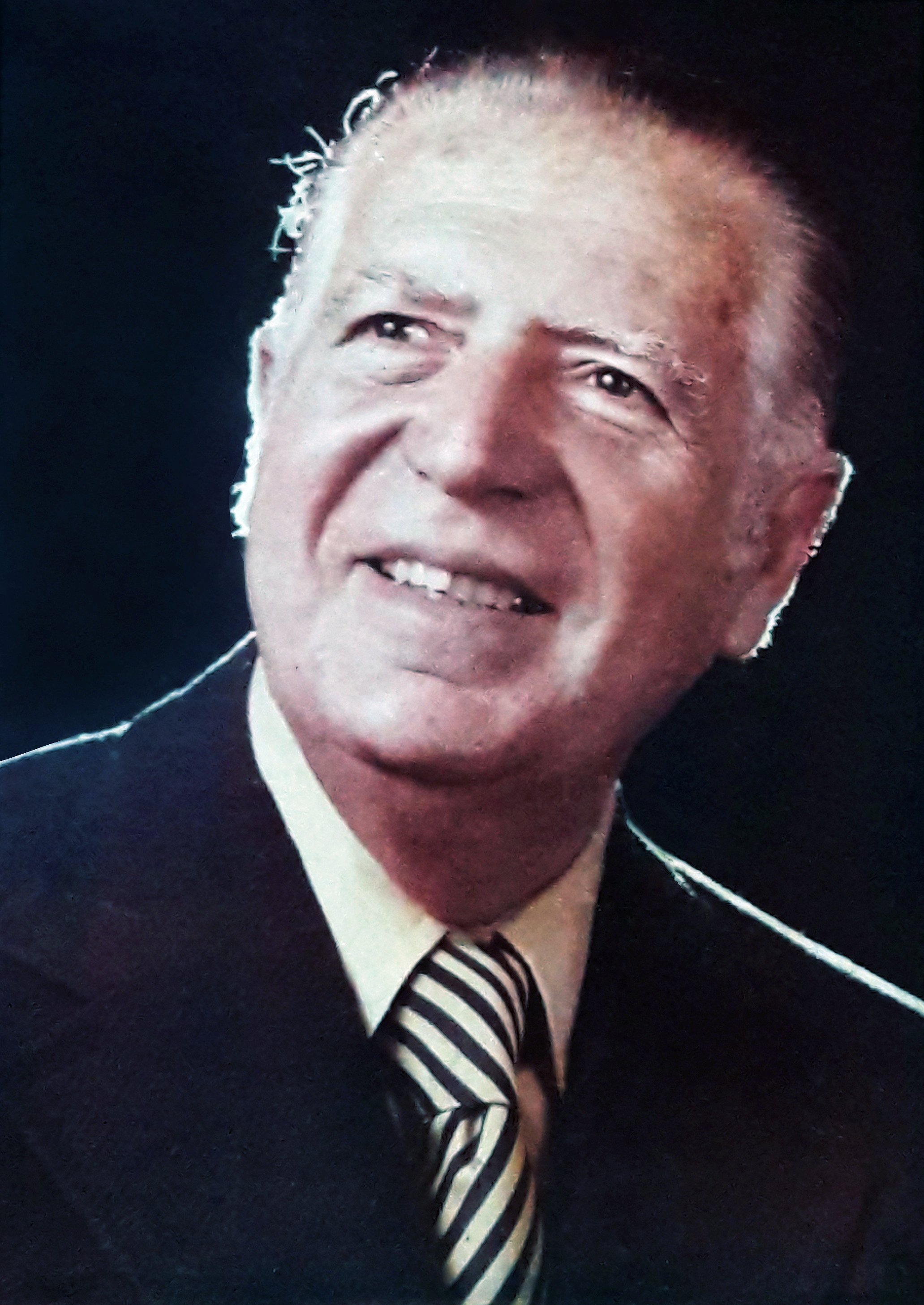
Fernando Belaúnde Terry, presidente del Perú (1963-1968 y 1980-1985).

- El arquitecto Fernando Belaúnde Terry, por el partido Acción Popular (AP).
- El general y expresidente Manuel A. Odría, por su partido Unión Nacional Odriista (UNO).

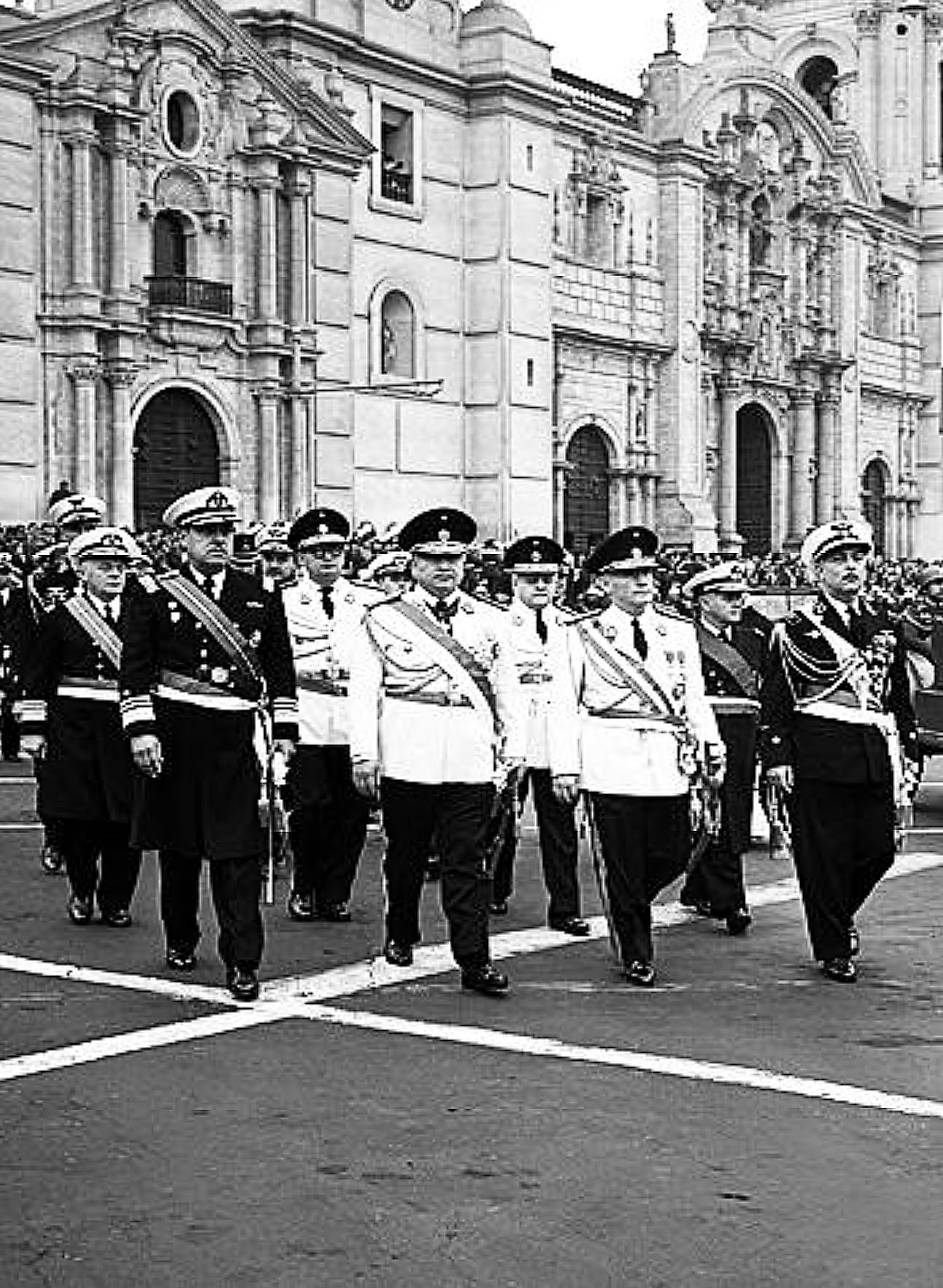
Junta Militar de Gobierno fue presidida por el general Ricardo Pérez Godoy y luego por el general Nicolás Lindley López, que anuló las elecciones y convocó a otras nuevas.

Las elecciones se realizaron el 10 de junio de 1962. Al finalizar el escrutinio ningún candidato había obtenido el tercio de votos que exigía la Constitución Política vigente, debiendo entonces el Congreso elegir entre los candidatos que más votación habían obtenido, que eran los tres arriba mencionados. La situación obligaba a un pacto entre por lo menos dos de estos tres principales contrincantes. Belaúnde no quiso transar con los apristas ni con los odriístas, por lo que dejó el campo abierto para que pactaran los dos enemigos acérrimos, Haya y Odría, acordándose que este último asumiría la presidencia de la república. Pero al haberse denunciado fraude electoral en algunos departamentos, el Comando Conjunto de las Fuerzas Armadas, exigió la anulación de las elecciones. Al recibir una respuesta negativa de parte del Jurado Nacional de Elecciones, los militares depusieron al presidente Prado en la madrugada del 18 de julio de 1962, cuando faltaban solo once días para finalizar su periodo presidencial.
Se conformó una Junta Militar de Gobierno, presidida por el general Ricardo Pérez Godoy y luego por el general Nicolás Lindley López, que anuló las elecciones y convocó a otras nuevas. Esta Junta tuvo un carácter reformista, al punto que esbozó una reforma agraria y creó instituciones destinadas a la planificación estatal y a la promoción cultural. Estas medidas tenían como objetivo realizar una serie de reformas ante el temor de que el descontento social pudiera ser canalizado por sectores radicales de izquierda.
Las nuevas elecciones se realizaron el 9 de junio de 1963, con la participación de los tres candidatos importantes de la anteriores elecciones, es decir Haya de la Torre, Belaúnde y Odría. Pero esta vez funcionó en contra de Haya de la Torre la teoría del «voto perdido»: para muchos era muy probable que si ganaba nuevamente el APRA los militares insistirían en no reconocer el resultado, por lo que apostaron por Belaúnde, que resultó así triunfador.
El arquitecto Fernando Belaúnde Terry resultó así elegido presidente constitucional para el período 1963-1969. Su obra estuvo orientada mayormente a las grandes obras públicas, preferentemente en el interior del país: construcción de carreteras (principalmente la Marginal de la Selva), aeropuertos, conjuntos habitacionales, reservorios, etc. Asimismo, restituyó el origen democrático de las autoridades municipales e intentó llevar a cabo una serie de reformas (incluida una reforma agraria integral). Sin embargo, su labor fue obstaculizada constantemente en el parlamento por la oposición de los odriístas y apristas, que se aliaron formando la llamada COALICIÓN, que puso en minoría parlamentaria a los representantes gobiernistas de Acción Popular y la Democracia Cristiana, que formaron la llamada ALIANZA. En el interior del país se sucedieron los conflictos sociales y la acción de guerrillas de inspiración comunista.
En cuanto a política económica, Belaúnde no pudo controlar la inflación y la moneda nacional sufrió una drástica devaluación el 1 de septiembre de 1967, lo que, lógicamente, ocasionó un tremendo malestar social. Asimismo se elevó la deuda externa. Se acrecentaron las migraciones internas, del campo a la ciudad, especialmente en Lima, donde surgieron numerosos barrios marginales, que se denominaron después «pueblos jóvenes», que agudizaron el problema de la vivienda y aumentaron el índice de desocupación.
Durante este gobierno se da, en 1964, el genocidio matsé que fue la masacre sistemática, patrocinada por el estado peruano, contra los civiles de tribus amazónicas matsés a orillas del río Yavarí dentro del departamento de Loreto cerca de la frontera con Brasil.
Belaúnde encaró la resolución del viejo problema de La Brea y Pariñas. Este era el nombre de unos yacimientos petrolíferos situados en el norte y explotados entonces por una compañía estadounidense, la International Petroleum Company (IPC). Durante décadas esta compañía y su antecesora británica se habían negado a pagar al Estado el monto real de los impuestos por explotación, usando a su favor un error inicial de parte del Estado en la medición de las pertenencias que explotaban. Este viejo litigio finalizó el 13 de agosto de 1968 con la suscripción del Acta de Talara, por la cual los yacimientos de La Brea y Pariñas se retornaban al Estado peruano, mientras que la IPC conservaba solo la vieja refinería de Talara. Sin embargo, estalló un escándalo en torno a la desaparición de una página del contrato de precios de petróleo crudo entre la Empresa Petrolera Fiscal (entidad estatal) y la IPC (10 de septiembre de 1968), lo que levantó la suspicacia, atizada por los medios periodísticos. Esa fue la famosa «Página Once», que sirvió de pretexto para que un grupo de oficiales del ejército, encabezados por el general Juan Velasco Alvarado, dieran un golpe de Estado menos de un mes después, acusando al gobierno de «entreguismo».

### El reformismo militar radical y el cuarto militarismo (1968-1980)

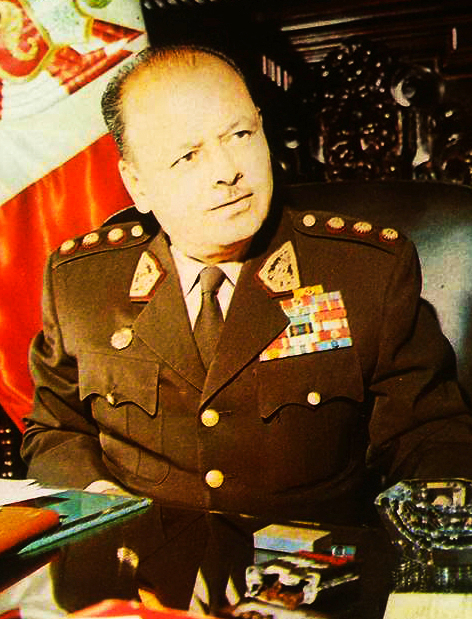
Juan Velasco Alvarado, dirigió y ejecutó el golpe de Estado del 3 de octubre de 1968 que derrocó a Fernando Belaúnde y le permitió ejercer el poder absoluto hasta 1975 durante el llamado Gobierno Revolucionario de la Fuerza Armada.

El autodenominado Gobierno Revolucionario de las Fuerzas Armadas se instaló el 3 de octubre de 1968, tras el Golpe de Estado de 1968 contra el presidente Belaúnde, quien fue sacado a la fuerza del Palacio de Gobierno y desterrado a Argentina. Se dividió en dos fases: la primera, encabezada por el general Juan Velasco Alvarado (1968-1975) y la segunda, por el general Francisco Morales Bermúdez (1975-1980).
El gobierno de Juan Velasco Alvarado se definió como nacionalista, antiimperialista (especialmente antiestadounidense) y antioligarca, claramente orientado hacia la izquierda, lo que lo diferenciaba del resto de las dictaduras latinoamericanas. Su plan de gobierno lo expuso en el llamado Plan Inca. Su primera acción fue ordenar la toma de las instalaciones de la IPC en Talara, la misma que realizaron las fuerzas de la Primera Región Militar con sede en Piura, al mando del general Fermín Málaga. Este hecho tuvo un impacto favorable en el país y ayudó al gobierno a consolidarse en el poder. Emprendió luego una ambiciosa reforma agraria, una masiva nacionalización de bancos y empresas y tomó medidas para fomentar una gran industria estatal. De otro lado, controló la radio y la televisión y confiscó la prensa escrita. Pero los problemas del reformismo militar evidenciaron pronto ineficiencia, endeudaron al Estado y lo lanzaron a una aguda crisis económica.

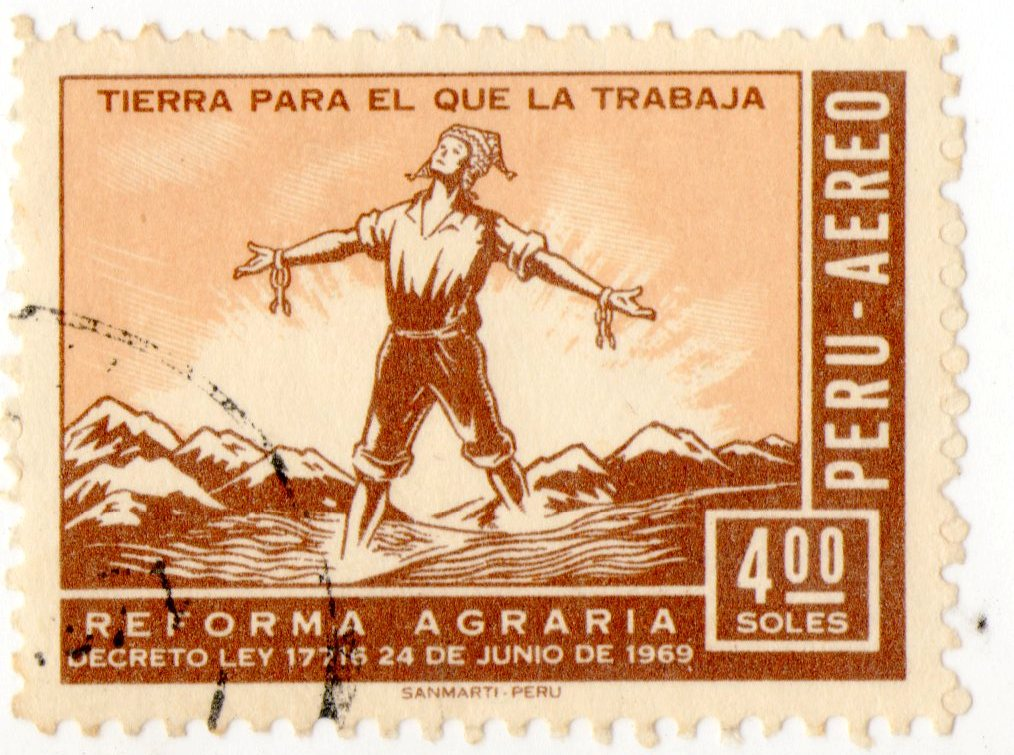
Sello postal de la reforma agraria promovida por el gobierno de Velasco.

En efecto, las grandes reformas emprendidas con el propósito de cambiar la fisonomía del país agravaron la situación económica, debido a sus costos enormes. Se multiplicaron las empresas estatales, con un número crecido de empleados, que por corrupción o ineficiencia, produjeron enormes pérdidas. Pero fue el atropello a la libertad de prensa lo que originó que por primera vez surgieran en las calles de Lima manifestaciones populares contra la dictadura. Los días 28 a 30 de julio de 1974 la juventud del distrito de Miraflores se apoderó de las calles y plazas, alzando su voz de protesta. Más de 400 manifestantes fueron detenidos. En febrero de 1975 se inició en Lima una huelga de policías, quienes se quejaban de maltratos y exigían aumento de sus sueldos. Los policías se acuartelaron pacíficamente en Radio Patrulla, en la avenida 28 de julio del centro de Lima. En la medianoche del 4 al 5 de febrero, fueron despiadadamente atacados por la tropa y las unidades blindadas del ejército. Muchos policías huyeron; otros se rindieron. Se produjo también un número indeterminado de muertos y heridos. En la mañana del 5 de febrero estalló la más grave protesta popular, el llamado Limazo. Grupos de revoltosos recorrieron la ciudad e incendiaron el Casino Militar de la Plaza San Martín, el local del diario Correo y las oficinas de SINAMOS (entidad estatal que oficiaba como base política del régimen). El ejército salió a la calle, y en el transcurso de la tarde y la noche de ese mismo día, restableció el orden e hizo un número indeterminado de víctimas. El gobierno suspendió las garantías constitucionales e impuso el toque de queda. El saldo oficial fue de 86 muertos, 155 heridos, 1012 detenidos y 53 policías enjuiciados. Velasco acusó a la CIA y al Partido Aprista de alentar los disturbios. Pero su régimen ya estaba herido de muerte.
El 29 de agosto de 1975, el general Francisco Morales Bermúdez, entonces Presidente del Consejo de Ministros, lideró un golpe de Estado incruento desde la ciudad de Tacna y derrocó a Velasco, acción conocida como el Tacnazo. Morales Bermúdez lanzó un manifiesto al país, el cual estaba respaldado por las Fuerzas Armadas y Policiales, y donde explicaba que su propósito era «eliminar los personalismos y las desviaciones» que el proceso revolucionario venía sufriendo. Velasco, que desde hacía meses se hallaba enfermo, y se le había incluso amputado una pierna, abandonó pacíficamente Palacio de Gobierno y se retiró a su residencia de Chaclacayo. No volvió a intervenir en política y falleció en 1977.
Morales Bermúdez enfrentó el descontento y presión popular para retornar a la democracia. En el plano económico continuó la crisis financiera, caracterizada por las continuas devaluaciones de la moneda. El 19 de julio de 1977, se realizó un paro nacional impulsado por la CGTP, central sindical de tendencia comunista, que reclamaba un aumento general de sueldos y salarios de acuerdo con el alza del costo de vida. Este paro tuvo un masivo apoyo de parte de la ciudadanía. Lima quedó paralizada durante 24 horas de un modo nunca antes visto. Luego vinieron diversas movilizaciones nacionales. Morales Bermúdez convocó entonces a una Asamblea Constituyente, como un primer paso para el retorno a la legalidad. Dicha Asamblea se instaló el 28 de julio de 1978 y fue presidida por el líder aprista Víctor Raúl Haya de la Torre. Tras un año de debates se promulgó una nueva Constitución en 1979, bajo cuya regencia se convocó a las elecciones democráticas de 1980, en las cuales triunfó el líder de Acción Popular y expresidente Fernando Belaúnde Terry, que volvió así nuevamente al poder, retornando la democracia. El gobierno militar había durado 12 años en total.

### Retorno a la democracia y época del terrorismo (1980-1990)

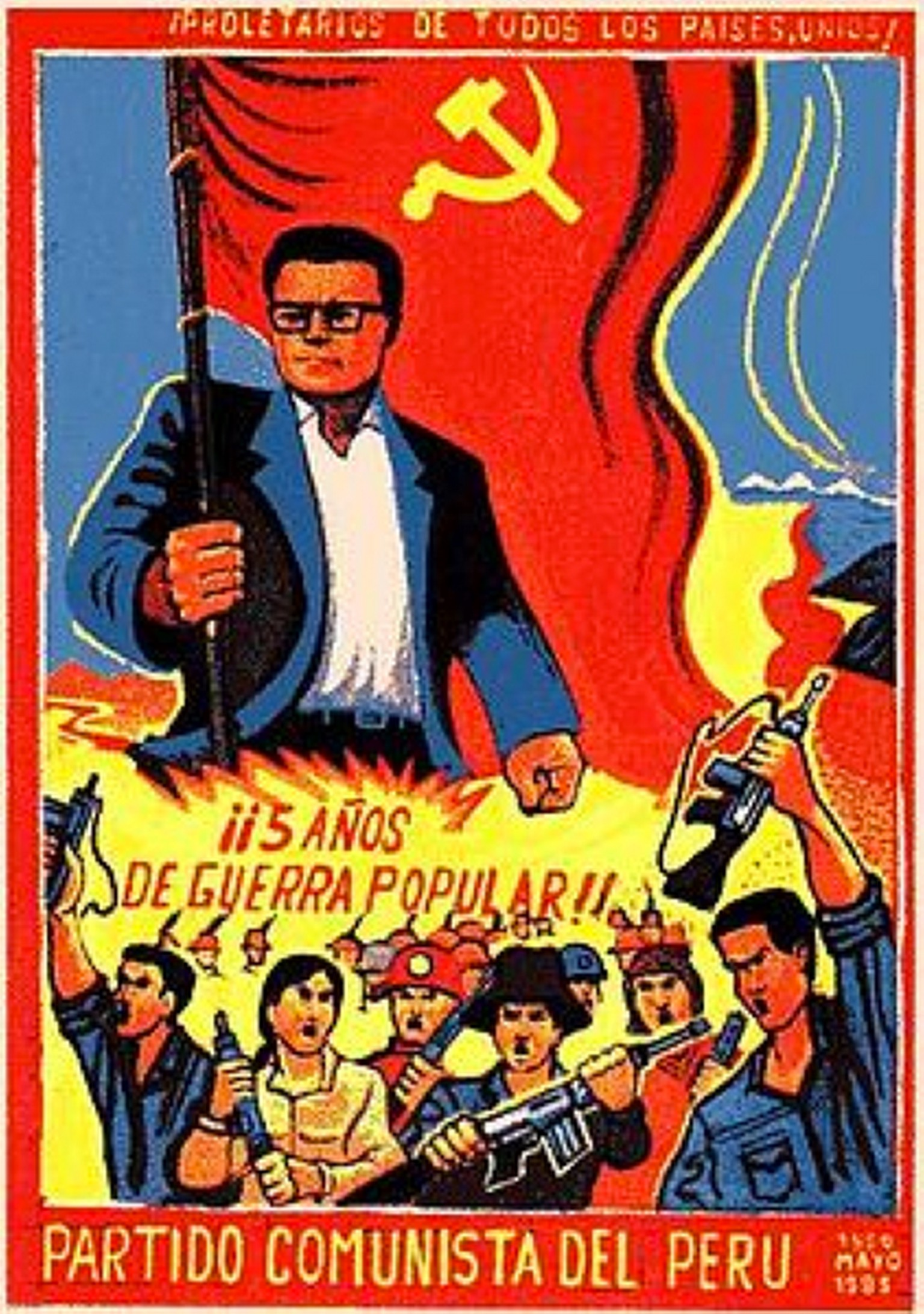
Cartel de Abimael Guzmán durante la época del terrorismo.

Durante la década de 1980, el Perú enfrentó una fuerte crisis económica y social, debido al descontrol del gasto fiscal, una considerable deuda externa y la creciente inflación junto con el conflicto armado interno, acentuada por la aparición de los grupos terroristas de inspiración comunista que pretendían instaurar un nuevo Estado mediante la lucha armada, como Sendero Luminoso primero y el MRTA después.
Inaugurado el segundo gobierno de Fernando Belaúnde Terry (1980-1985), de inmediato se restituyeron a sus propietarios los medios de comunicación expropiados por la dictadura militar. Se convocaron también a elecciones municipales, restaurándose así el origen democrático de los gobiernos locales. En el aspecto internacional, enfrentó con el Ecuador el llamado conflicto del Falso Paquisha y apoyó a la Argentina durante la guerra de las Malvinas. Pero en el aspecto interno, tuvo que enfrentar los efectos desastrosos del Fenómeno del Niño, el surgimiento del accionar de los ya mencionados grupos terroristas de Sendero Luminoso y el MRTA, y el agravamiento de la crisis económica que ocasionó una oleada de huelgas y paros laborales, que se prolongaría durante toda la década. Pese a tener mayoría parlamentaria (a diferencia de su primer mandato), este segundo gobierno belaundista no colmó las expectativas de la ciudadanía. No obstante, Belaúnde llevó adelante una política de obras públicas, especialmente en lo referente a la educación, vivienda y carreteras.
El desgaste sufrido por la derecha peruana durante los primeros años de la década aseguraron el triunfo del Partido Aprista en elecciones generales de 1985, cuyo líder, el diputado Alan García Pérez, se convirtió así en el primer presidente aprista de la historia (1985-1990), contando con un masivo apoyo popular en los inicios de su gobierno. Sin embargo, tampoco pudo acabar con los problemas económicos del país: la crisis económica alcanzó su peor nivel, con una hiperinflación galopante (producto de la emisión masiva de moneda sin respaldo) y escasez de alimentos, en medio del aumento de la actividad terrorista.
Muy dado a las poses grandilocuentes y al discurso efectista, García rompió con los organismos internacionales de crédito y emprendió una fallida estatización de la banca. Esta última acción generó la protesta de la sociedad civil liderada por el escritor Mario Vargas Llosa, quien, al frente del llamado Movimiento Libertad (neoliberal y pro empresa), encabezó una coalición de fuerzas de centro derecha, denominada Frente Democrático (Fredemo), con miras a las elecciones generales de 1990. El discurso de Vargas Llosa propició que el pensamiento liberal, hasta entonces excluido del debate político (dominado por la derecha conservadora y la izquierda radical), fuera ganando terreno, especialmente entre la clase media.
Para 1990, la situación del Perú era la de un país en quiebra económica, ignorado por los inversionistas y con un nivel de inflación jamás antes vivido por la población; y con un Estado ineficiente que no podía responder a los problemas del país. Los principales candidatos presidenciales en ese año fueron el escritor Mario Vargas Llosa, por el Fredemo, y Luis Alva Castro, candidato oficialista del Partido Aprista y exministro de economía. Sin embargo, faltando pocas semanas para las elecciones, surgió una figura hasta entonces desconocido en política, el ingeniero agrónomo y exrector de la Universidad Nacional Agraria, Alberto Fujimori, que encabezaba un improvisado partido llamado Cambio 90. En las elecciones del 8 de abril de 1990 Fujimori quedó en segundo lugar detrás de Vargas Llosa, forzando así a una segunda vuelta electoral. Esta se realizó el 10 de junio de 1990 y su resultado fue el triunfo de Fujimori con un 62 % de los votos, frente al 38 % que obtuvo Vargas Llosa.

### El Fujimorato (1990-2000)

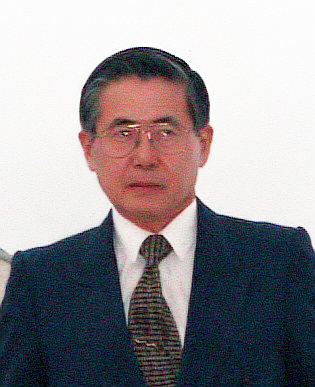
Alberto Fujimori, presidente del Perú (1990-2000).

El gobierno de Fujimori inició el 28 de julio de 1990, en medio de la expectativa general. Para enfrentar la crisis económica y la hiperinflación, Fujimori aplicó el llamado fujishock, siguiendo las directivas del Fondo Monetario Internacional. En el aspecto político, desarrolló un discurso contra los partidos políticos llamados «tradicionales», a los que culpó de la calamitosa situación del país. Utilizando aquello como pretexto y en medio de denuncias de corrupción contra miembros de los parientes presidenciales, el 5 de abril de 1992, encabezó un golpe de Estado denominado el autogolpe de 1992 con apoyo de las Fuerzas Armadas, mediante el cual disolvió ambas cámaras del Congreso e intervino al Poder Judicial. Luego de ello convocó a un Congreso constituyente, que promulgó la Constitución de 1993, la misma que está actualmente vigente.
En su gobierno se realiza la captura del líder senderista Abimael Guzmán, ocurrida el 12 de septiembre de 1992, resultado de una excelente labor de seguimiento realizada por la DINCOTE (Dirección Nacional contra el Terrorismo). Además, Fujimori aplicó reformas liberales en la economía que plantaron los cimientos necesarios para la recuperación de la maltrecha economía peruana y su ulterior despegue. Los años noventa significaron así la definitiva cancelación del modelo económico dirigido por el Estado que regía el Perú desde la época del reformismo militar de los años 70. Fue entonces cuando se redujo el tamaño del Estado, se abrió la economía al mercado internacional, y se privatizaron una serie de empresas estatales, muchas de las cuales habían sido utilizadas como botines políticos por los partidos políticos en el poder.
Gozando de popularidad por su victoria sobre el terrorismo y sus aciertos en el plano económico, Fujimori fue reelegido presidente en 1995, derrotando en las elecciones generales de 1995 a la candidatura del embajador Javier Pérez de Cuéllar, sin necesidad de ir a segunda vuelta. En este segundo gobierno, logró terminar la delimitación de la frontera norte con la República del Ecuador, después del conflicto del Cenepa, según el Protocolo de Río de Janeiro de 1942 y la Declaración de Paz de Itamaraty de 1995. De otro lado, enfrentó la crisis de los rehenes de la residencia del embajador japonés, tomada por un comando del MRTA, crisis que fue superada en abril de 1997, cuando en una acción militar sorpresiva, fueron liberados 71 de los 72 rehenes que todavía se mantenían cautivos.
Sin embargo, el autoritarismo y la red de corrupción que tejió su principal asesor, Vladimiro Montesinos, jefe de facto del Servicio de Inteligencia Nacional (SIN), acabaron por socavar el régimen. Ya desde 1996, Fujimori inició maniobras para legalizar su poder y postular por tercera vez consecutiva como candidato a la presidencia en el año 2000, pese a que la Constitución de 1993 permitía solamente una segunda reelección consecutiva. Para hacer viable tal proyecto, se dio la ley denominada de Interpretación Auténtica de la Constitución, por la cual no se tomaba en cuenta su primera elección de 1990, sino solo la del 1995, aduciendo que la norma constitucional se aplicaba a partir de 1993.

## República (sigloXXI)

### La república empresarial y transición a la democracia (2000-2016)

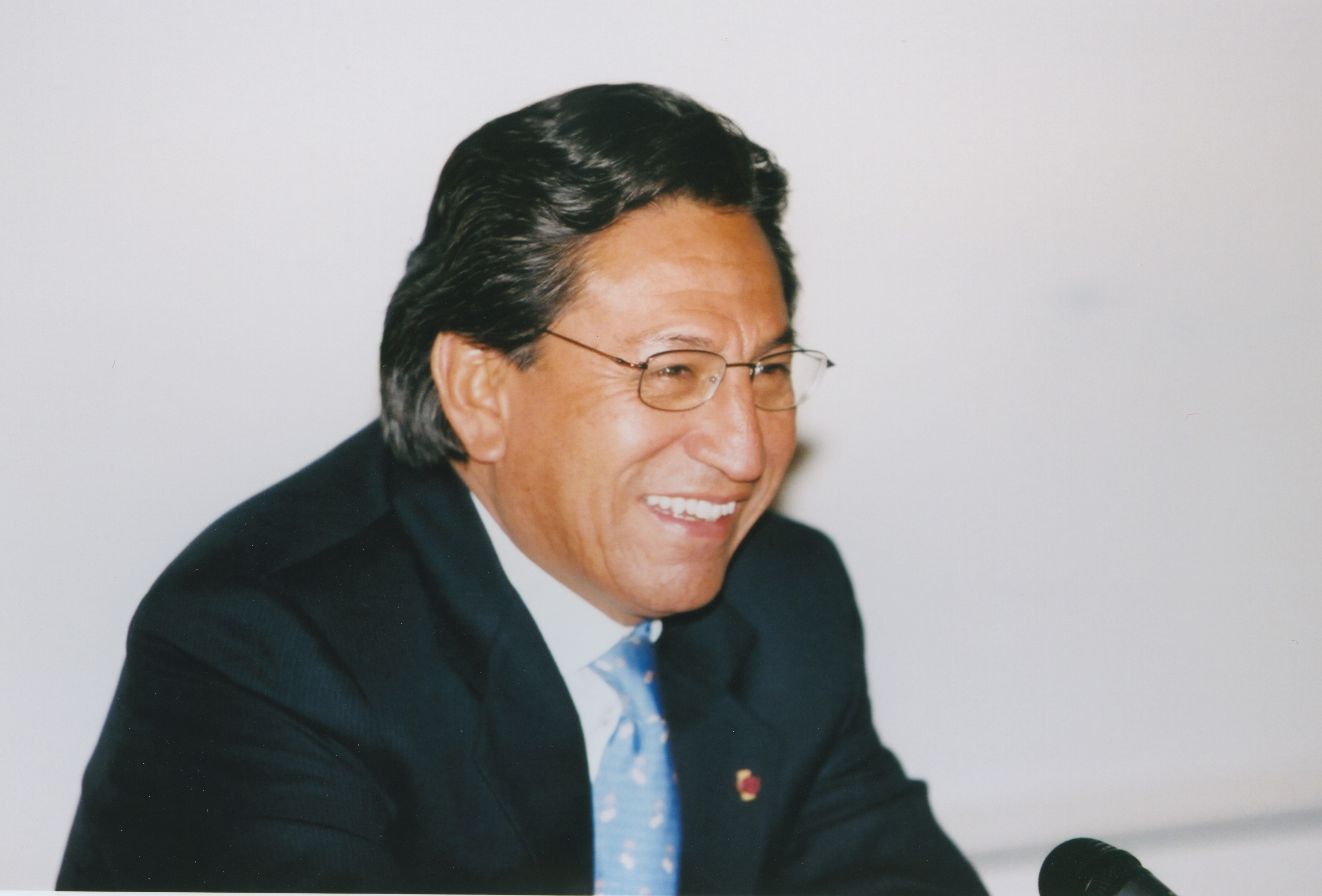
Alejandro Toledo, presidente del Perú (2001-2006).

En las elecciones generales de 2000, Fujimori se presentó por tercera vez consecutiva como candidato presidencial, con la ventaja que le reportaba ejercer la presidencia, en desmedro de los demás candidatos. En la primera vuelta realizada el 9 de abril, Fujimori obtuvo el 49,8 % de los votos frente al 40,3 % alcanzado por el economista Alejandro Toledo (con estudios y carrera labrados en los Estados Unidos), por el partido Perú Posible. Para la mayoría, estas elecciones estaban manipuladas desde Palacio de Gobierno, y por ello, Toledo decidió no ir a la segunda vuelta (aunque sin presentar nunca su renuncia oficial ante el Jurado Nacional de Elecciones), llamando a la población a votar en blanco. El 28 de mayo, Fujimori se presentó en solitario en la segunda vuelta, y antes de ser proclamado por el JNE, fue reconocido por los comandantes generales de las Fuerzas Armadas y el director general de la Policía, lo cual constituía una irregularidad. De ese modo, tras unas cuestionadas elecciones, Fujimori logró un tercer mandato. La oposición, conformada por los diversos partidos políticos y organizaciones civiles de diversa índole, intentó evitar la juramentación de Fujimori el día 28 de julio de 2000, pero no logró su objetivo. Durante la protesta, ocurrió el incendio de una sede del Banco de la Nación en Lima, en el cual murieron seis empleados, hecho que se atribuyó a elementos contratados por el gobierno para culpar a los manifestantes.
Seis semanas después, el 14 de septiembre, Canal N difundió un video donde se mostraba a Montesinos entregando dinero al congresista de la oposición Alberto Kouri, para que se pasara a las filas del fujimorismo. Se supo también de la existencia de más videos de otros congresistas de oposición y empresarios sobornados para que favorecieran al Gobierno. Este destape precipitó la caída del régimen. El asesor Montesinos huyó del país, yendo a Panamá y finalmente a Venezuela, donde posteriormente sería capturado y traído al Perú, hallándose desde entonces en prisión. Por su parte, Fujimori abandonó el país solicitando permiso para asistir a la cumbre de la APEC en Brunéi, pero luego se dirigió al Japón, país del cual era ciudadano y desde el cual renunció por fax, refugiándose allí. El Congreso no aceptó la renuncia y lo destituyó, inhabilitándolo para ejercer todo cargo político, por diez años. El entonces Presidente del Congreso, Valentín Paniagua, fue investido como nuevo Presidente de la República ante la renuncia de los dos vicepresidentes, el 22 de noviembre de 2000, iniciándose así un periodo de transición.
El gobierno de transición (que contó con la colaboración del ilustre embajador Javier Pérez de Cuéllar, como primer ministro), se orientó a la organización de nuevas elecciones y a una profunda campaña de moralización del aparato público y las fuerzas militares que habían caído bajo la influencia del sistema. Paniagua firmó contratos de explotación de los yacimientos de gas de Camisea, y convocó a una polémica Comisión de la Verdad para investigar la lucha contra el terrorismo de los últimos años.
Para las elecciones generales de 2001, los principales candidatos fueron: el economista Alejandro Toledo, nuevamente por el partido Perú Posible; el expresidente Alan García, que retornó de su exilio y encabezó el Partido Aprista, al que revitalizó; y Lourdes Flores, por Unidad Nacional. En la primera vuelta realizada el 8 de abril de 2001, encabezó Toledo la preferencia de la ciudadanía con 36,51 % de los votos, quedando en un sorprende segundo lugar García, con 25,7 % de los sufragios. En la segunda vuelta triunfó Toledo con el 53,08 % de los votos, mientras que García obtuvo 46,92 %.
El 28 de julio de 2001 juró Toledo como Presidente de la República, para el periodo 2001-2006. La paradoja de su gobierno fue que gozó de baja popularidad, envuelto en acusaciones de corrupción de la más variada índole, mientras la economía peruana logró superar la recesión y tuvo un gran crecimiento especialmente en la capital, la sierra central y la costa norte. En este período se inició la negociación de un Tratado de Libre Comercio con los Estados Unidos el cual en su momento no fue visto con buenos ojos por los campesinos del país porque temían que tuviera un efecto negativo sobre sus economías. A los logros macroeconómicos de Toledo, habría que agregar a su favor el respeto al orden constitucional y a todas las libertades, principalmente la de prensa. De otro lado, durante su periodo se produjo la llegada a Chile de Alberto Fujimori, procedente del Japón. Se iniciaron los trámites de extradición del expresidente, sobre quien pesaban gravísimas acusaciones de violación a los derechos humanos. Dicha extradición finalmente se concretaría en 2007.
La protesta social más grave fue el llamado Arequipazo, ocurrido en la ciudad de Arequipa en junio de 2002, que provocó la caída del primer gabinete ministerial de Toledo. También ocurrió una revuelta en Ilave (Puno), donde una turba enfurecida linchó a su alcalde, en abril de 2004; y el llamado Andahuaylazo, que fue una asonada de etnocaceristas dirigida por el mayor del Ejército Peruano Antauro Humala (presuntamente por órdenes de su hermano Ollanta Humala), quien capturó la comisaría de Andahuaylas (Apurímac) y provocó la muerte de cuatro policías, en los primeros días del año 2005.
En las elecciones generales de 2006, los principales candidatos a la presidencia de la República fueron el oficial del Ejército del Perú en situación de retiro Ollanta Humala Tasso, por Unión por el Perú; el expresidente Alan García, por el Partido Aprista; y Lourdes Flores, por Unidad Nacional. El más novel de estos candidatos, Humala, se había hecho conocido por una asonada que encabezó en las postrimerías del gobierno de Fujimori, el llamado levantamiento de Locumba. En la primera vuelta realizada el 9 de abril de 2006, Humala quedó arriba, con el 30,62 % de las preferencias, y García quedó en segundo lugar, con el 24,33 %, superando de manera ajustada a Lourdes Flores, considerada como la candidata de la derecha. La campaña por la segunda vuelta entre Humala y García planteó un dilema a miles de peruanos. A García, pese a un discurso y perfil más moderado, se le recordaba su desastrosa gestión presidencial de 1985-1990; y a Humala, con su mensaje radical orientado hacia la izquierda, se le identificaba con el autoritarismo al estilo del presidente venezolano Hugo Chávez, quien incluso intervino groseramente a su favor, algo inédito en el marco de las relaciones internacionales. Para diversos analistas, esta intromisión del chavismo favoreció a la candidatura de García. La segunda vuelta, realizada el 4 de junio de 2006, en medio de un ambiente de incertidumbre por el futuro de la democracia, dio por triunfador a García, con el 52.6 % de los votos, mientras que Humala quedó con 47.3 % de los mismos.

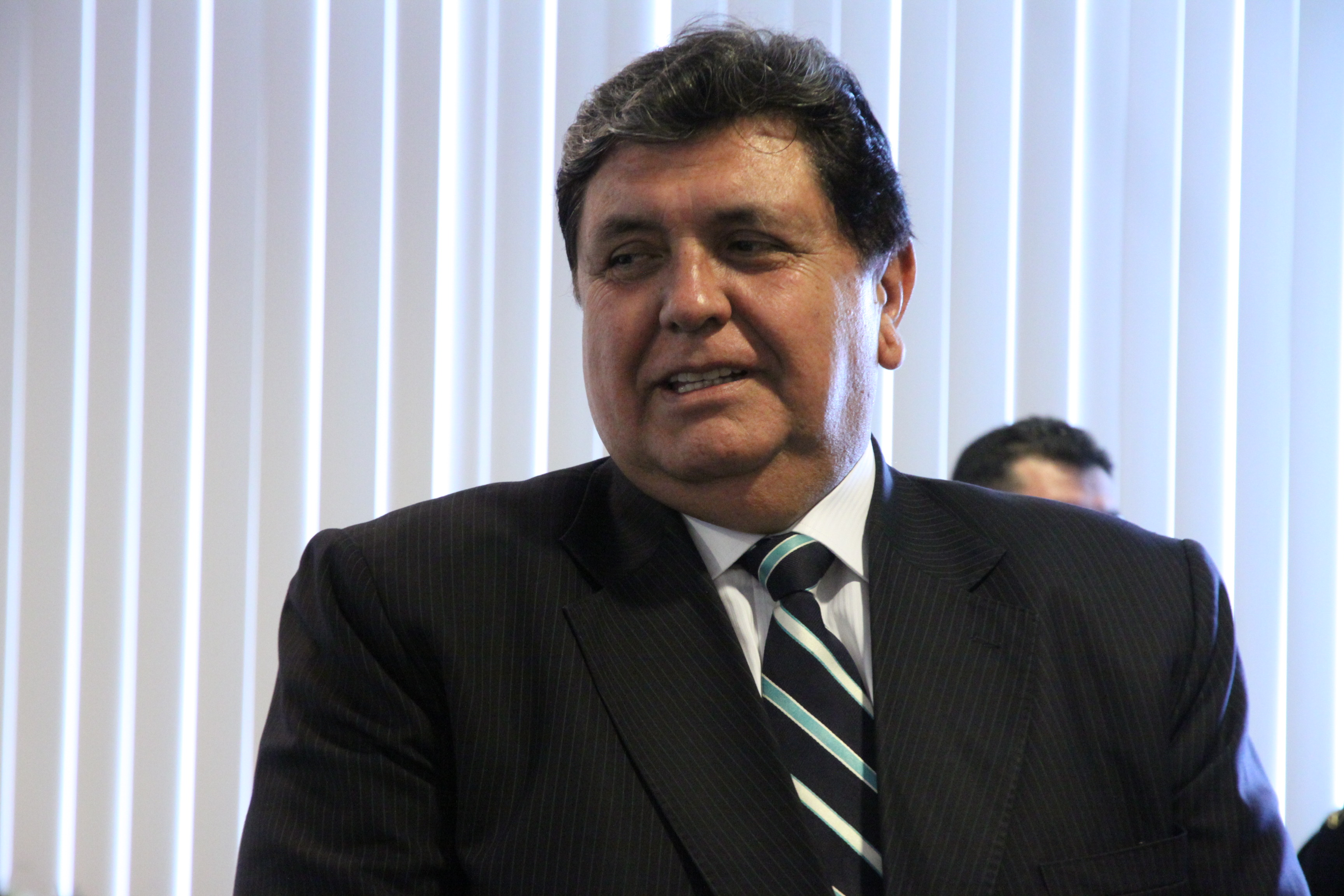
Alan García, presidente del Perú (1985-1990 y 2006-2011).

El segundo gobierno de Alan García Pérez se caracterizó por su marcado interés en favorecer la inversión extranjera, por el deseo de acelerar la integración del Perú con los grandes mercados mundiales y de alentar al empresariado a inyectar sus capitales en el país. En definitiva, siguió los lineamientos de la política económica trazada desde 1990 (es decir tras el fin de su primer gobierno). Entre otros acuerdos, logró finiquitar el TLC con los Estados Unidos, y acuerdos similares con China, Tailandia, Chile, Canadá, Corea del Sur y México. De otro lado, la inflación llegó a su nivel más bajo en décadas (2 %), contrastando así con el primer gobierno de García que había concluido con la mayor hiperinflación de la historia republicana. Las reservas internacionales llegaron también a un récord histórico y se mantuvo el crecimiento sostenido del país. Gracias a un adecuado manejo de la economía, el Perú pudo superar sin mayores sobresaltos la recesión mundial que golpeó a los principales compradores: Estados Unidos, China, etc.
Otro hecho importante fue la demanda presentada por el Estado peruano ante la Corte Internacional de Justicia de La Haya para solucionar la Controversia de delimitación marítima entre Chile y el Perú sobre la soberanía de una zona marítima de aproximadamente 37 900 km² en el océano Pacífico. El 16 de enero de 2009, el embajador peruano Allan Wagner entregó en la sede de la Corte la demanda y el 13 de marzo presentó la memoria que sustentaba la posición peruana; mientras que Chile presentó su contramemoria el 9 de marzo de 2010. La réplica peruana se dio el 9 de noviembre de 2010 y la dúplica chilena el 11 de julio de 2011. La Corte, luego de analizar las posiciones de los dos países, dio su fallo el 27 de enero de 2014, ya bajo el gobierno de Ollanta Humala. Por este fallo el Perú recobró 50 000 km² de mar.
No obstante, el gobierno de García debió soportar, al igual que el anterior de Toledo, protestas sociales en diversas localidades, siendo el episodio más sombrío la llamada masacre de Bagua, el 5 de junio de 2009, donde, un enfrentamiento entre los nativos y las fuerzas del orden ocasionó la muerte de decenas de personas, entre ellos 24 policías. Otro aspecto negativo fue el llamado escándalo Petrogate, que consistió en la difusión de audios entre funcionarios del gobierno negociando la entrega de lotes petroleros a una empresa extranjera. Ello provocó una crisis ministerial.
En las elecciones generales de 2011, se presentó por segunda vez como candidato a la presidencia el excomandante Ollanta Humala Tasso, por la alianza electoral Gana Perú, a la que se sumaron diversos partidos de izquierda. También postularon Keiko Fujimori, hija del expresidente Alberto Fujimori, por Fuerza 2011; y Pedro Pablo Kuczynski, economista y candidato liberal, por la Alianza por el Gran Cambio. En la primera vuelta, realizada el 10 de abril, Humala obtuvo la más alta votación (31,69 %), aunque sin llegar al 50 % más uno de los votos requeridos por la Constitución. En segundo lugar quedó Keiko Fujimori, que superó con un margen de 5 puntos a Kuczynski.
Ollanta y Keiko pasaron así a la segunda vuelta, lo que alarmó a un sector de la ciudadanía, ya que ambos aparentemente se identificaban con autoritarismo antidemocrático: el fujimorismo, en el caso de Keiko, y el modelo chavista de Venezuela, en el caso de Humala, considerado antidemocráticos para algunos sectores conservadores de la política peruana. Sin embargo, Humala se esforzó en demostrar sus distanciamiento del chavismo, modificando su plan de gobierno original y jurando un "compromiso en defensa de la democracia" ante la presencia de varios destacados intelectuales, profesionales y artistas peruanos, quienes le brindaron su apoyo. Finalmente, en las elecciones de segunda vuelta realizadas el 5 de junio de 2011, Humala resultó triunfador con el 51,45 %, con un margen de 3 % de ventaja sobre su competidora Keiko.

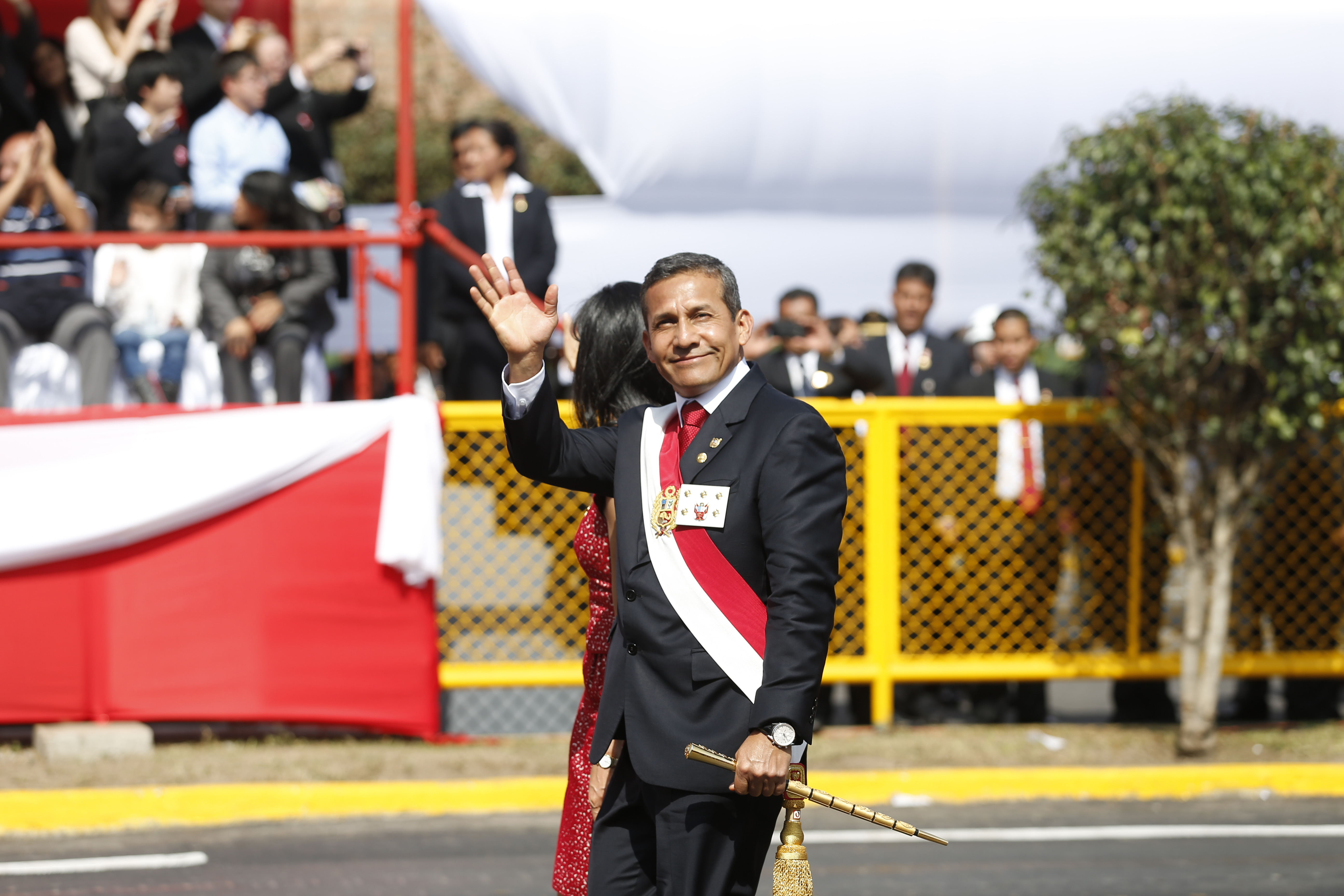
Ollanta Humala, presidente del Perú (2011-2016).

El inicio del gobierno de Ollanta Humala generó expectativa no solo en el Perú, sino a nivel internacional, pues se creyó que acabaría con el predominio de la derecha neoliberal en su país y que se aliaría con los gobiernos de izquierda del continente. Ni lo uno ni lo otro se cumplió. La llamada «Gran Transformación» que anunciaba en su programa de gobierno original, que implicaba un cambio del modelo económico, no se aplicó, lo que llevó a que varios de sus congresistas abandonaran su partido, acusándolo de traición. De 47 congresistas que conformaban su bancada, se quedó con 31 al final de su gobierno. Además, tuvo 7 gabinetes ministeriales. El quinquenio (2011-2016) se caracterizó por el protagonismo de la esposa del presidente, Nadine Heredia, a tal punto que se habló de una posible usurpación de funciones. En las postrimerías del gobierno, Heredia, se vio involucrada en el caso de las agendas, empezando a ser investigada por lavado de activos.
El primer y más grave conflicto social que tuvo que enfrentar Humala fue el originado por la oposición de la población al proyecto Conga de la minera Yanacocha (Cajamarca), que dejó varios muertos y obligó a la suspensión de operaciones. Algo similar ocurrió con el proyecto Tía María (Moquegua). En total, fueron más de 200 conflictos sociales los que tuvo que enfrentar el gobierno. También se incrementó la inseguridad ciudadana y recrudeció la delincuencia.
Entre los logros del gobierno de Humala está la asignación del PBI para el sector de Educación del 2.4 % al 4 %, la creación del programa Beca 18, que benefició a más de 60.000 jóvenes; el impulso a la aprobación de la nueva Ley Universitaria; la promulgación de la Ley de Servicio Civil basada en la meritocracia del empleado público. Se creó el Ministerio de Desarrollo e Inclusión Social del Perú, se impulsó grandes programas sociales como Pensión 65, Qali Warma, Cuna Más. Se subió el sueldo mínimo de S/ 650 a S/ 850. La inversión en grandes obras públicas también fue muy importante: destacan el inicio de la construcción del Aeropuerto Internacional de Chinchero, la carretera longitudinal de la Sierra Tramo 2, la Línea 2 del Metro de Lima, la modernización de la refinería de Talara, la inauguración del proyecto de irrigación Olmos, el incremento de la infraestructura vial (más de 19.000 km), etc.
Si bien Humala recibió un país creciendo a tasas de 6 % anual, durante este periodo solo se creció en un promedio de 2.8 % anual, lo que se atribuyó a factores coyunturales externos. La pobreza disminuyó en dos puntos porcentuales.
En las elecciones generales de 2016, se presentaron 19 candidatos, siendo los principales Keiko Fujimori, por Fuerza Popular (FP); Pedro Pablo Kuczynski, por Peruanos Por el Kambio (PPK); César Acuña, por Alianza para el Progreso; Verónika Mendoza por Frente Amplio; Alfredo Barnechea por Acción Popular; así como los expresidentes Toledo y García. Fue Keiko Fujimori la candidata que desde el comienzo mostró en las encuestas una mayor preferencia en intención de voto, superior al 30 %, mientras que, más abajo, se disputaban el segundo lugar Kuczynski y Acuña. Pero empezó a alzar vuelo la candidatura de un hasta entonces desconocido Julio Guzmán, de Todos por el Perú, que escaló hasta el segundo lugar, con el 20 % de intención de voto. Sin embargo, Guzmán fue retirado de la competencia por las autoridades electorales por no cumplir una serie de requisitos en la inscripción de su partido. También fue retirado Acuña, por violar el estatuto que prohibía dar dádivas a los electores. Ello permitió que PPK remontara al segundo lugar. Realizada las elecciones el 10 de abril de 2016, Fujimori obtuvo el 39 %, mientras que PPK logró el 21 % de votos. La disputa electoral quedó así reducida entre Fujimori y Kuczynski, en medio de una reñida contienda en la que proliferaron los mutuos agravios; realizado el balotaje o segunda vuelta electoral (5 de junio de 2016), Kuczynski resultó ganador por un ajustado margen, de más de 40.000 votos, apenas 2 décimas en el porcentaje total.

### Crisis e inestabilidad política: Primer periodo (2016-2020)

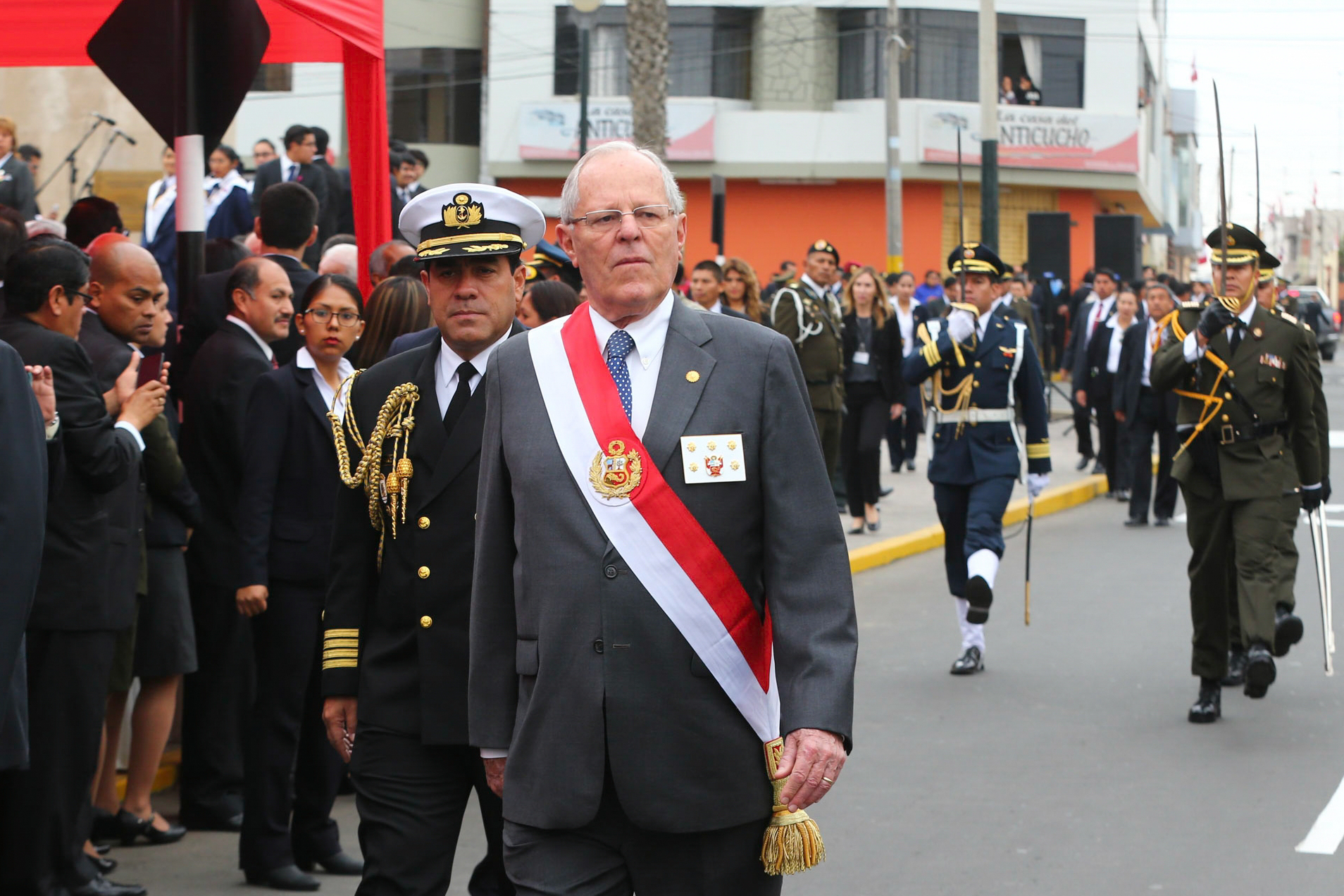
Pedro Pablo Kuczynski, presidente del Perú (2016-2018).

El 28 de julio de 2016 Pedro Pablo Kuczynski juró como Presidente de la República, en la tradicional ceremonia de toma de mando realizada en el Congreso de la República. En el parlamento, el fujimorismo se hizo con 73 escaños de un total de 130, con lo que se alzó con la mayoría absoluta, frente al partido de gobierno, que solo obtuvo 18 representantes, Desde el principio, las relaciones entre el Legislativo y el Ejecutivo fueron tensas, y el 15 de septiembre de 2017 el Congreso le negó el voto de confianza al entonces presidente del Consejo de Ministros Fernando Zavala, con lo que Kuczynski tuvo que nombrar a un nuevo gabinete. Este incluyó cinco nuevos ministros, y fue presidido por la segunda vicepresidenta y hasta entonces congresista Mercedes Aráoz. Su gobierno estuvo asimismo marcado por el caso Odebrecht. El propio Kuczynski fue objeto de un pedido de vacancia en el Congreso por sus conflictos de interés con esa empresa, que en un primer intento no prosperó. Poco después, indultó al expresidente Alberto Fujimori, quien purgaba una pena de 25 años por crímenes contra los derechos humanos. La decisión desencadenó protestas masivas en Lima y otras ocho ciudades así como la renuncia de tres de sus ministros y las críticas de un amplio espectro de personalidades. Todo ello derivó en una crisis política nacional, que finalmente desembocó en un segundo proceso de vacancia presidencial, promovida por la izquierda y apoyada por los fujimoristas de Fuerza Popular. Pero unos días antes de debatirse en el Congreso el pedido de vacancia, los fujimoristas revelaron unos videos y audios donde se mostraba que operadores del gobierno, incluyendo un ministro de Estado, negociaban con un congresista de Fuerza Popular para comprar su voto en contra de la vacancia, a cambio de obras para su región. Al día siguiente, el presidente envió su carta de renuncia al Congreso, que fue aceptada el 23 de marzo de 2018. Ese mismo día juramentó como nuevo presidente el ingeniero Martín Vizcarra, por estar en la línea de sucesión al ser el primer vicepresidente de la República.

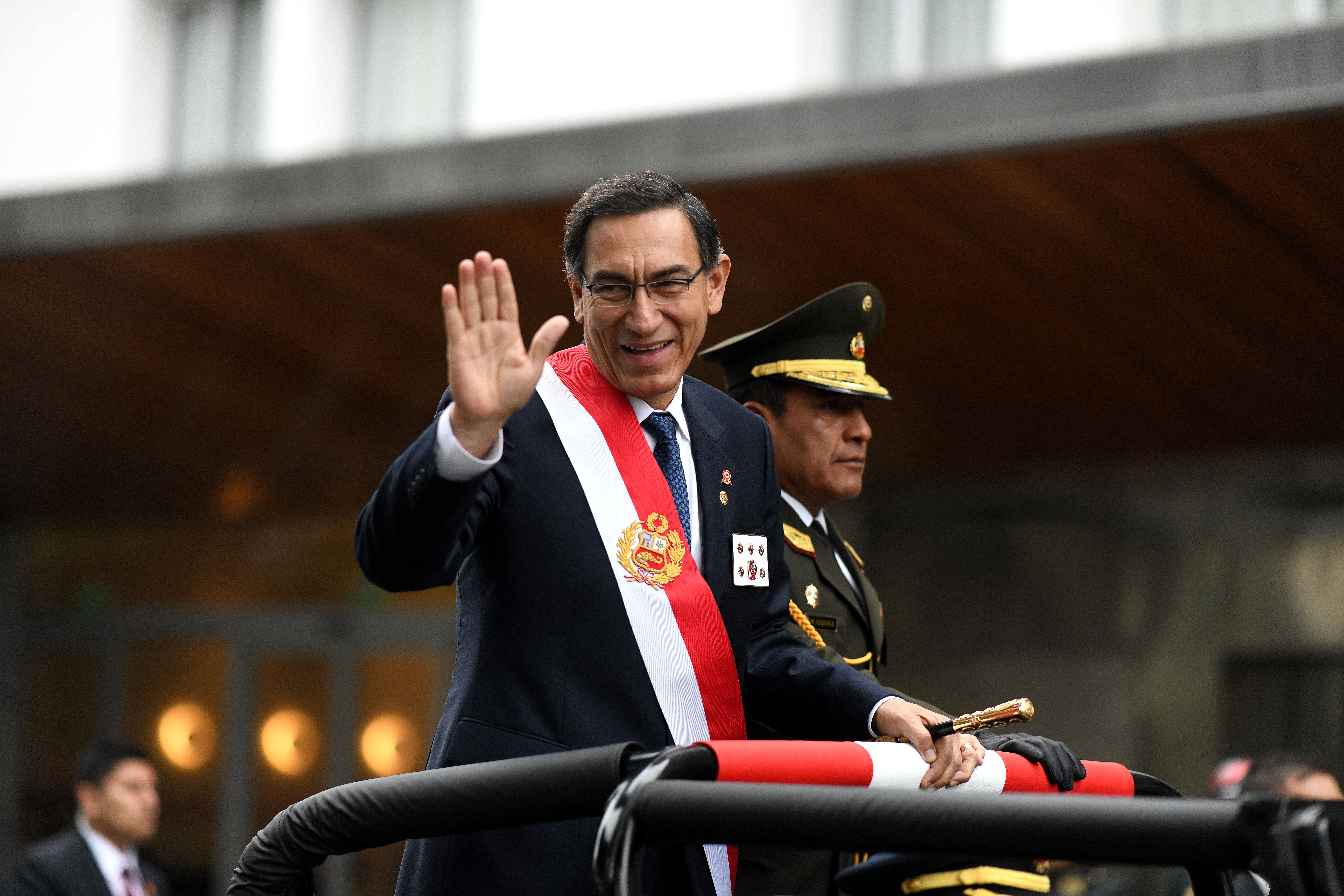
Martín Vizcarra, presidente del Perú (2018-2020).

Durante el gobierno de Vizcarra ocurrieron los llamados CNM Audios, que involucraron a magistrados, jueces y fiscales del Consejo Nacional de la Magistratura. Como resultado, Vizcarra en su mensaje de Fiestas Patrias de 2018, propuso que se convoque un referéndum para diciembre de 2018.[cita requerida] El mencionado referéndum se basó en cuatro solicitudes: la bicameralidad en el Congreso, la conformación de una Junta Nacional de Justicia (reemplazando el Consejo Nacional de la Magistratura e introduciendo un nuevo modo de nombrar a sus miembros), el regulamiento del financiamiento de partidos políticos y la prohibición de la reelección inmediata para la próxima legislatura de parlamentarios de la República. El referéndum se llevó a cabo el 9 de diciembre de 2018. Se aprobaron las solicitudes salvo la bicameralidad del Congreso. Esto fue considerado por muchos como un triunfo más del Gobierno.
El 31 de diciembre de 2018, a pocas horas del Año Nuevo, el fiscal general Pedro Chávarry anunció la remoción de los fiscales Rafael Vela y José Domingo Pérez, que investigaban el caso Odebrecht y a políticos peruanos implicados en él, entre ellos Keiko Fujimori y Alan García. La decisión provocó manifestaciones y el presidente Vizcarra, que tenía previsto asistir a la toma de mando de Jair Bolsonaro en Brasil, regresó apresuradamente a Perú para afrontar el caso. El 2 de enero de 2019, el fiscal Chávarry, decidió reponer en sus cargos a los fiscales Pérez y Vela, y el 8 de enero, Chávarry renunció al cargo de fiscal de la Nación, debido a las imputaciones en su contra.
Más adelante, en su mensaje de Fiestas Patrias de 2019, Vizcarra anunció que propondrá la convocatoria de adelanto de elecciones para 2020. Sin embargo, ello no tuvo el apoyo necesario del Congreso, por lo que el proyecto quedó archivado el 26 de septiembre de 2019.
Tras esta noticia, el presidente Vizcarra, decidió promover una cuestión de confianza ante el Congreso de la República, por la elección de nuevos magistrados del Tribunal Constitucional. El 30 de septiembre, el premier Salvador del Solar, se dirigió al hemiciclo a intentar pedir la cuestión de confianza, sin embargo, se iniciaron los enfrentamientos en el Congreso, y es por ello que el presidente Vizcarra, alegando una "denegación fáctica" de la confianza, dispuso la disolución del Congreso de la República, y la convocatoria a nuevas elecciones de congresistas de la República para 2020. 
Las elecciones parlamentarias se llevaron a cabo el 26 de enero, los resultados colocaron a los siguientes partidos políticos con derecho a escaños en el nuevo Congreso: Acción Popular, Alianza Para el Progreso, Partido Morado, FREPAP, Unión por el Perú, Fuerza Popular, Podemos Perú, Somos Perú y Frente Amplio.
En septiembre de 2020, el congresista de Unión por el Perú, Edgar Alarcón, mostró unos audios durante una sesión del pleno del Congreso,  en esos audios, daban cuenta de como el presidente Vizcarra sostenía conversaciones con sus asesores y secretarias de Palacio de Gobierno, para hablar acerca del caso "Richard Swing", todo ello derivó en un primer pedido de vacancia impulsada por el Congreso, que no prosperó.
En octubre de 2020, un reportaje de un programa periodístico, mostró declaraciones de unos aspirantes a colaborador eficaz, y dijeron que la empresa Obrainsa le pagó a Vizcarra 1 millón de soles, además que recibió 1,3 millones de soles del consorcio Ingenieros Civiles y Contratistas Generales S.A (ICCGSA), para la licitación del proyecto para la construcción del Hospital Regional de Moquegua, cuando Vizcarra era gobernador regional de dicha región, es por ello que el Congreso, decidió promover un segundo pedido de vacancia contra el mandatario, que por 105 votos a favor y 19 en contra, se logró destituir del cargo a Vizcarra por incapacidad moral, el 9 de noviembre de 2020.
El mismo día de la vacancia a Vizcarra, se llevó a cabo una marcha en Lima por rechazo a la vacancia presidencial y al congreso, que comenzaron a llamar a sus acciones un golpe de Estado encubierto liderado por Manuel Merino. Merino era el presidente del Congreso, y el siguiente a asumir la presidencia tras la renuncia de Mercedes Aráoz como vicepresidenta el 1 de octubre, pero desde el primer intento de vacancia para Vizcarra, se pudieron observar sus ambiciones políticas, al realizar acciones apresuradas contra el presidente, sus intentos de comunicación con las FF.AA. y la Marina de Guerra del Perú, y el apresurado intento de creación de un gabinete de transición.
Al día siguiente, el 10 de noviembre, Merino juramentó como presidente de la República, causando el inicio de las protestas de forma masiva en todo el país, con un fuerte rechazo a su poder con el lema «Merino no me representa». La represión policial se tornó agresiva con cada día más de las marchas, aunque hubiesen manifestaciones pacíficas, los enfrentamientos y detenciones destacaron en los dos primeros días de protestas. El 12 de noviembre la protesta llevó a la I Marcha Nacional, donde se pudo observar el abuso policial tras el lanzamiento de forma indiscriminada de bombas lacrimógenas, balas de goma y perdigones. Al día siguiente, se causaron conflictos fuera de las casas del presidente del Consejo de Ministros Ántero Flores-Aráoz y del mismo Merino. Hasta este punto las cifras oficiales estipulaban al menos 27 heridos, entre manifestantes y policías. Derechos Humanos denunció el uso de perdigones para controlar las protestas, en las que también terminaron involucrados periodistas.
El 14 de noviembre, se realizó la ll Marcha Nacional, que se realizó con más fuerza y más represión severa de los policías, causando numerosos lesionados. Durante el toque de queda, los enfrentamientos entre policías y manifestantes dejaron un saldo de dos muertos. Tras los fallecimientos, las exigencias de renuncia a Merino se intensificaron y las protestas aumentaron. El 15 de noviembre, la presión causó que Merino decidiera dar un mensaje a la Nación, declarando su renuncia a la presidencia. El 17 de noviembre, asumió el poder Francisco Sagasti del Partido Morado, en su discurso rindió homenaje a los dos jóvenes muertos en las protestas contra Merino. El gobierno de Sagasti es considerado un mandato pacífico que termina con la crisis política iniciada desde 2016, pero al término de su final, inicia la crisis de 2021 con el mandato posterior.

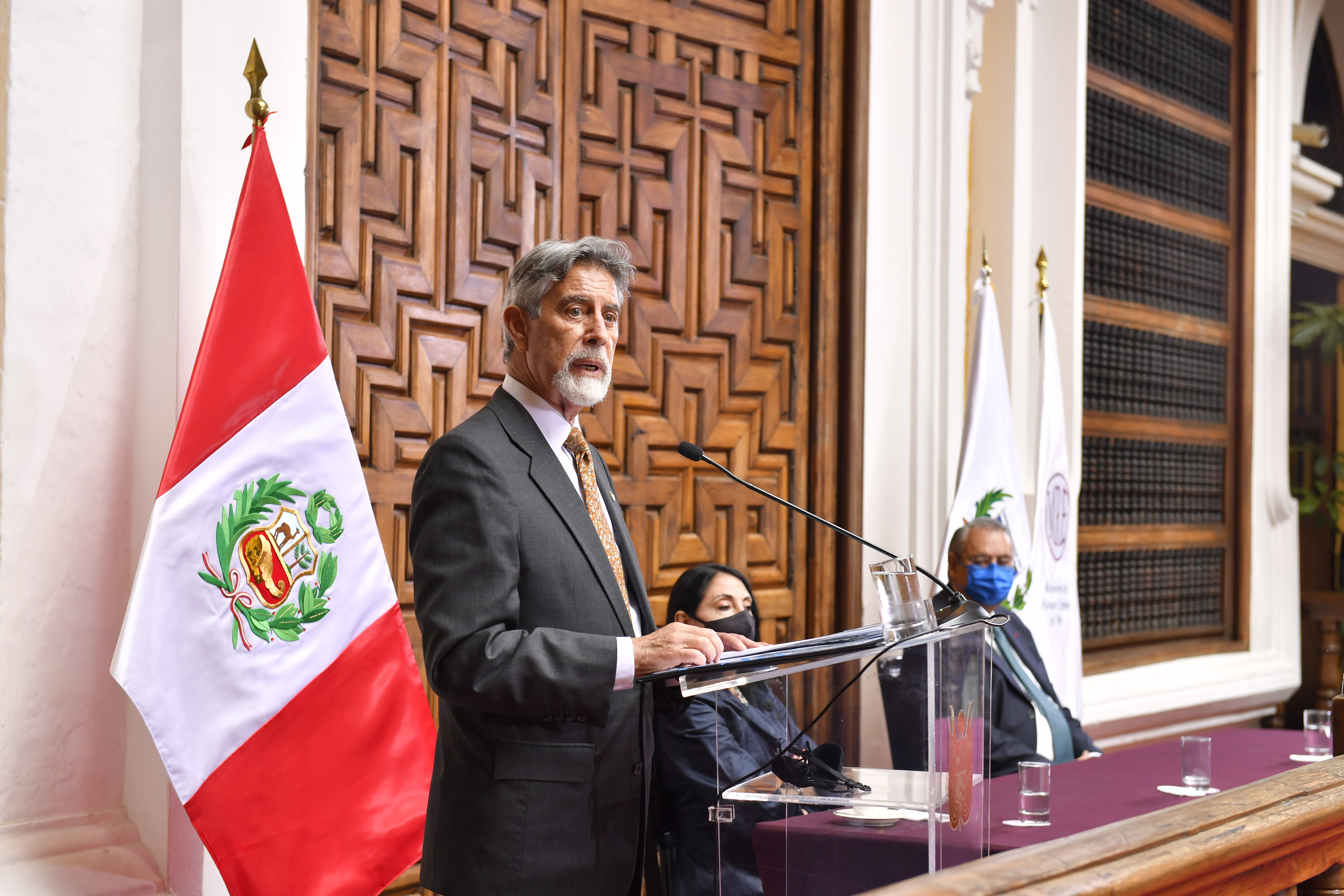
Francisco Sagasti, presidente del Perú (2020-2021).

Sagasti realizó cambios en la Policía Nacional, debido a los serios cuestionamientos por sus participaciones en las protestas de noviembre. Asimismo, se suscitaron manifestaciones de trabajadores agrícolas que dejaron como saldo un muerto. El 6 de enero de 2021, Sagasti, en mensaje a la Nación, anunció que su Gobierno decidió comprar el primer lote de vacunas del laboratorio chino Sinopharm contra el COVID-19, y anunció que dichas vacunas llegarían al Perú el 7 de febrero. Ese mismo día, se produjo la llegada del primer lote de vacunas contra el COVID-19, y luego al día siguiente, se inició con éxito la primera campaña de vacunación contra la enfermedad en Lima y Callao.

### Crisis e inestabilidad política: Segundo periodo (2021-presente)

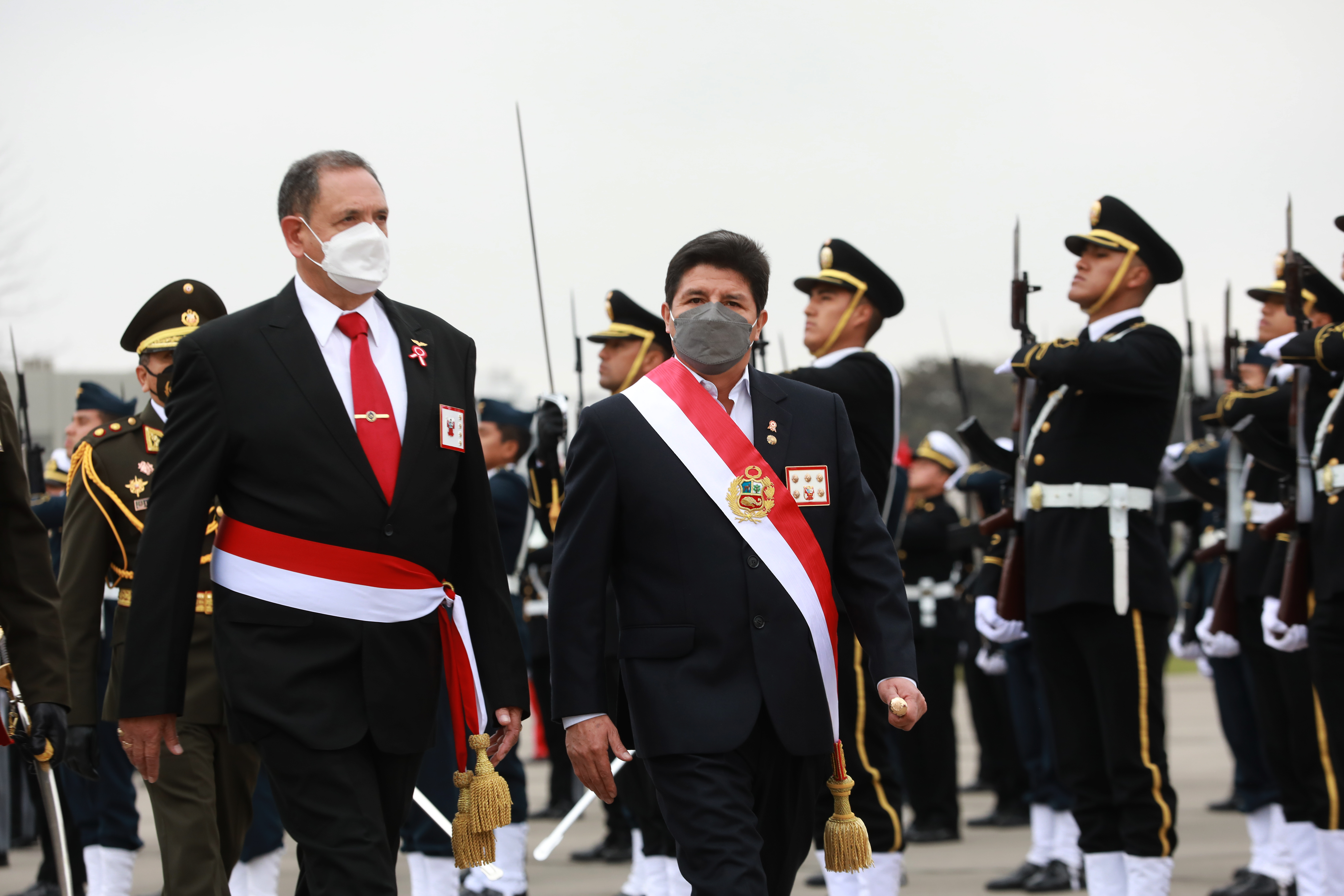
Pedro Castillo, presidente del Perú (2021-2022).

En las elecciones generales de 2021, se presentaron 18 candidatos, entre ellos se perfilaba el excongresista Yonhy Lescano del partido Acción Popular, la ex primera dama Keiko Fujimori de Fuerza Popular, que postulaba por tercera vez a la presidencia tras ser derrotada en 2016, el economista Hernando de Soto de Avanza País, el empresario Rafael López Aliaga de Renovación Popular, la excongresista Verónika Mendoza de Juntos por el Perú y el exmilitar Daniel Urresti de Podemos Perú. En la primera vuelta realizada el 11 de abril, los resultados colocaban al profesor y exdirigente Pedro Castillo de Perú Libre en el primer lugar, siendo la sorpresa en dichas elecciones. Más adelante, se conoció que Castillo pasaría a la segunda vuelta junto con Keiko Fujimori, la que se realizó el 6 de junio, donde tras el resultado a boca de urna, se confirmó un empate técnico entre ambos candidatos. No obstante, el fujimorismo, que dominó parte de Lima debido a sus narrativas anticomunistas, acusó a la izquierda de cometer un «fraude en mesa», lo que provocó una crisis electoral en Perú. La disputa terminó el 19 de julio, con la proclamación de Castillo como presidente electo de la República, por parte del Jurado Nacional de Elecciones.
El 28 de julio de 2021, Castillo asumió la presidencia del Perú ante el Congreso de la República. Sin embargo, su gobierno se vería envuelto en diversas críticas debido al nombramiento de Guido Bellido como presidente del Consejo de Ministros, pese a que Bellido tiene diversos cuestionamientos por sus declaraciones en favor del movimiento terrorista Sendero Luminoso, así como también de la fallecida terrorista Edith Lagos. Además las supuestas intromisiones del líder de Perú Libre, Vladimir Cerrón, también afectaron la imagen del presidente Castillo, puesto que Cerrón tendría vínculos con la agrupación delictiva «Los Dinámicos del Centro» de la región Junín, donde Cerrón fue gobernador regional. En octubre, Bellido renuncia al cargo, y ese mismo mes, el presidente Castillo, lleva a cabo la implementación de una Segunda Reforma Agraria.
En noviembre de 2021, un reportaje de un programa periodístico, puso al descubierto algunas reuniones clandestinas que sostuvo el mandatario junto a otras personalidades del rubro empresarial, así como algunos trabajadores de Palacio de Gobierno, en su casa del distrito de Breña. Este hecho trajo una investigación de parte de la Procuraduría General de la República, así como también el Congreso, decidió promover un pedido de vacancia contra Castillo, que en un inicio no prosperó debido a la falta de apoyo de algunas bancadas. Para enero de 2022, la Fiscalía de la Nación decidió abrir una investigación contra Castillo, por esas reuniones.
En febrero de 2022, la lobista Karelim López, declaró como aspirante a colaboradora eficaz, y dijo que el presidente Castillo, encabezaría una mafia en el Ministerio de Transportes y Comunicaciones, junto al entonces ministro Juan Silva y cinco parlamentarios del partido Acción Popular, todo ello derivó en otro pedido de vacancia propuesta por el Congreso, que en marzo de 2022, no fue aprobado. En abril de 2022, sucedieron una serie de protestas por parte de un sector de transportistas que dejaron un saldo de 4 muertos, ante esta situación crítica, el presidente Castillo, dispuso el toque de queda en Lima y Callao, para el 5 de abril, debido a las manifestaciones violentas que ocurrieron. Sin embargo, y en plena inmovilización social obligatoria, miles de personas salieron a protestar a las calles, exigiendo la renuncia del presidente Castillo. En dichas manifestaciones, un grupo de vándalos provocó disturbios y vandalismo en la ciudad de Lima, ante esto, el presidente Castillo, decretó el levantamiento del toque de queda en todo Lima y Callao.
En octubre del mismo año, la fiscal de la Nación, Patricia Benavides, presentó una denuncia constitucional contra el presidente Castillo, al ser acusado de tráfico de influencias y colusión agravada en una supuesta red de corrupción. Dicha denuncia fue aprobada en noviembre por el Congreso de la República. En diciembre, el Congreso admitió a debate la tercera moción de vacancia contra Castillo por incapacidad moral. Sin embargo, y faltando pocas horas para el inicio del debate, el presidente Castillo da un intento de autogolpe de Estado, disolviendo el Congreso de la República, e iniciando un régimen de excepción. La medida fue rechazada por los congresistas, y luego, varios de sus ministros renunciaron en masa al gabinete, mientras que las Fuerzas Armadas y la Policía Nacional del Perú, desconocieron el autogolpe y no respaldaron a Castillo. Es así, que los parlamentarios decidieron adelantar el debate de la moción de vacancia, que fue aprobada con 101 votos a favor y 6 en contra, siendo Castillo destituido de la presidencia por incapacidad moral. Más adelante el expresidente Castillo fue arrestado por la Policía tras intentar pedir asilo político a la embajada de México.

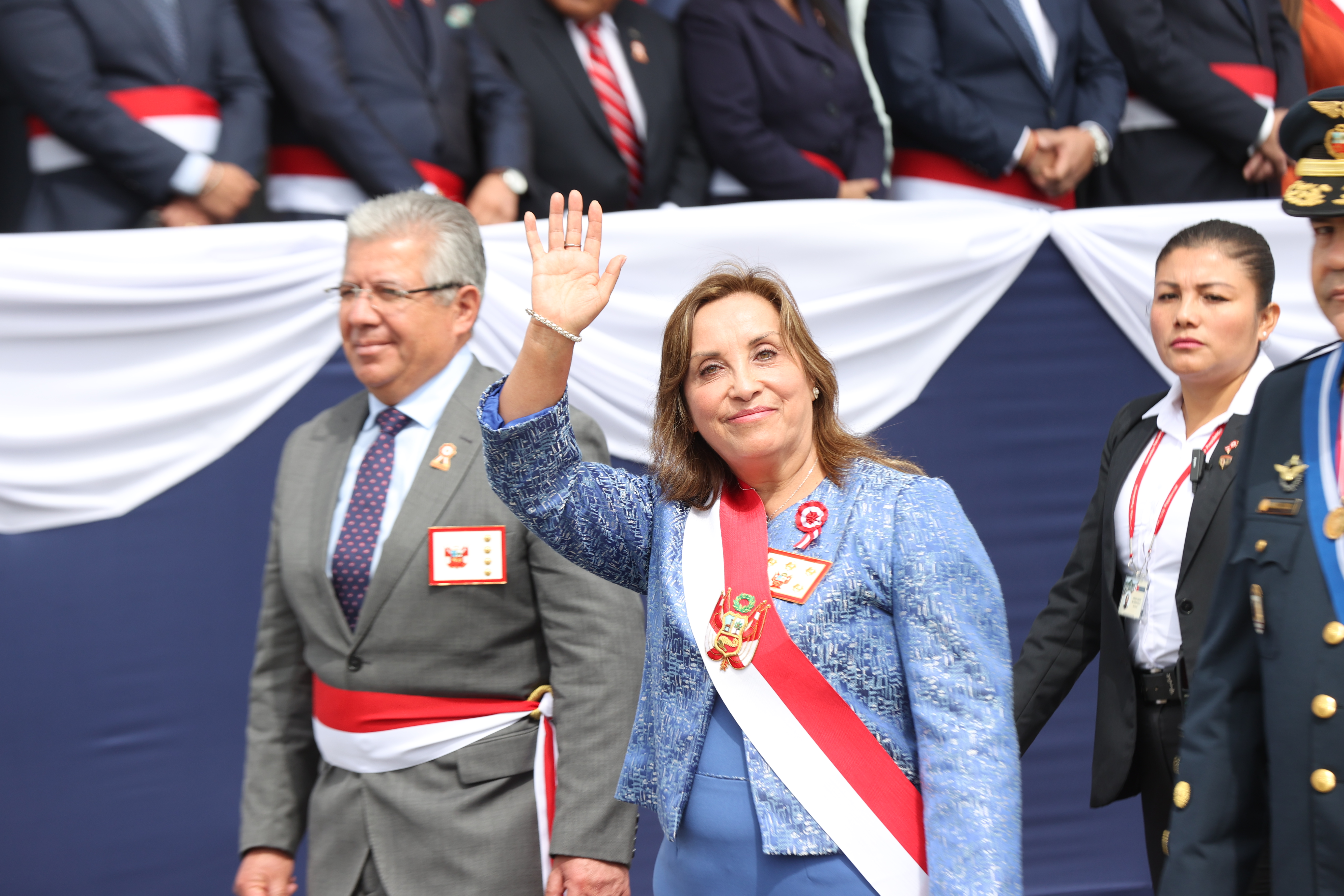
Dina Boluarte, primera presidenta del Perú (2022-presente).

Una vez aprobada la destitución de Castillo, juramentó Dina Boluarte como presidenta de la República, convirtiéndose en la primera mujer en ocupar dicho cargo presidencial. Tras la juramentación de Boluarte, un grupo de simpatizantes del expresidente Castillo iniciaron protestas en diferentes regiones del Perú, exigiendo la renuncia de Boluarte, la liberación de Castillo y una Asamblea Constituyente. En diciembre, la presidenta, a través de un mensaje a la Nación, anunció que su gobierno implementará la medida de adelantar elecciones para 2024. Esta propuesta fue aprobada en el Congreso de la República. En enero de 2023, se suscitó un paro nacional en 7 regiones del Perú, la más afectada fue Puno, con un saldo de 19 muertos y 30 heridos.
Con el tiempo marcó una nueva etapa de descontento general denominado «convulsión social». Ese mismo mes, enero de 2023, se llevó a cabo la denominada Toma de Lima, en el que un grupo de manifestantes de provincias, llegaron a la capital para participar de este evento, sin embargo, se produjeron enfrentamientos entre la Policía y los manifestantes, así como también se produjo un incendio en un inmueble cerca a la Plaza San Martín. La presidenta Boluarte, afirmó en mensaje a la Nación, que no iba a renunciar y que está dispuesta a que su gobierno dé con los responsables de los hechos. Más adelante, la presidenta, anunció que propondrá el adelanto de elecciones generales para 2023, sin embargo, la propuesta fue rechazada por el Parlamento.
En noviembre de 2023, la fiscal de la Nación, Patricia Benavides, presentó una denuncia constitucional contra la presidenta Boluarte y el primer ministro Alberto Otárola, por las muertes ocurridas durante las protestas de diciembre de 2022 y enero de 2023. Sus declaraciones coincidieron con un escándalo de corrupción en el que se le involucra, en el que su asesor habría realizado favores políticos a congresistas de su partido mientras actuaba de manera hostil hacia sus opositores.
En 2024 se concretó el juicio político a la Junta Nacional de Justicia que inhabilitó por 10 años a dos integrantes, en medio de una controversia que generó el rechazo de instituciones civiles internacionales.
Ese mismo año, Boluarte fue acusada de haber obtenido de manera irregular sus relojes Rolex, algo que la presidenta desmintió ante la prensa. Sin embargo, equipos de la Fiscalía y agentes de la Policía, llegaron a su vivienda para proceder con el allanamiento. En respuesta, Dina Boluarte rechazó tajantemente el allanamiento de su domicilio en el distrito de Surquillo y declaró que ha sido víctima de un «ataque sistemático» en su contra. Algunos congresistas de varios partidos criticaron las declaraciones negacionistas. Uno de ellos, Perú Libre, presentó una moción de vacancia en su contra, que no prosperó.